# Personaggi di How I Met Your Mother

I sette protagonisti di How I Met Your Mother nel dicembre 2013, alla festa per il 200º episodio della sitcom, poi andato in onda il 27 gennaio 2014. Da sinistra: Cristin Milioti (la ragazza con l'ombrello giallo), Jason Segel (Marshall), Alyson Hannigan (Lily), Josh Radnor (Ted nel presente), Cobie Smulders (Robin), Neil Patrick Harris (Barney) e Bob Saget (Ted nel futuro). Saget, il narratore dell'intera serie, non è mai apparso in video; Milioti è invece entrata nel cast nella nona e ultima stagione, segnando l'unico cambiamento di rilievo tra le file dei personaggi principali nella storia dello show.

Questa voce contiene un elenco dei personaggi presenti nella sitcom How I Met Your Mother.

## Personaggi principali
| Personaggio       | Interprete            | Stagione | Stagione | Stagione | Stagione | Stagione | Stagione | Stagione | Stagione | Stagione |
| Personaggio       | Interprete            | 1        | 2        | 3        | 4        | 5        | 6        | 7        | 8        | 9        |
| ----------------- | --------------------- | -------- | -------- | -------- | -------- | -------- | -------- | -------- | -------- | -------- |
| Ted Mosby         | Josh Radnor/Bob Saget | Regolare | Regolare | Regolare | Regolare | Regolare | Regolare | Regolare | Regolare | Regolare |
| Marshall Eriksen  | Jason Segel           | Regolare | Regolare | Regolare | Regolare | Regolare | Regolare | Regolare | Regolare | Regolare |
| Robin Scherbatsky | Cobie Smulders        | Regolare | Regolare | Regolare | Regolare | Regolare | Regolare | Regolare | Regolare | Regolare |
| Barney Stinson    | Neil Patrick Harris   | Regolare | Regolare | Regolare | Regolare | Regolare | Regolare | Regolare | Regolare | Regolare |
| Lily Aldrin       | Alyson Hannigan       | Regolare | Regolare | Regolare | Regolare | Regolare | Regolare | Regolare | Regolare | Regolare |
| Tracy McConnell   | Cristin Milioti       |          |          |          |          |          |          |          | Guest    | Regolare |

### Ted Mosby
Ted Mosby è il protagonista e narratore dell'intera sitcom. Nel 2030 Ted Mosby è un famoso architetto che decide di raccontare ai suoi due figli tutte le vicende che lo portarono a incontrare la sua futura moglie. Inizia così a ricordare i tempi in cui era solo un giovane ventisettenne a New York, single, agli inizi della sua professione. Nel 2005, quando il suo migliore amico Marshall chiede alla sua ragazza Lily di diventare sua moglie, nel giovane Ted scatta qualcosa, e sente nascere dentro di sé il forte desiderio di sposarsi e mettere su famiglia: così da questo momento inizia costantemente e tenacemente a cercare quella che sarà la donna della sua vita. Nel corso della serie conosce e si innamora di diverse ragazze, tra cui Robin Scherbatsky, che entrerà poi a far parte del suo gruppo di amici. La loro relazione prosegue tra alti e bassi fino all'ultima stagione, quando Robin sposa  Barney e Ted si fidanza con Tracy McConnell, che diventerà sua moglie nonché la madre dei suoi figli. Nell'ultimo episodio, a seguito della morte di Tracy, Ted comprende di provare ancora qualcosa per Robin, che nel frattempo ha divorziato, e decide di tornare nuovamente con lei. È originario dell'Ohio, ed è un ragazzo dolce e romantico, per certi versi quasi all'antica. È interpretato da Josh Radnor nel presente e da Bob Saget nel 2030, mentre in italiano è doppiato da Renato Novara nel presente e da Marco Pagani nel 2030.

### Marshall Eriksen
Marshall Eriksen è il migliore amico di Ted fin dai tempi del college, dove ha anche conosciuto Lily Aldrin, la sua prima e unica ragazza. Nel corso della serie riesce a coronare il suo sogno di diventare avvocato ambientalista; dopo alcune difficoltà riesce anche a convolare a nozze con Lily, dalla quale avrà poi tre figli. Nell'ultima stagione riesce infine a diventare giudice della Corte suprema degli Stati Uniti. È un grande appassionato di hockey, del soprannaturale e di Guerre Stellari, così come i suoi migliori amici Ted e Barney, ed è un personaggio allegro, ottimista e positivo. È interpretato da Jason Segel e doppiato in italiano da Gianluca Iacono.

### Lily Aldrin
Lily Aldrin  è la storica ragazza e in seguito moglie di Marshall. I due stanno insieme dai tempi del college, dove ha conosciuto anche Ted. In seguito diventa la migliore (nonché unica) amica di Robin. È un'insegnante di scuola materna, sebbene non ami particolarmente quel lavoro: infatti è una grande appassionata di arte e aspirante pittrice, senza tuttavia riscuotere molto successo con le sue creazioni. Nell'ultima stagione viene assunta dal Capitano come consulente d'arte dopo che Lily gli aveva consigliato di acquistare un quadro a basso prezzo che in seguito si sarebbe rivelato di grande valore. È spesso la voce della ragione del gruppo, sebbene si sia talvolta dimostrata piuttosto egoista; è inoltre affetta da una sindrome da acquisto compulsivo. È interpretata da Alyson Hannigan e doppiata in italiano da Elisabetta Spinelli.

### Robin Scherbatsky
Robin Scherbatsky è una bella giornalista televisiva canadese, arrivata a New York da pochi mesi. Ted la incontra la sera in cui Marshall e Lily decidono di sposarsi, e se ne innamora al primo sguardo: scoprono subito però di essere molto diversi, soprattutto perché Robin non ha minimamente in programma il matrimonio nel suo futuro. Rimangono comunque amici e presto entra a fare parte del gruppo, anche se inizialmente, a fasi alterne, i due non riescono a soffocare i sentimenti che provano. Nell'ultima stagione sposa Barney Stinson dopo varie vicissitudini, divorziando però dopo soli tre anni. Nell'ultimo episodio della serie, a seguito della morte della moglie, Ted capisce di provare ancora qualcosa per Robin e prova nuovamente a tornare con lei, e anche Robin sembra disposta a fare un nuovo tentativo. Poiché suo padre non voleva avere una figlia femmina, Robin è stata cresciuta come un maschio: per questo motivo spesso mostra di possedere passioni e atteggiamenti tipicamente maschili. È interpretata da Cobie Smulders e doppiata in italiano da Sonia Mazza.

### Barney Stinson
Barney Stinson (interpretato da Neil Patrick Harris) è un giovane e ricco uomo d'affari newyorkese ma è soprattutto un inguaribile playboy: è infatti un maestro nel sedurre ogni sorta di ragazza ed è ancora più bravo nel fuggire dal loro letto il mattino seguente. Conosce da qualche anno Ted, prendendolo in qualche modo sotto la sua "ala protettrice" e cercando di coinvolgerlo in ogni avventura possibile. È stato cresciuto dalla madre, in quanto non ha mai conosciuto il suo vero padre. Sempre vestito in completo elegante e impeccabile, appena ne ha l'occasione non disdegna battute al limite del buon gusto. È un giocatore provetto di laser tag.

### Tracy McConnell
Tracy McConnell (interpretata da Cristin Milioti; stagione 9, guest 8) è la futura e misteriosa moglie di Ted, presenza "invisibile" nella sitcom per le prime otto stagioni. Suona il basso in una band, e con il suo gruppo si esibirà al matrimonio di Barney e Robin, dove incontrerà per la prima volta il suo futuro marito. Lei e Ted avranno due figli, una femmina (Penny) e un maschio (Luke).

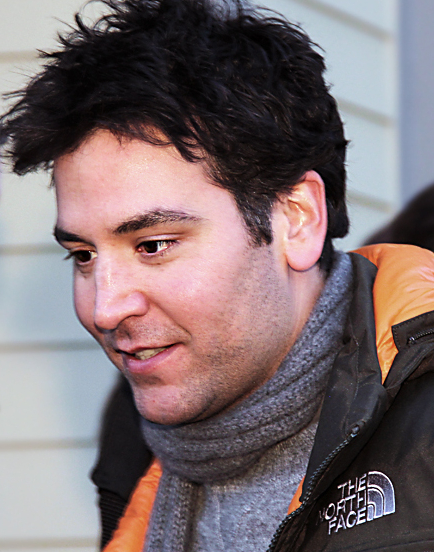
Josh Radnor interpreta Ted Mosby nel presente
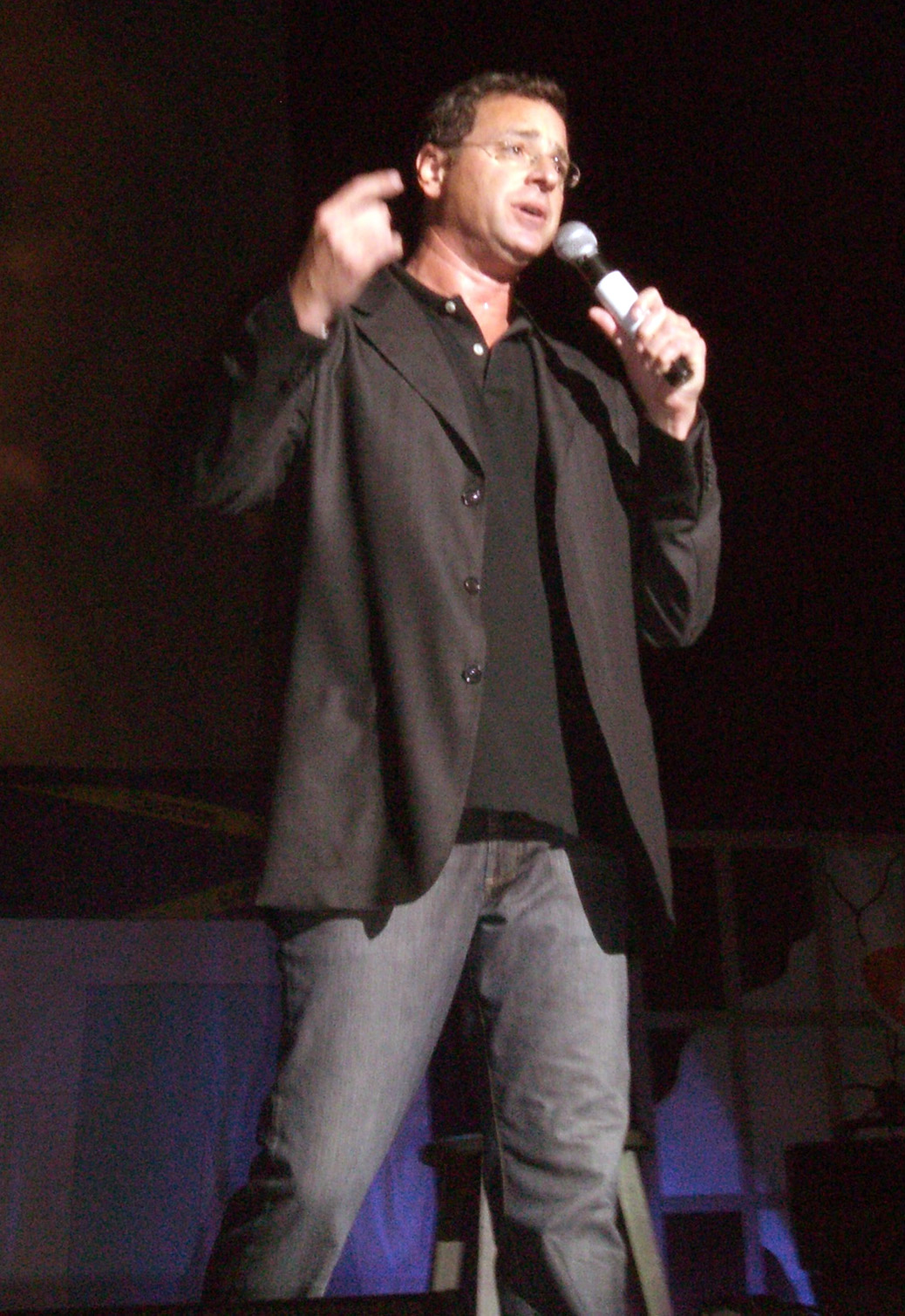
Bob Saget interpreta Ted Mosby nel futuro
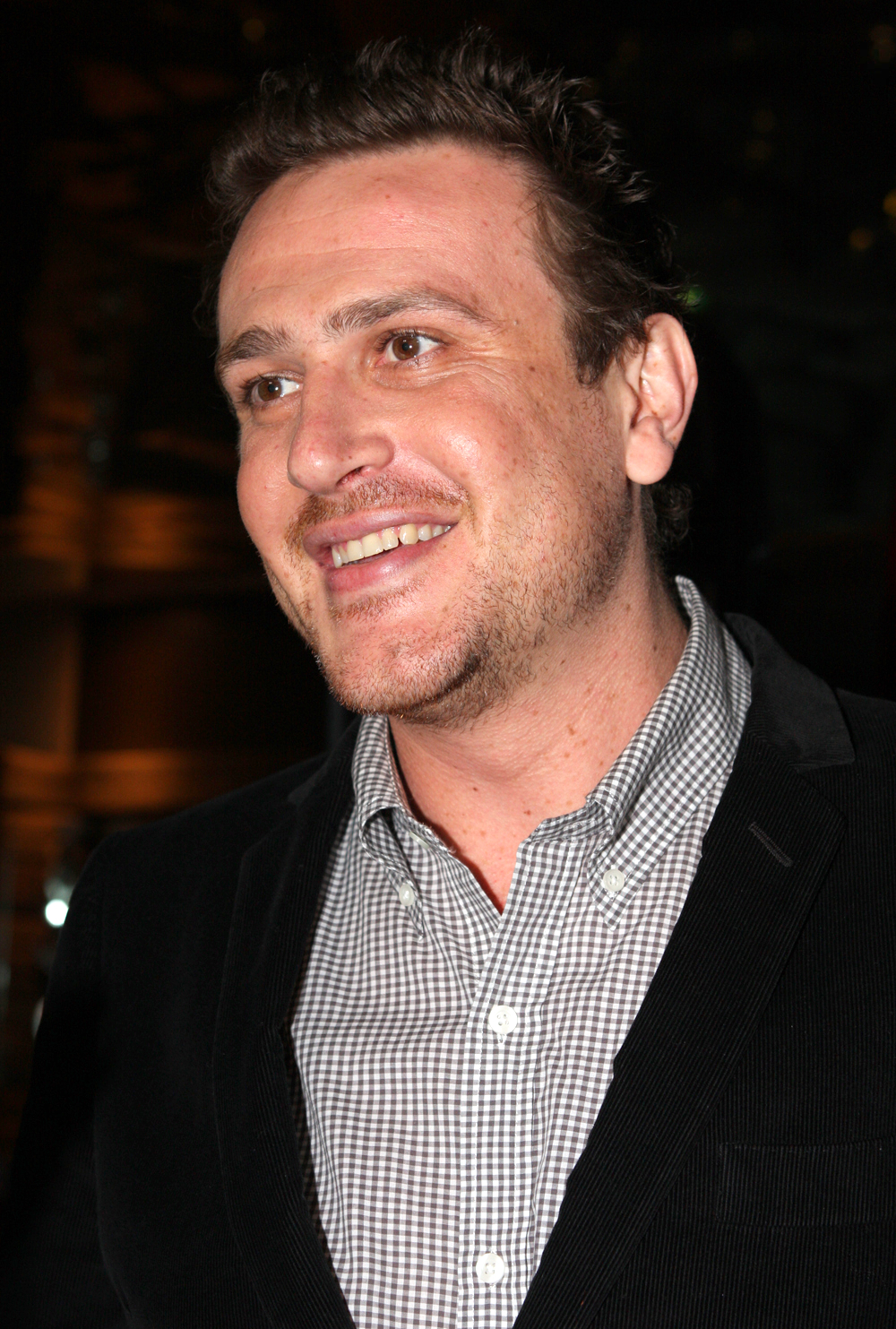
Jason Segel interpreta Marshall Eriksen
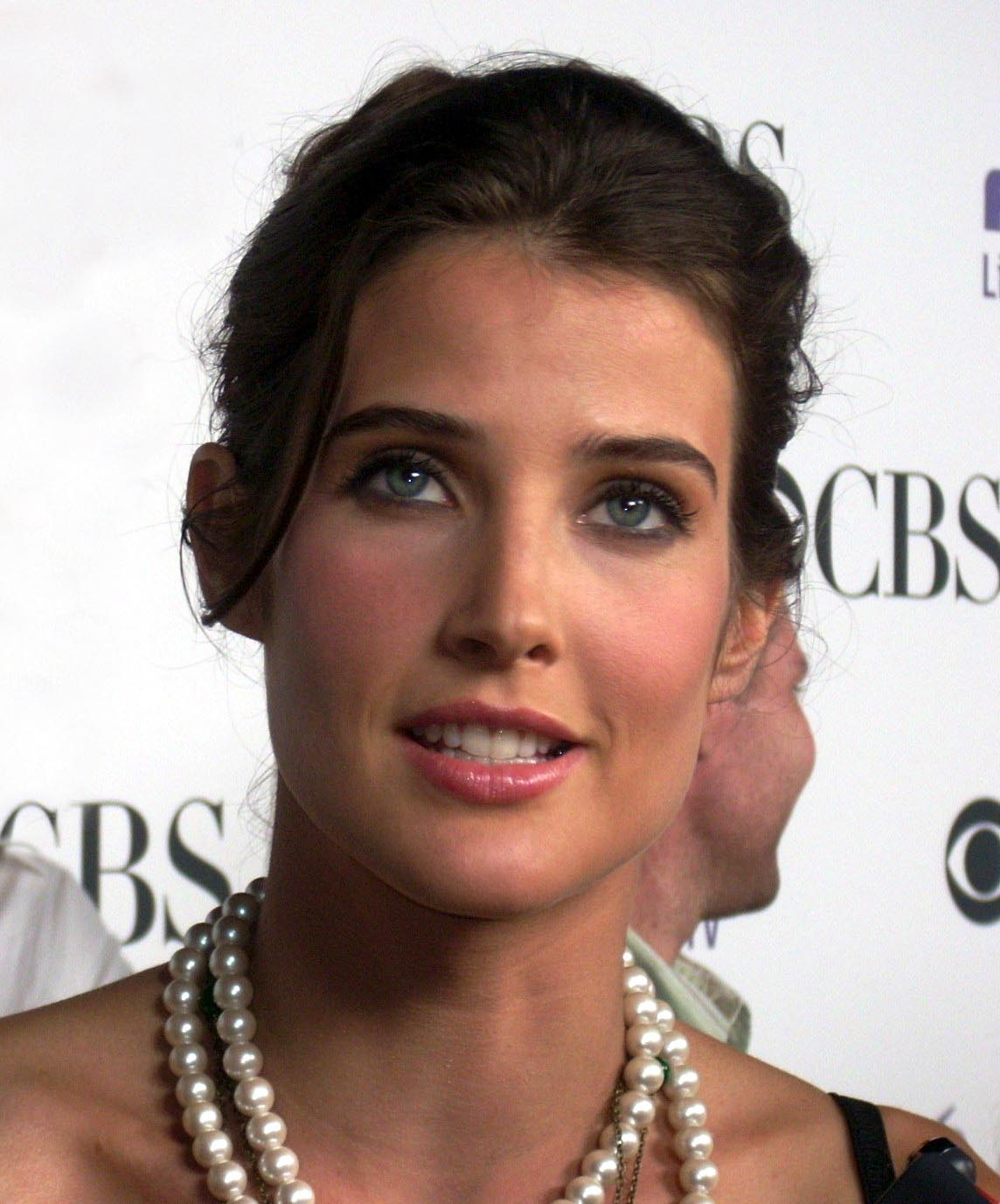
Cobie Smulders interpreta Robin Scherbatsky
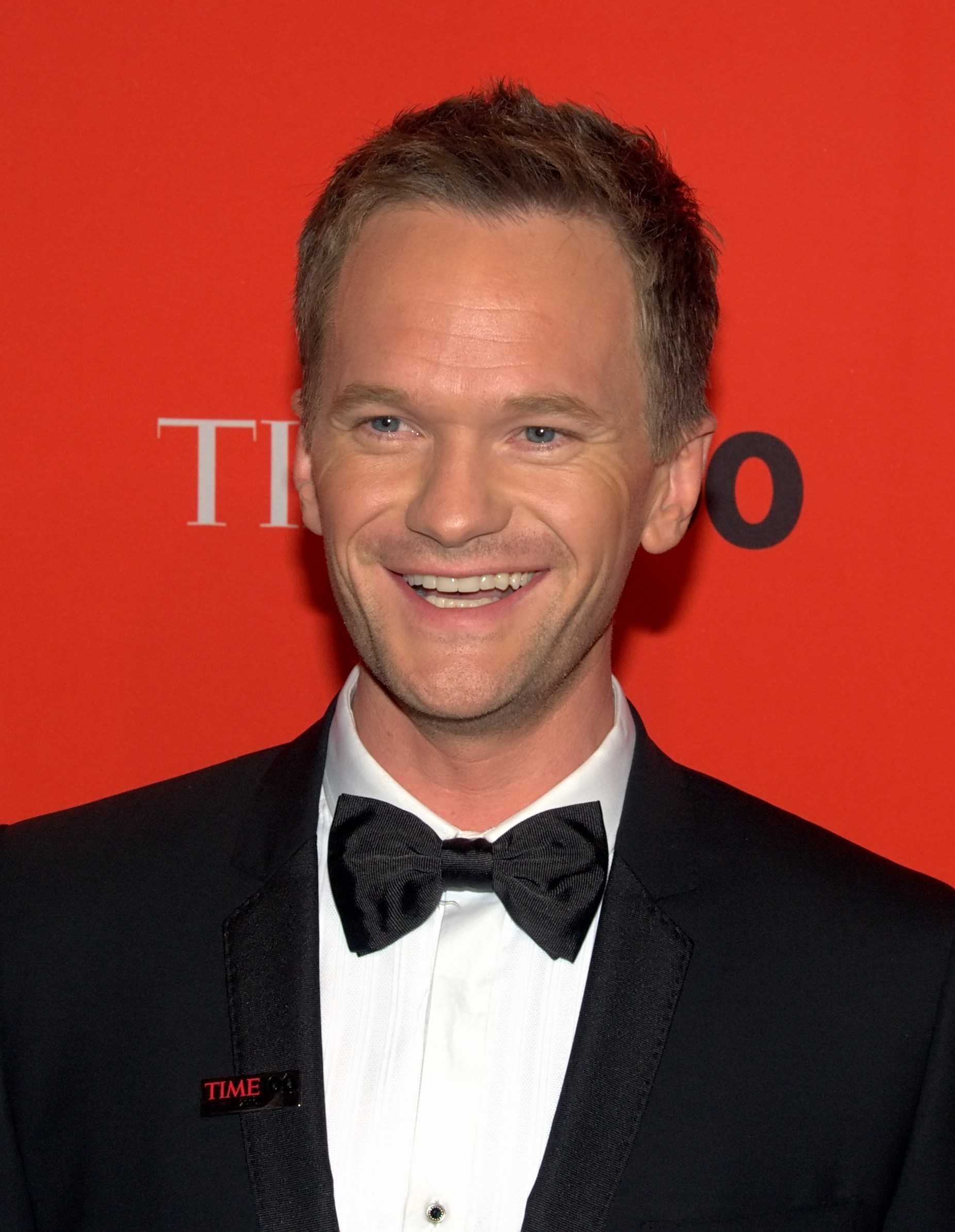
Neil Patrick Harris interpreta Barney Stinson
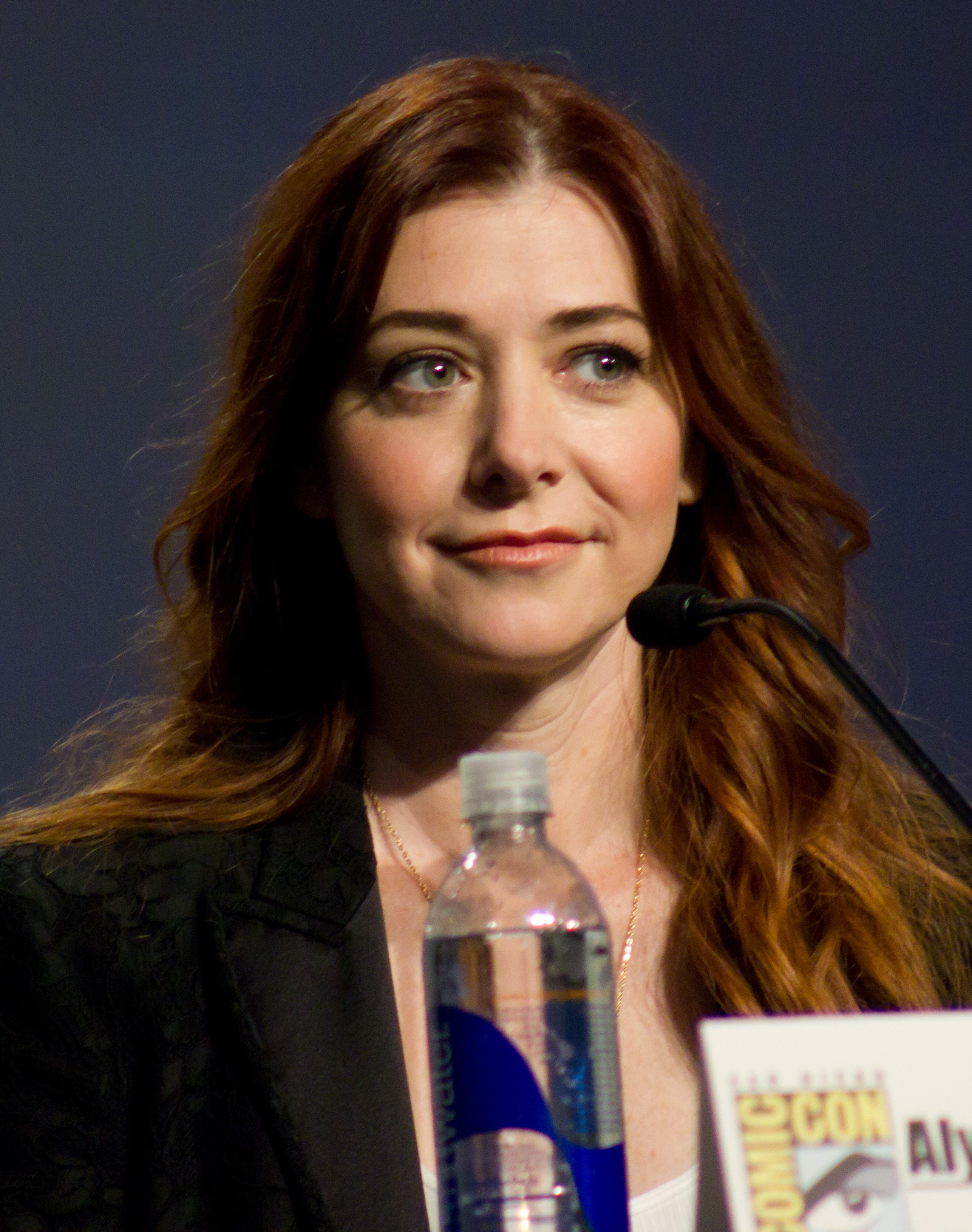
Alyson Hannigan interpreta Lily Aldrin
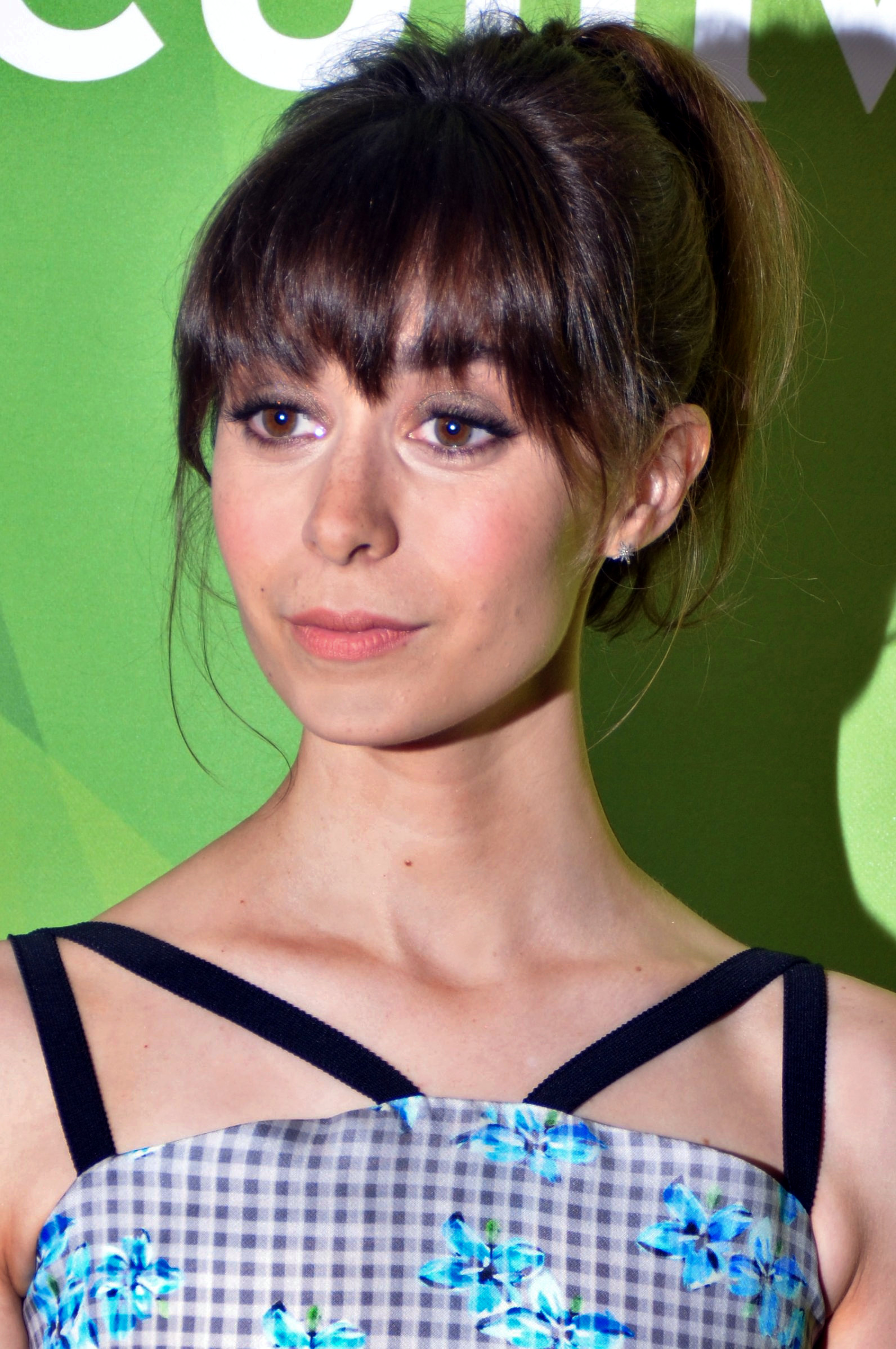
Cristin Milioti interpreta Tracy McConnell

## Personaggi secondari
In questo paragrafo sono riportati i personaggi secondari della sitcom.

### Introdotti nella prima stagione
- Penny Mosby[1] (stagioni 1-9), interpretata da Lyndsy Fonseca, doppiata da Tosawi Piovani (1ª voce) e Loretta Di Pisa (2ª voce).
È la figlia che Ted avrà nel 2015 dalla futura madre, Tracy. Come il fratello, è annoiata dalla lunga storia che racconta il padre. È nata prima che i suoi genitori si sposassero. Il suo nome deriva dalla passione dei genitori per le monete d'epoca, in particolare per il penny raro a cui Ted attribuisce uno dei momenti decisivi della sua carriera.
- Luke Mosby[1] (stagioni 1-9), interpretato da David Henrie, doppiato da Luca Sandri (prima voce, stagioni 1-2) e Davide Garbolino (seconda voce, episodio 9x24).
È il figlio che Ted avrà nel 2017 dalla futura madre, Tracy. Come la sorella, è annoiato dalla lunga storia che racconta il padre. I suoi genitori si sono sposati dopo la sua nascita. Ted lo considera l'eccezione alla regola che dopo le due di notte non succede mai niente di buono, essendo nato dopo quell'ora. Il suo nome deriva da Luke Skywalker, personaggio della saga di Guerre stellari, una delle più grandi passioni di Ted, e lo ha scelto molti anni prima che il figlio nascesse.
- Carl (stagioni 1-9), interpretato da Joe Nieves, doppiato da Matteo Zanotti.
È il barista del pub di ritrovo degli amici, il MacLaren's. È innamorato di Lily,[2] nonostante abbia già una ragazza libanese di nome Jasmine. A volte aiuta i sei protagonisti, anche se non lo considerano un vero e proprio amico, infatti non ne conosco neanche il cognome. Avrà un figlio a cui insegnerà il suo mestiere.
- Ranjit (stagioni 1-9), interpretato da Marshall Manesh, doppiato da Mario Scarabelli.
È il tassista che appare più volte nel corso della serie, e con il quale i protagonisti fanno amicizia nell'episodio pilota e si confidano. Proviene dal Bangladesh, ed è sposato. Diventerà ricco giocando in borsa.
- Wendy (stagioni 1-6), interpretata da Charlene Amoia, doppiata da Daniela Fava.
È la cameriera del MacLaren's. Barney ha avuto una breve relazione con lei.[3] Si sposerà con un ex collega di Marshall e Barney, Meeker, con il quale avrà tre figli.
- Marvin Eriksen Sr. (stagioni 1-9), interpretato da Bill Fagerbakke, doppiato da Enrico Bertorelli (stagione 1).
È il padre di Marshall. È molto legato al figlio, che a sua volta lo vede come un eroe. Muore per un infarto proprio nel giorno in cui Marshall scopre di potere diventare padre. In sua memoria, Marshall e Lily chiameranno il loro primogenito proprio Marvin.
- Judy Eriksen (stagioni 1-9), interpretata da Suzie Plakson, doppiata da Maddalena Vadacca.
È la madre di Marshall. Non sopporta Lily da quando l'ha sentita lamentarsi di certe abitudini bizzarre della sua famiglia. Pochi anni dopo la morte del marito, inizierà una relazione basata sul sesso con il consuocero Mickey, creando molto imbarazzo per il figlio e la nuora. Sul finale segue Marshall e Lily nel loro trasferimento in Italia per non perdersi un anno di crescita dei suoi nipotini.
- Marcus Eriksen, (stagione 1-9), interpretato da Ned Rolsma, doppiato da Massimo Di Benedetto (prima voce).
È il secondo fratello maggiore di Marshall, che vive ancora a casa dei genitori ed è disoccupato.
- Stuart (stagioni 1-9), interpretato da Matt Boren, doppiato da Pietro Ubaldi.
È un buon amico di Ted e Marshall, prima fidanzato e poi sposato con un'altra amica di Ted, Claudia.
- Claudia (stagioni 1-9), interpretata da Virginia Williams, doppiata da Marcella Silvestri (prima voce) e Emanuela Pacotto (seconda voce).
È la fidanzata e poi moglie di Stuart. Sono agli antipodi sotto molti aspetti, e litigano spesso, ma alla fine si vogliono bene.
- Victoria (stagioni 1-9), interpretata da Ashley Williams, doppiata da Alessandra Karpoff.
È una pasticciera che Ted incontra al matrimonio di Claudia e Stuart. I suoi modi di fare, molto particolari, fanno immediatamente innamorare Ted, e nonostante lui se ne vada dalla festa senza neanche sapere il suo nome, riesce a rintracciarla e a diventare il suo ragazzo. Quando tutto sembra andare perfettamente nella loro relazione, Victoria vince una borsa di studio per una scuola di cucina in Germania, e questa lontananza (unita ai rinnovati sentimenti di Ted verso Robin) li porta a troncare la loro relazione. Si reincontrano casualmente dopo sei anni, ed entrambi dimostrano di provare ancora qualcosa l'uno per l'altra, ma lei sta per sposarsi con il suo nuovo ragazzo, e così i due si salutano di nuovo, continuando a vivere le loro rispettive vite. Ted però non riesce a dimenticarla, e così accade anche a Victoria; lui la richiama il giorno del suo matrimonio, e tra mille dubbi, decidono di fuggire insieme. Ted, sicuro del fatto che Victoria sia la donna giusta per lui, le chiede di sposarlo; lei accetta, a patto che lui chiuda la sua amicizia con Robin visto che lei la vede come un ostacolo, Ted non riesce a farlo perché ormai Robin è una parte importante della sua vita, pertanto Victoria lo lascia. Tornerà a vivere in Germania dove aprirà una pasticceria tutta sua.
- Bilson (stagioni 1-4), interpretato da Bryan Callen, doppiato da Walter Rivetti.
È un collega di lavoro di Barney e Marshall, a tratti molto irritante.
- Sandy Rivers (stagioni 1-8), interpretato da Alexis Denisof, doppiato da Matteo Zanotti.
È un giornalista, collega di Robin, antipatico e donnaiolo.
- Bill "Scooter" (stagioni 1-9), interpretato da David Burtka, doppiato da Felice Invernici.
È stato il primo fidanzato di Lily. Da allora lui ha sempre continuato a esserne innamorato, spera un giorno di riconquistarla. Lavora alla mensa della scuola in cui insegna Lily e la sua ossessione per la donna lo ha portato a sposare la sua sosia, Jasmine.
- Gary Blauman (stagioni 1-9), interpretato da Taran Killam, doppiato da Felice Invernici.
È un collega di lavoro di Barney e Marshall. Si rivelerà essere gay, infatti avrà un'avventura con James, il fratello di Barney.

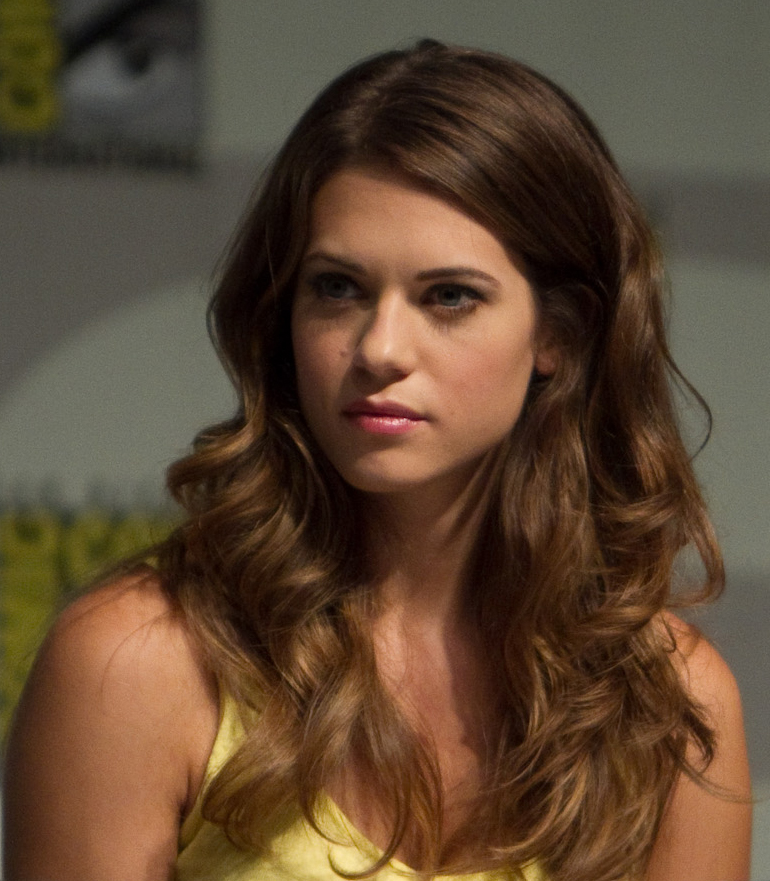
Lyndsy Fonseca interpreta la figlia di Ted nel futuro
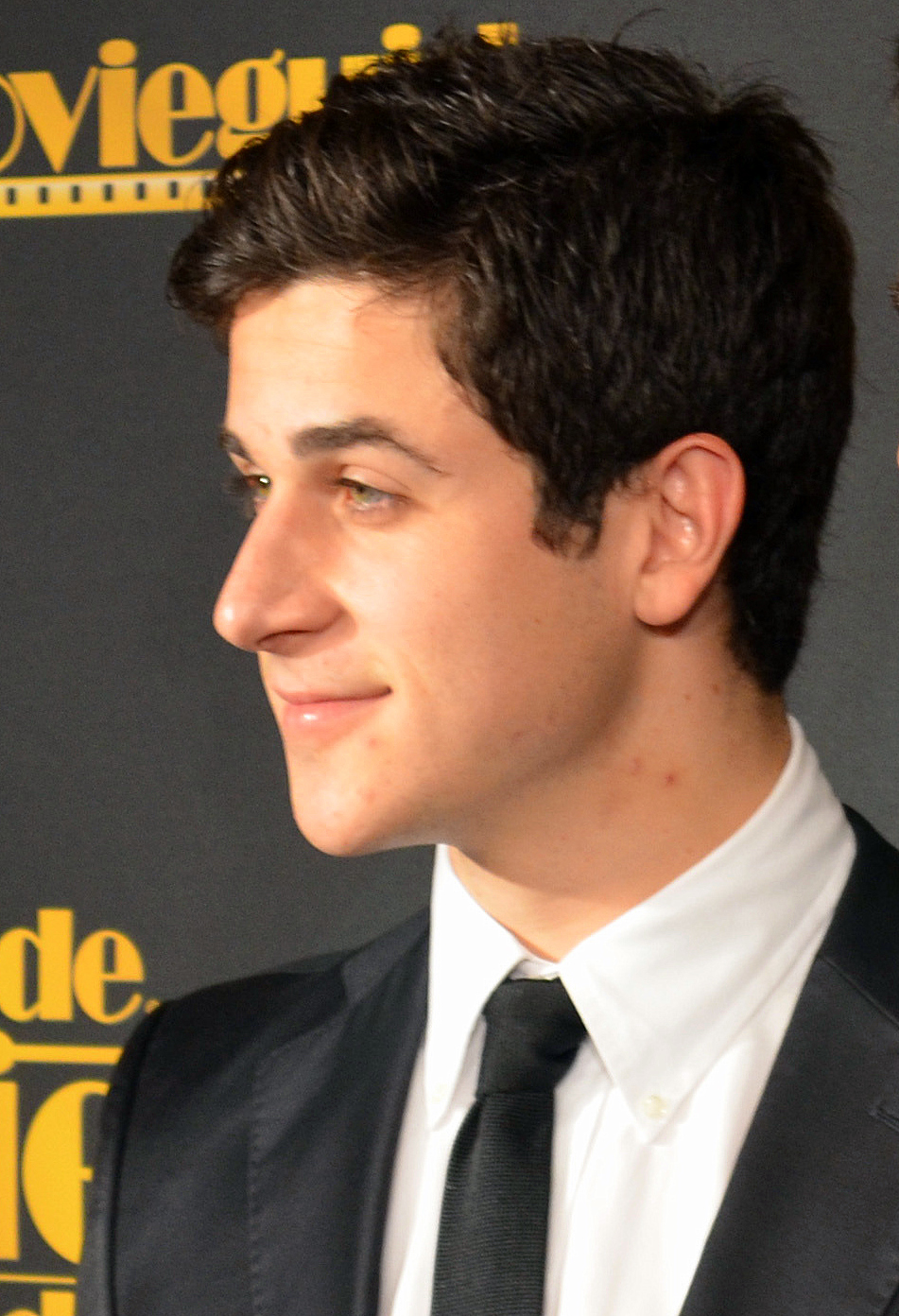
David Henrie interpreta il figlio di Ted nel futuro
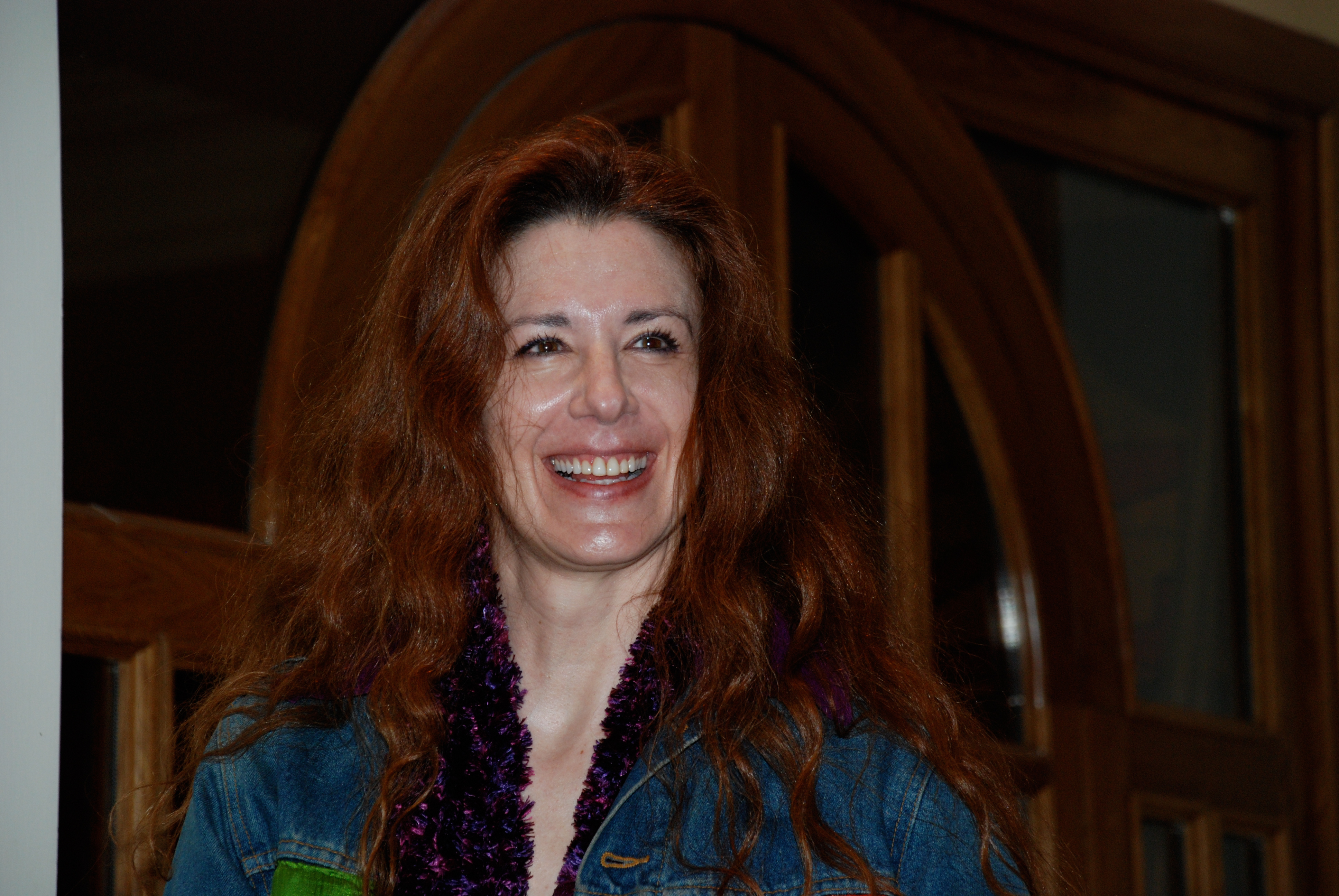
Suzie Plakson interpreta Judy Eriksen
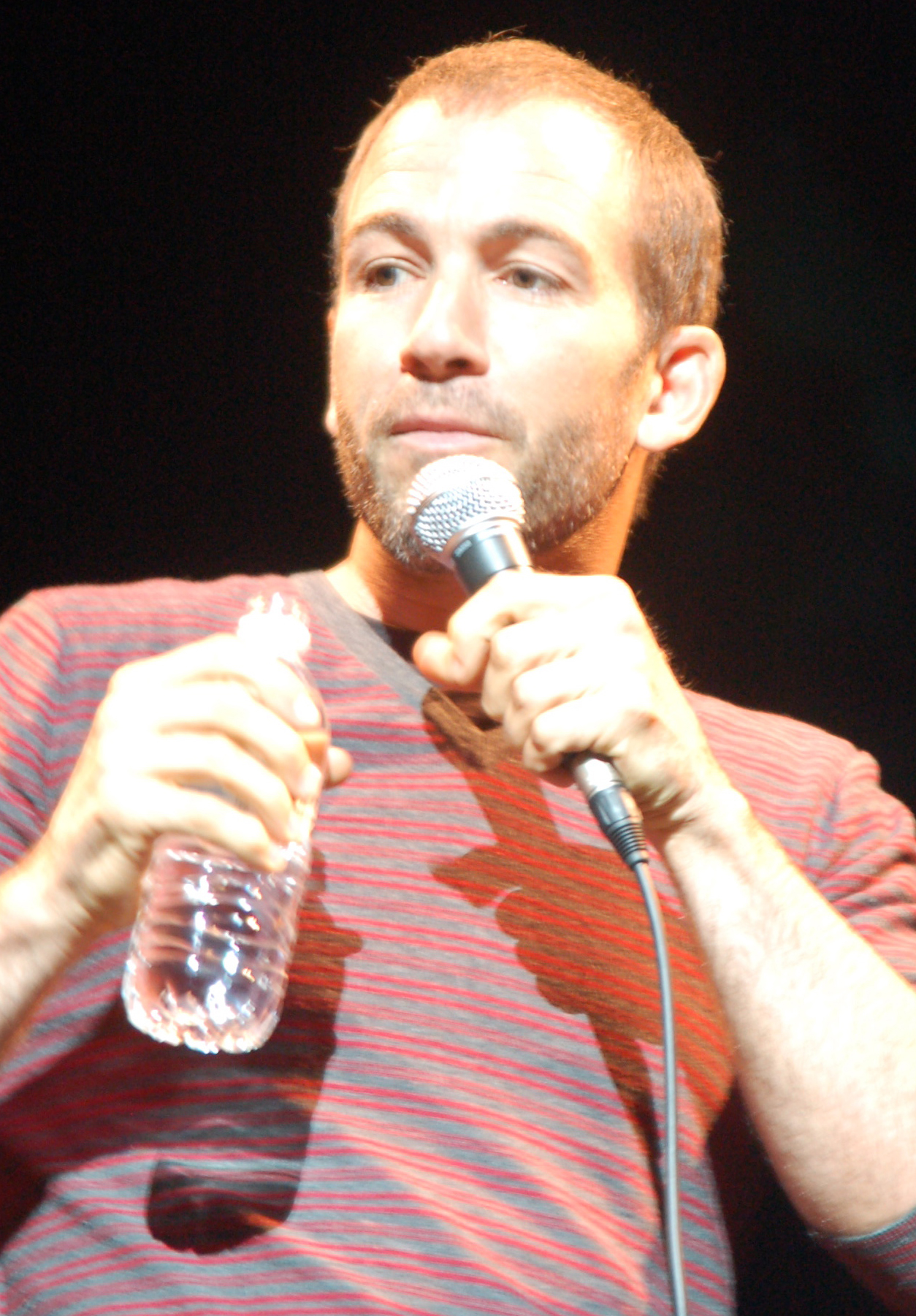
Bryan Callen interpreta Bilson
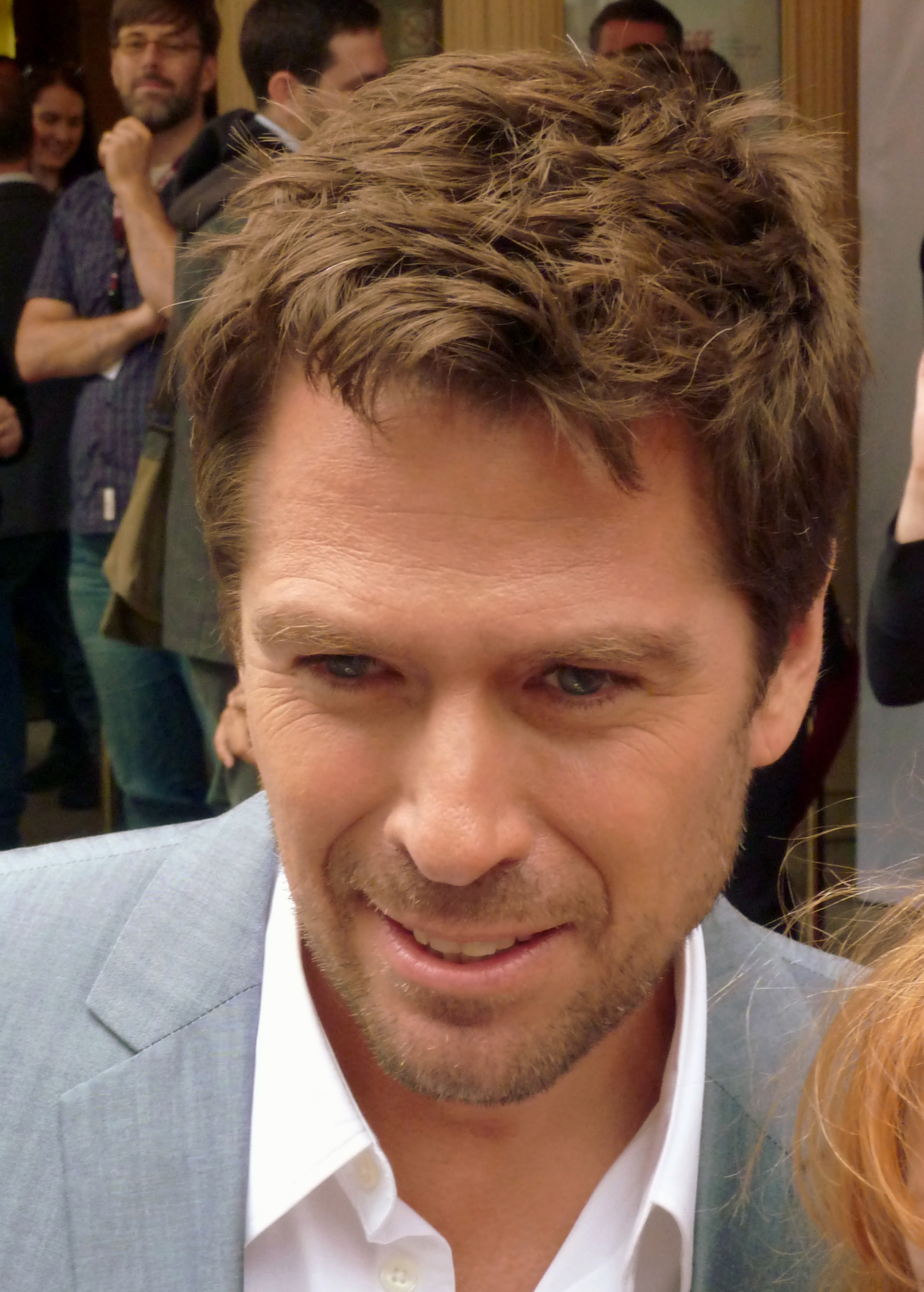
Alexis Denisof interpreta Sandy Rivers
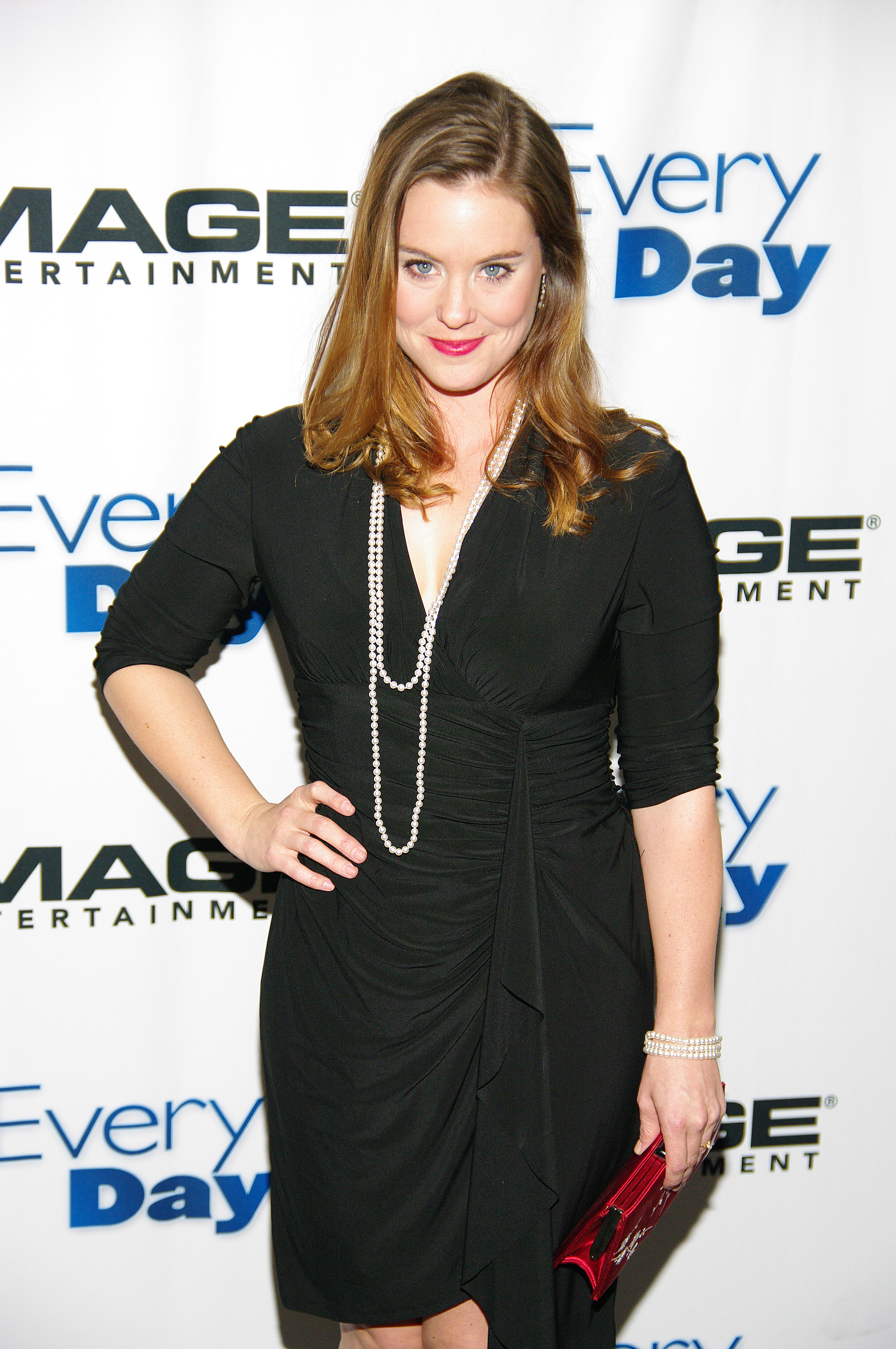
Ashley Williams interpreta Victoria
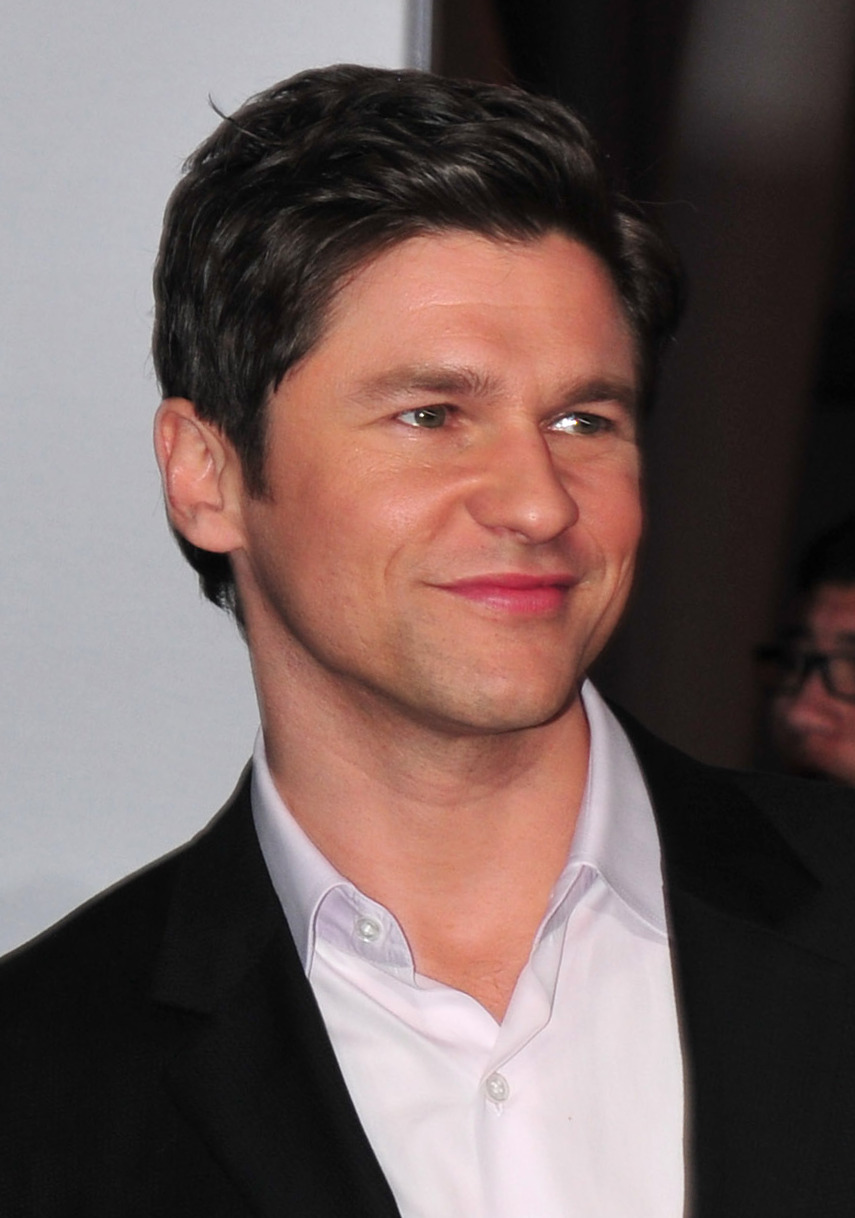
David Burtka (marito di Neil Patrick Harris) interpreta Scooter
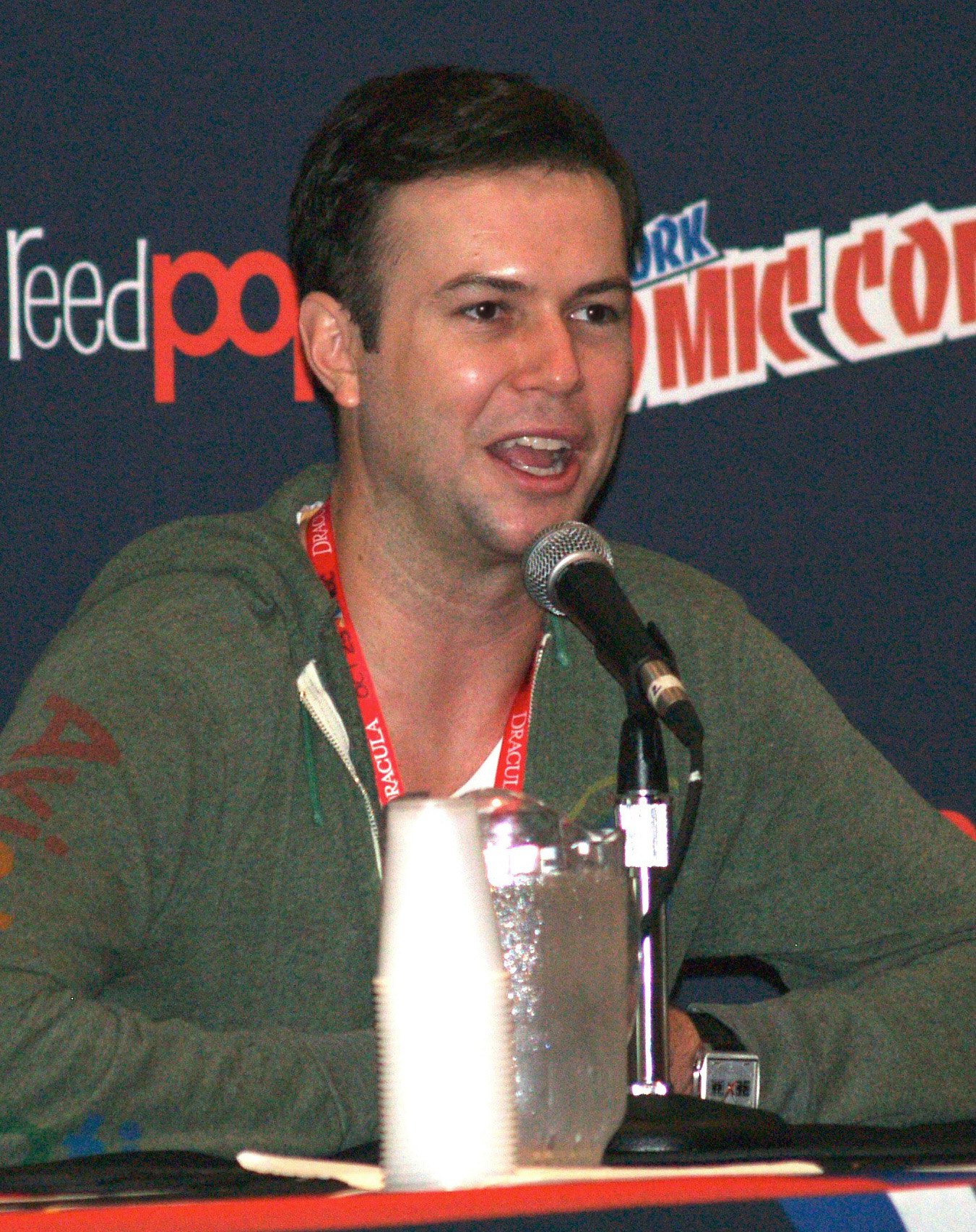
Taran Killam (marito di Cobie Smulders) interpreta Gary Blauman

### Introdotti nella seconda stagione
- Virginia Mosby (stagioni 2-9), interpretata da Cristine Rose.
È la madre di Ted. Ha divorziato da suo marito Alfred (il padre di Ted) dopo trent'anni di matrimonio, e si è rifatta una vita con Clint, il suo nuovo compagno e successivamente marito, con il quale passa la maggior parte del tempo a fumare spinelli. Barney è sempre stato attratto da lei e sembra che se la sia pure portata a letto una volta, ma nell'ultima stagione ammetterà di averla soltanto baciata.
- Brad (stagioni 2-9), interpretato da Joe Manganiello, doppiato da Francesco Orlando e Luca Semeraro.
È un amico di Marshall, nonché suo compagno negli studi per diventare avvocato. Partecipa anche al suo addio al celibato[4] e al suo matrimonio.[5] Come avvocato, a differenza dell'amico, con il passare degli anni Brad decide di lasciare perdere gli ideali dei tempi degli studi, e si mette al servizio degli interessi delle multinazionali, ma dopo avere rappresentato una società farmaceutica in una causa legale contro Marshall, decide di lasciare il suo studio per lavorare in quello dell'amico. Brad e Marshall amano mangiare insieme ai brunch.
- James Stinson (stagioni 2-9), interpretato da Wayne Brady, doppiato da Giorgio Bonino.
È il fratellastro di Barney. Sono uguali in tutto e per tutto, tranne per il fatto che James è afroamericano e omosessuale. Dopo una vita di flirt occasionali James incontra l'uomo giusto in un certo Tom e i due convolano a nozze; adottano anche un bambino, cui si aggiunge anni dopo una bambina, a cui Barney è molto affezionato. Va molto d'accordo con gli amici di suo fratello, soprattutto con Ted. Scoprirà di essere il figlio del reverendo Sam Gibbs, con cui lega subito.

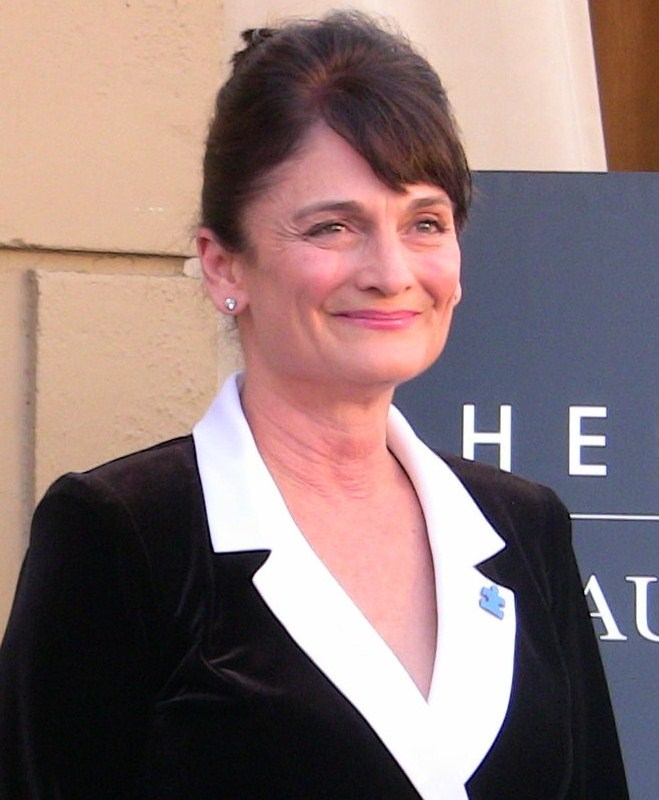
Cristine Rose interpreta Virginia Mosby
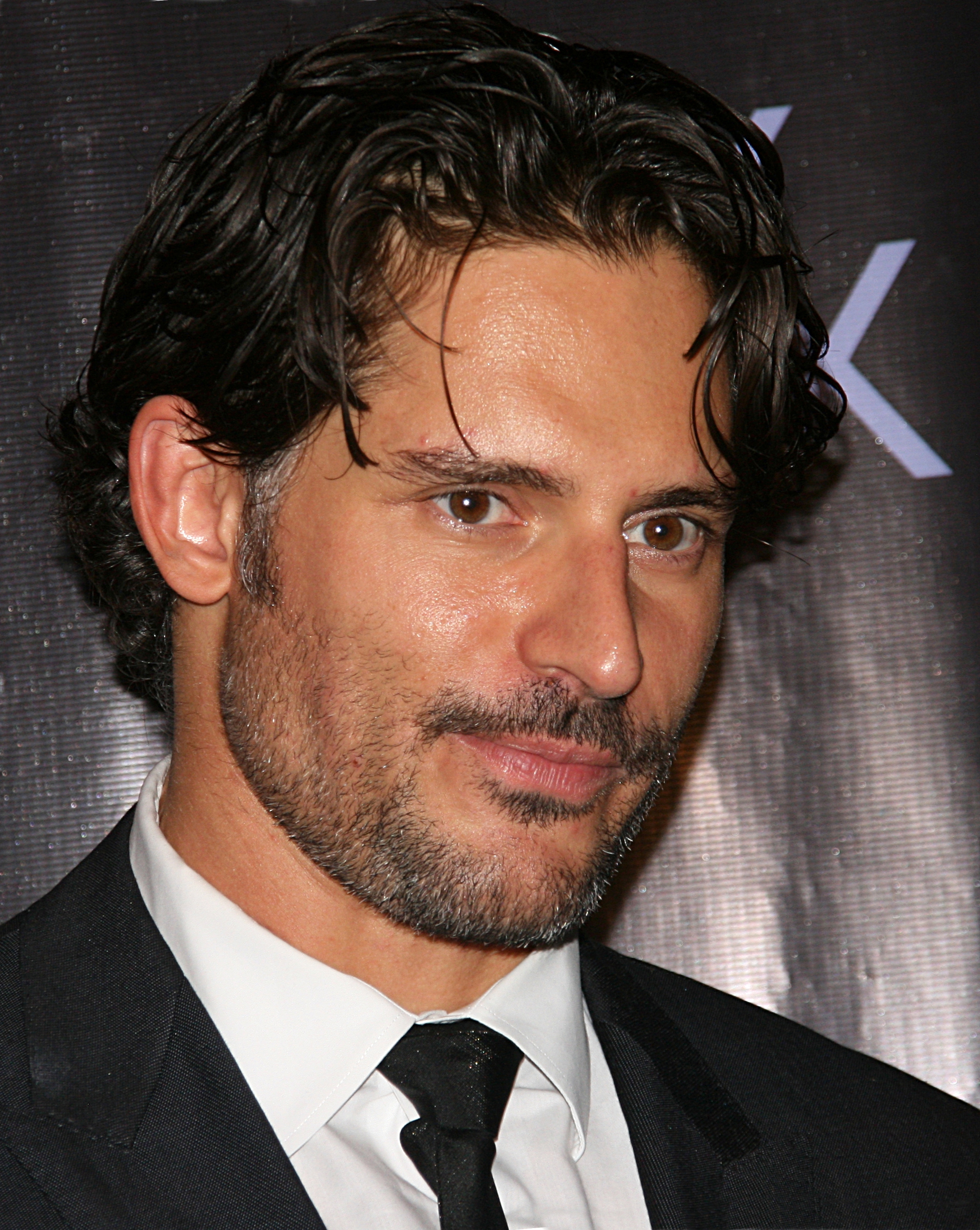
Joe Manganiello interpreta Brad
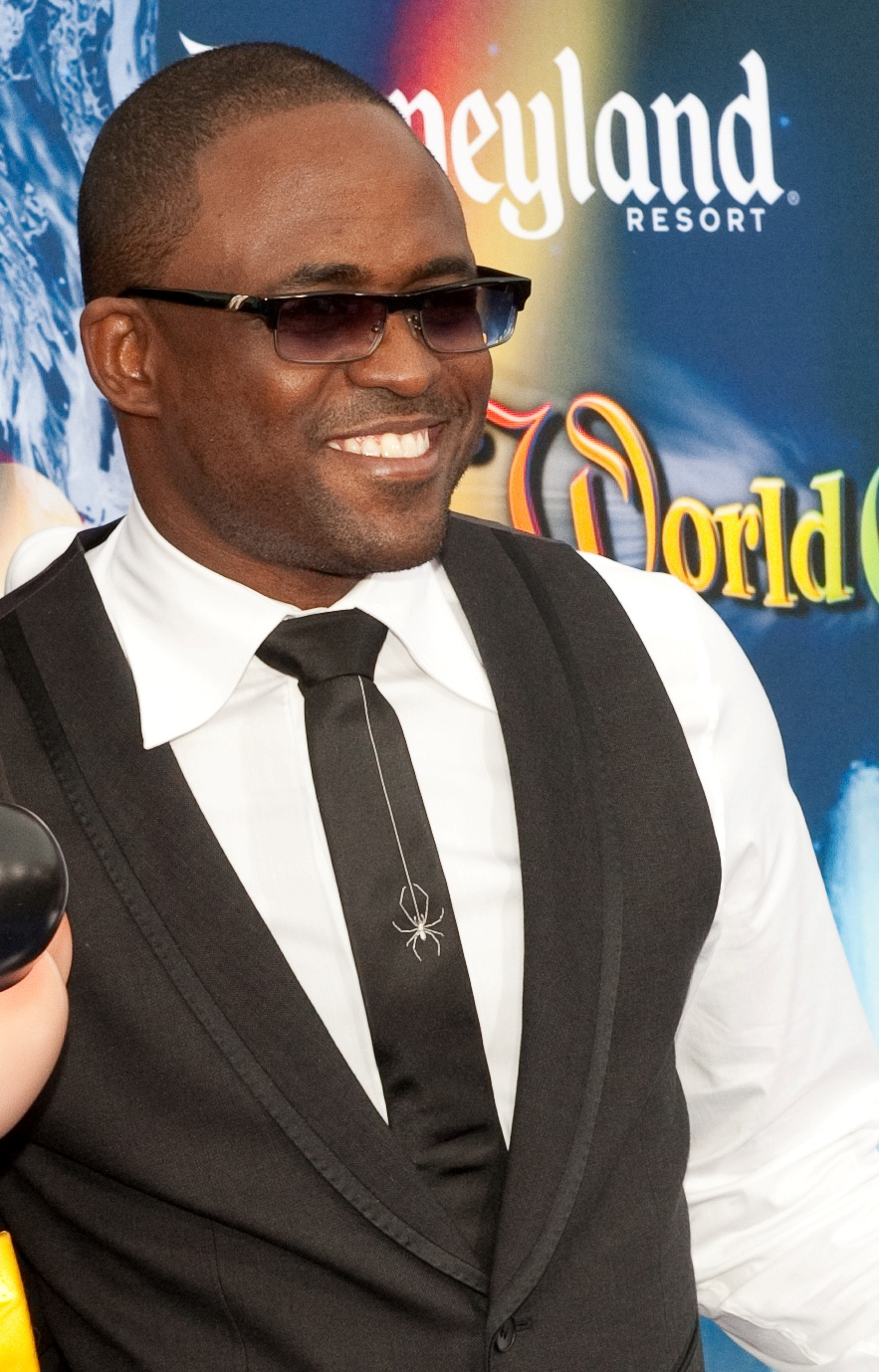
Wayne Brady interpreta James Stinson

### Introdotti nella terza stagione
- Stella Zinman (stagioni 3-9), interpretata da Sarah Chalke, doppiata da Dania Cericola.
È una dottoressa da cui Ted va per farsi cancellare un tatuaggio. È una madre single completamente dedita alla figlia. Ted se ne innamora subito e, dopo lunghe insistenze, riesce finalmente a mettersi insieme a lei, arrivando a un passo dal matrimonio. Non si sposano perché Stella capisce di provare ancora qualcosa per il padre di sua figlia, Tony, e decide quindi che vale la pena tentare di ricostruire il loro rapporto. Si trasferirà con lui e la figlia a Los Angeles.
- Arthur Hobbs (stagioni 3-8), interpretato da Bob Odenkirk, doppiato da Oliviero Corbetta (solo primo episodio) e Alessandro Maria D'Errico.
È inizialmente il capo di Marshall nel suo primo lavoro in uno studio legale, che successivamente ritrova come suo superiore alla Goliath National Bank. Appare come un uomo duro e inflessibile, che però si scioglie come un bambino quando parla del suo cane, Salsiccione, la sua unica passione e che ama più della sua stessa famiglia.

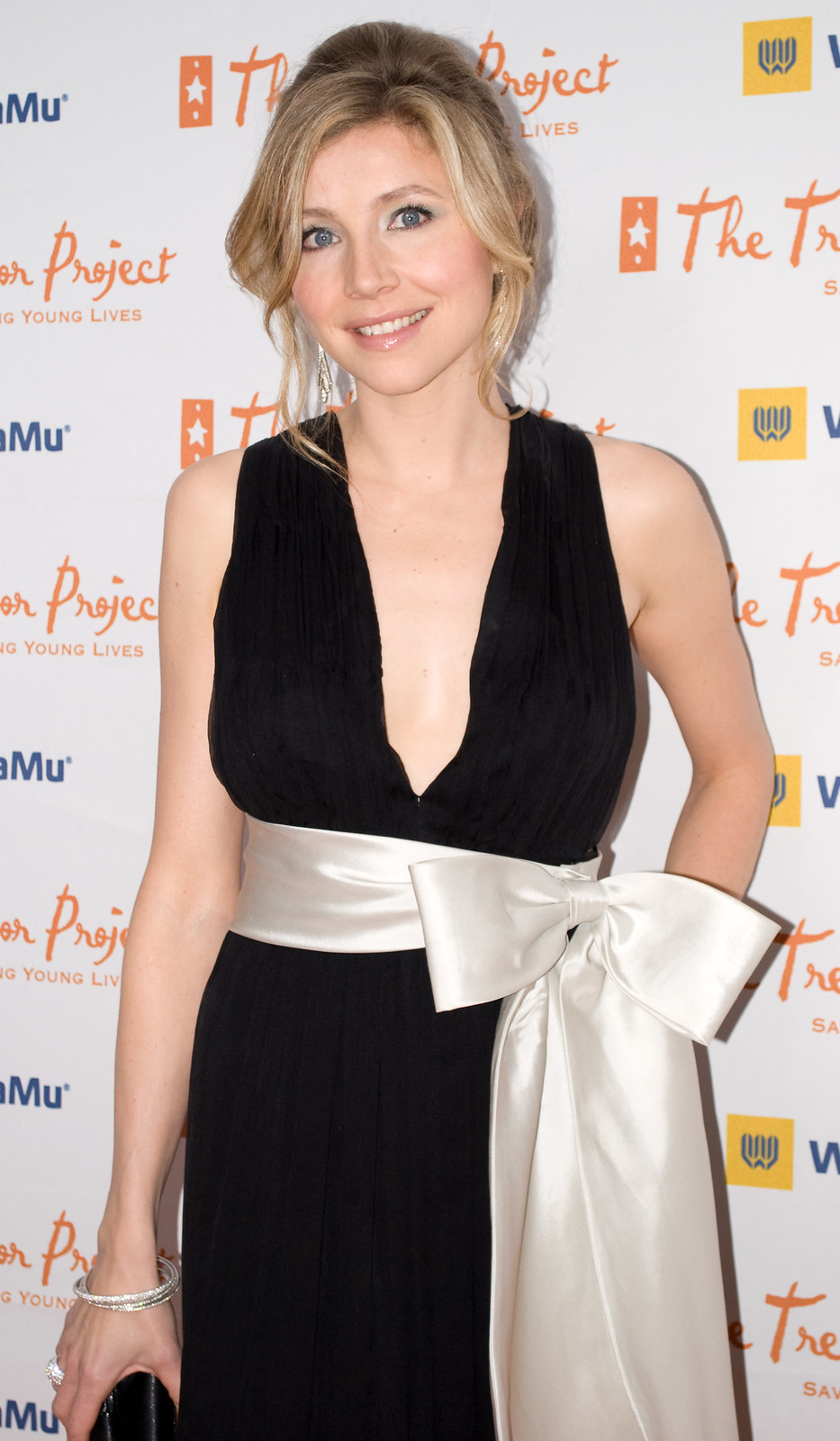
Sarah Chalke interpreta Stella Zinman
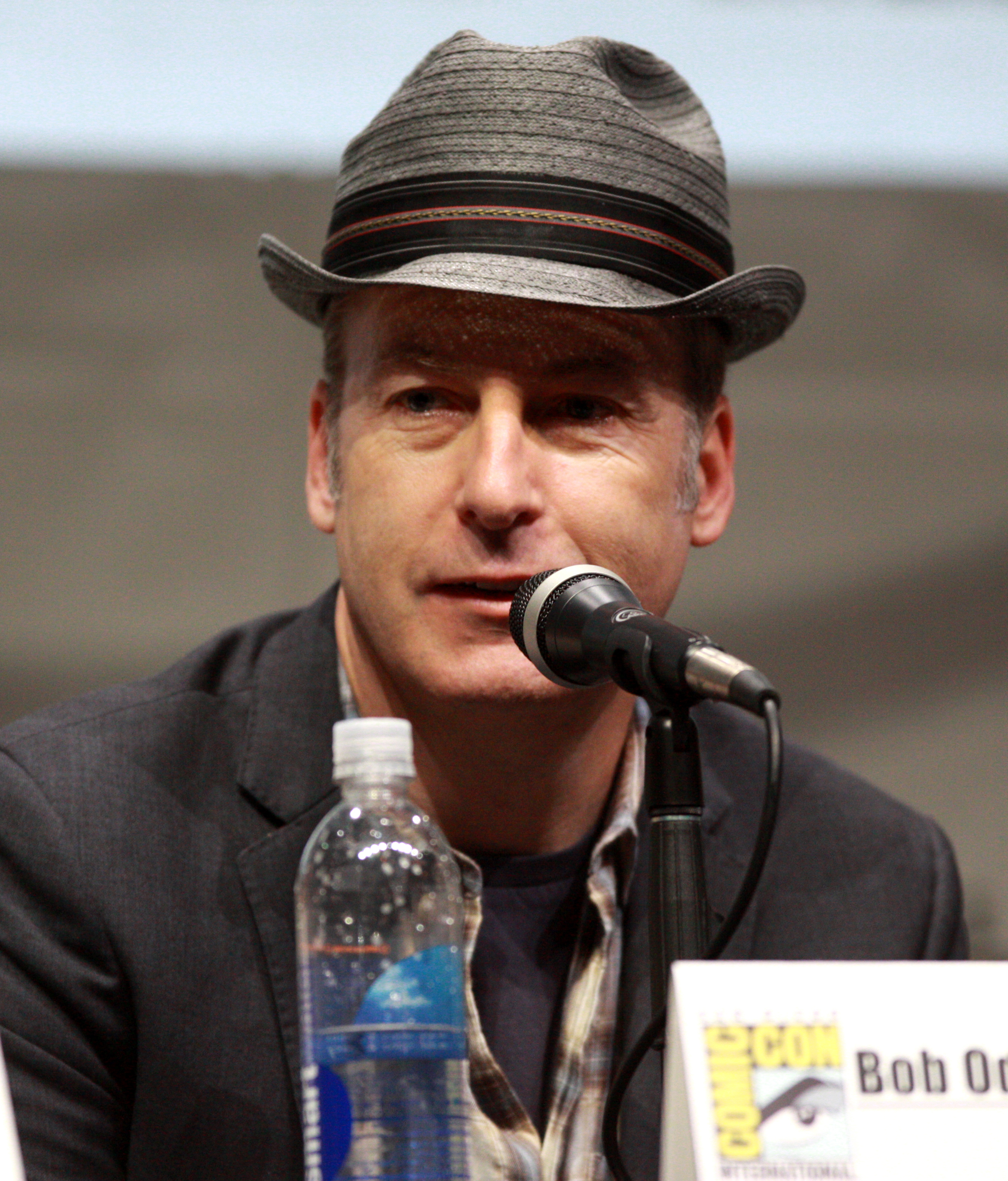
Bob Odenkirk interpreta Arthur Hobbs

### Introdotti nella quarta stagione
- Robin Charles Scherbatsky Sr. (stagioni 4, 6-9), interpretato da Eric Braeden (stagione 4) e da Ray Wise (stagioni 6-9), doppiato da Pietro Ubaldi (stagione 4) e Enrico Maggi (stagioni 6-9).
È il padre di Robin. Desiderava un maschio, per questo ha cresciuto sua figlia Robin come un ragazzo, dandole perfino il suo nome. È sempre stato molto duro e distante verso la figlia, motivo per il quale Robin ha risentito spesso nella vita di questa mancanza di affetto. Robin e suo padre, grazie a Barney, migliorano i loro rapporti; inoltre l'uomo va molto d'accordo con Barney, tanto che i due si divertono a giocare insieme a laser tag. Secondo quanto narrato dalla madre di Robin, non solo inizialmente il loro rapporto era simile a quello di Robin e Barney quando erano amici, ma che anche Robin Sr. era un dongiovanni come il futuro genero, oltre al fatto di avere anche lui un fratello gay.
- Loretta Stinson (stagioni 4-9), interpretata da Frances Conroy, doppiata da Flavia Fantozzi.
È la madre di Barney e James. È stata una donna dalla dubbia moralità, ma con il passare degli anni sembra avere messo la testa a posto, pur non rinnegando il suo passato libertino. Nella nona stagione si scoprirà essere tornata insieme al padre di James.

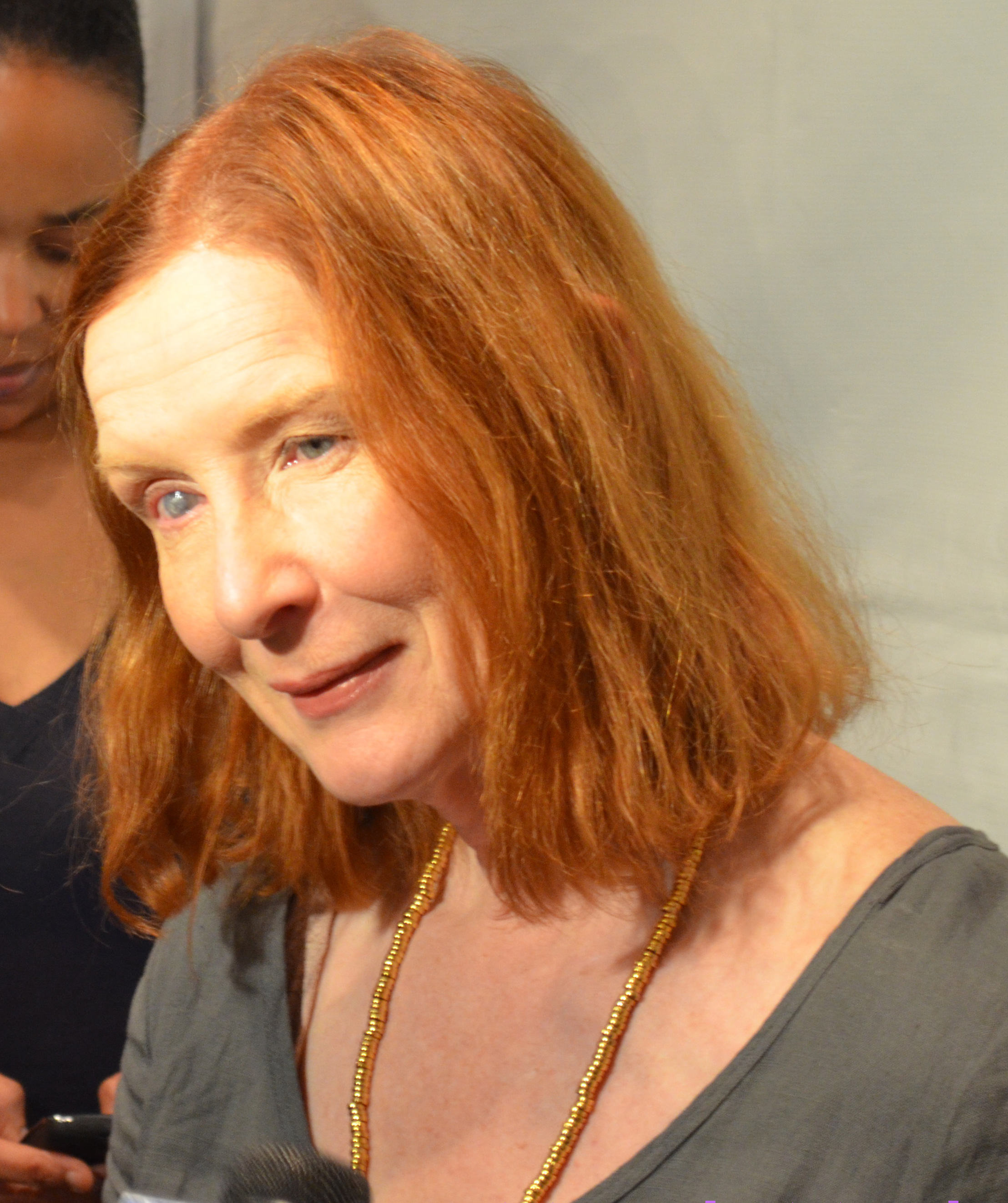
Frances Conroy interpreta Loretta Stinson
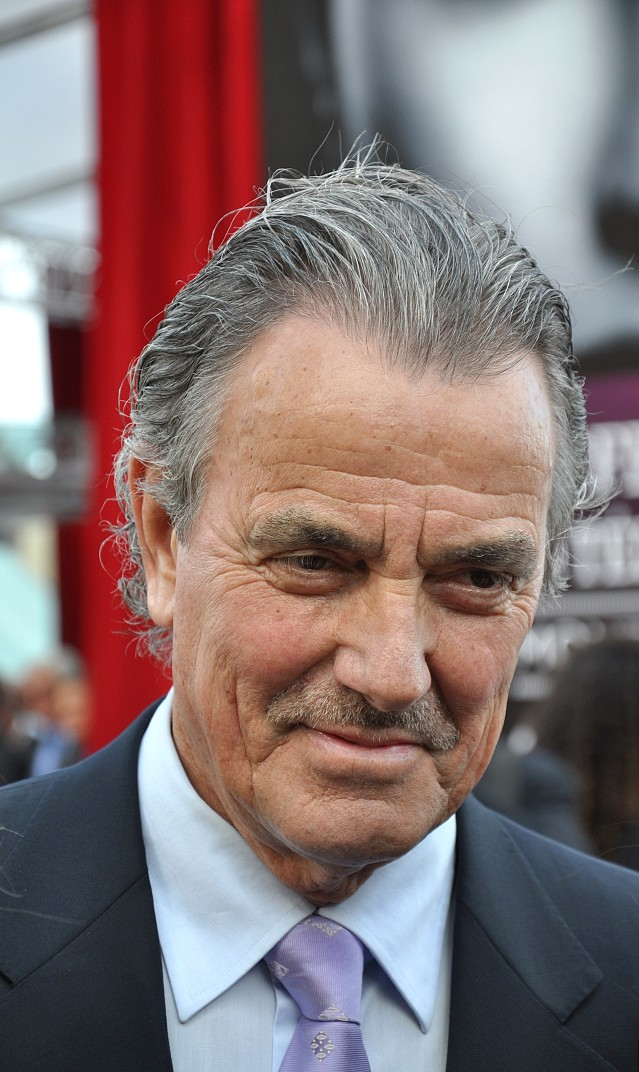
Eric Braeden, ha interpretato Robin Scherbatsky Sr. nella quarta stagione

### Introdotti nella quinta stagione
- Don Frank (stagione 5), interpretato da Ben Koldyke, doppiato da Marco Balzarotti.
È un famoso anchorman ora caduto in disgrazia, chiamato ad affiancare Robin al lavoro. I due iniziano una relazione seria, tanto da portare Robin a trasferirsi da lui, ma Don pone fine al loro rapporto quando gli viene offerto un ottimo lavoro a Chicago che lo obbliga a lasciare New York.
- Mike (stagioni 5-8), interpretato da Ron Nicolosi, doppiato da Massimiliano Lotti.
È un cameraman, collega di Robin, che svolge con sufficienza il proprio lavoro.
- Mickey Aldrin (stagioni 5-9), interpretato da Chris Elliott.
È il padre di Lily, un inventore di giochi da tavolo fallito. Nel corso degli anni ha sempre sacrificato l'affetto per sua figlia a causa del lavoro, tanto che Lily lo odia; con il tempo i due, anche grazie a Marshall, riescono a riavvicinarsi e a ricostruire il loro legame, pur tra periodici alti e bassi. Ha dato prova di essere un bravo nonno aiutando Lily e Marshall con i loro bambini, i piccoli Marvin e Daisy, anche quando si trasferiscono a Roma. Verso le ultime stagioni, inizierà una relazione principalmente sessuale con la consuocera Judy.

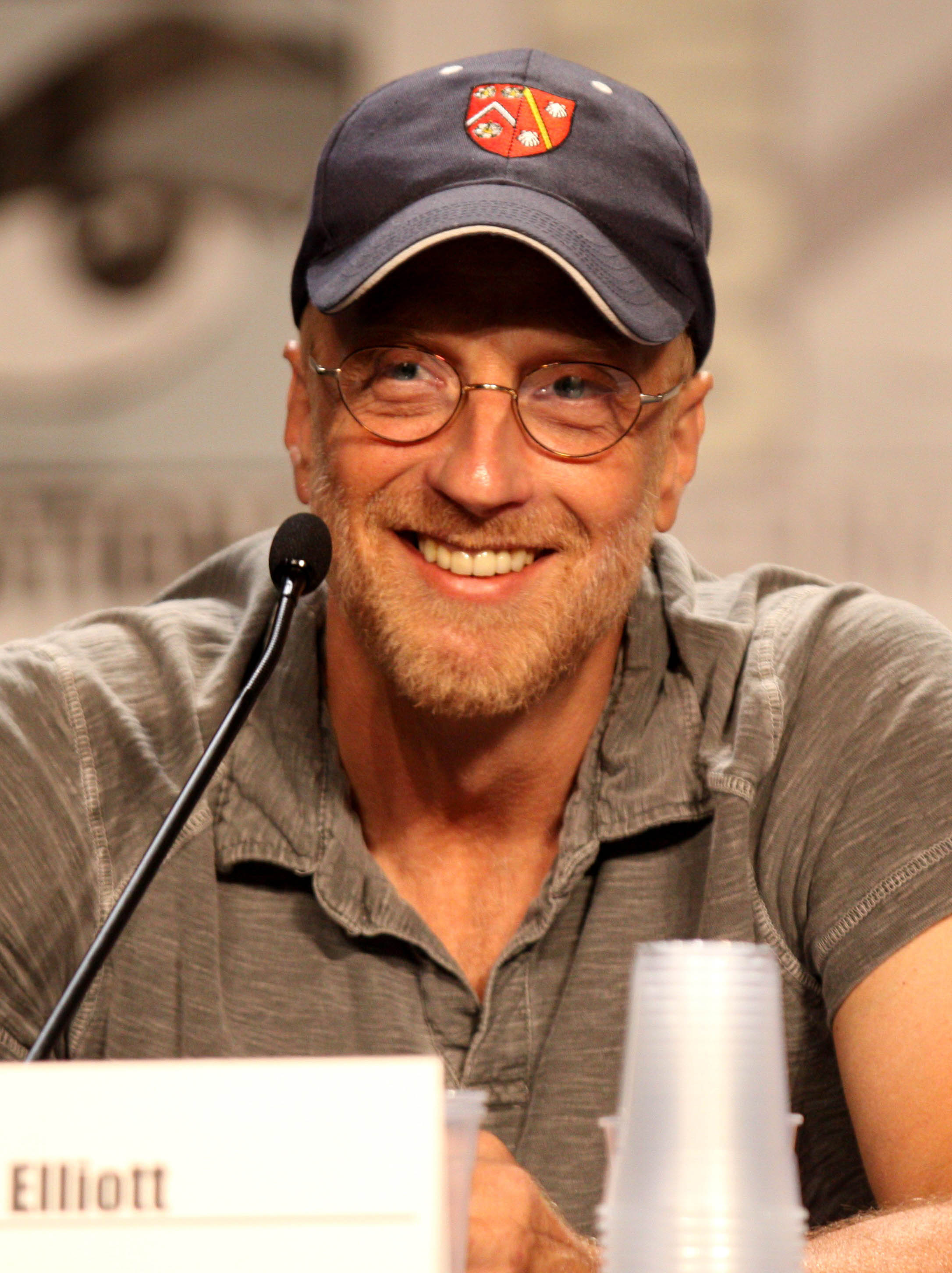
Chris Elliott interpreta Mickey Aldrin

### Introdotti nella sesta stagione
- Zoey Pierson (stagione 6, guest 9), interpretata da Jennifer Morrison, doppiata da Paola Della Pasqua.
È una ragazza che Ted conosce quando quest'ultima scopre che il progetto della nuova sede della Goliath National Bank (realizzato da Ted) andrà a distruggere un vecchio e decadente hotel a lei tanto caro, dato che ci ha passato molto tempo con la sua famiglia quando era piccola e a corto di soldi. Si atteggia e comporta come una "rivoluzionaria", ma in realtà è una donna benestante sposata con un ricco signore, conosciuto come il Capitano, che però non ama più. Inizialmente lei e Ted si odiano, ma presto si innamorano e, dopo avere lasciato il marito, Zoey inizia una storia con lui. Ted alla fine capisce di dover scegliere se continuare la sua relazione con la donna e rinunciare in blocco alle sue ambizioni o costruire l'edificio della Goliath National Bank e chiudere con Zoey; infine sceglie la seconda possibilità, quindi i due si lasciano quando capiscono che i loro reciproci sentimenti non riescono a placare le loro grandi differenze.
- George "Il Capitano" Van Smoot (stagione 6-9), interpretato da Kyle MacLachlan, doppiato da Raffaele Farina.
È il marito di Zoey, ricco uomo d'affari con la passione ossessiva per le barche. Ted non lo sopporta, e a tratti ne è quasi intimorito, lui al contrario lo ha preso in simpatia. Lui e Zoey divorziano a causa dei sentimenti che la donna inizia a provare per Ted, ma ciò nonostante continua a benvolere quest'ultimo. Ritorna nella vita del gruppo dopo un paio di anni e offre a Lily un lavoro come sua consulente d'arte privata, permettendole di realizzare il suo antico sogno. Alla fine si fidanzerà con Becky, la ex di Ted, la quale sembra condividere la sua passione per le barche. Nello spin-off, la tradirà con un'altra donna e Becky chiederà il divorzio.
- Nora (stagioni 6-7, guest 9), interpretata da Nazanin Boniadi, doppiata da Deborah Morese.
È una collega di Robin e una ragazza di cui Barney si innamora, come mai gli era accaduto prima. Dopo avere scoperto la vera natura di Barney lo lascia, ma lui gli dimostra di essere cambiato e lei, alla fine, accetta di riprovarci con lui. Barney però la lascia quando capisce di essere ancora innamorato di Robin.
- Nick Podarutti (stagioni 6-8), interpretato da Michael Trucco, doppiato da Maurizio Merluzzo (prima voce) e Dario Oppido (seconda voce).
È un ragazzo che Robin conosce casualmente in un locale; nonostante ci sia subito intesa tra loro due, si perdono di vista la sera stessa. Si rincontrano dopo un paio d'anni e stavolta iniziano a frequentarsi. Conduce un programma di cucina su una TV locale. I due si lasciano perché Robin lo considera un ragazzo troppo stupido.

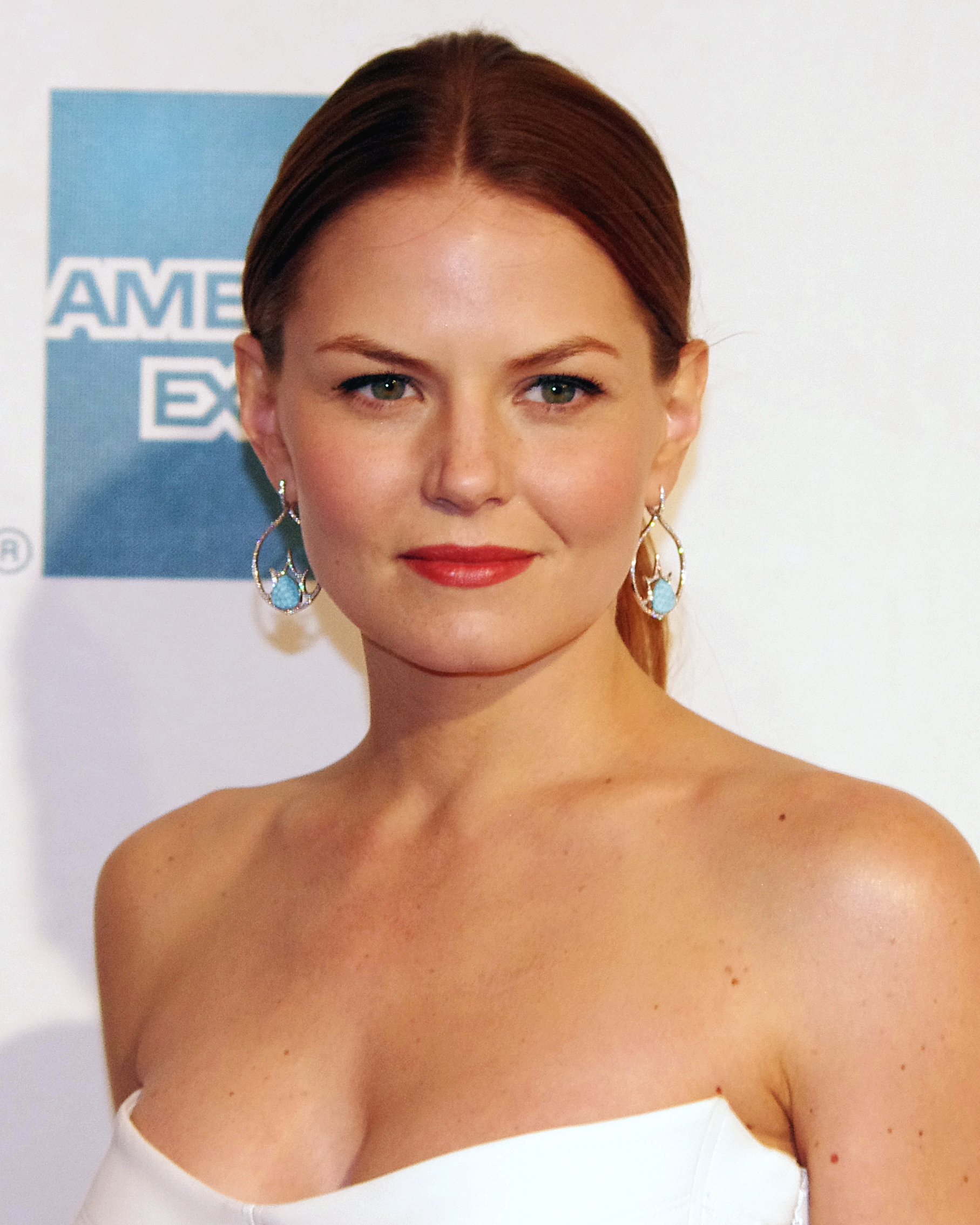
Jennifer Morrison interpreta Zoey Pierson
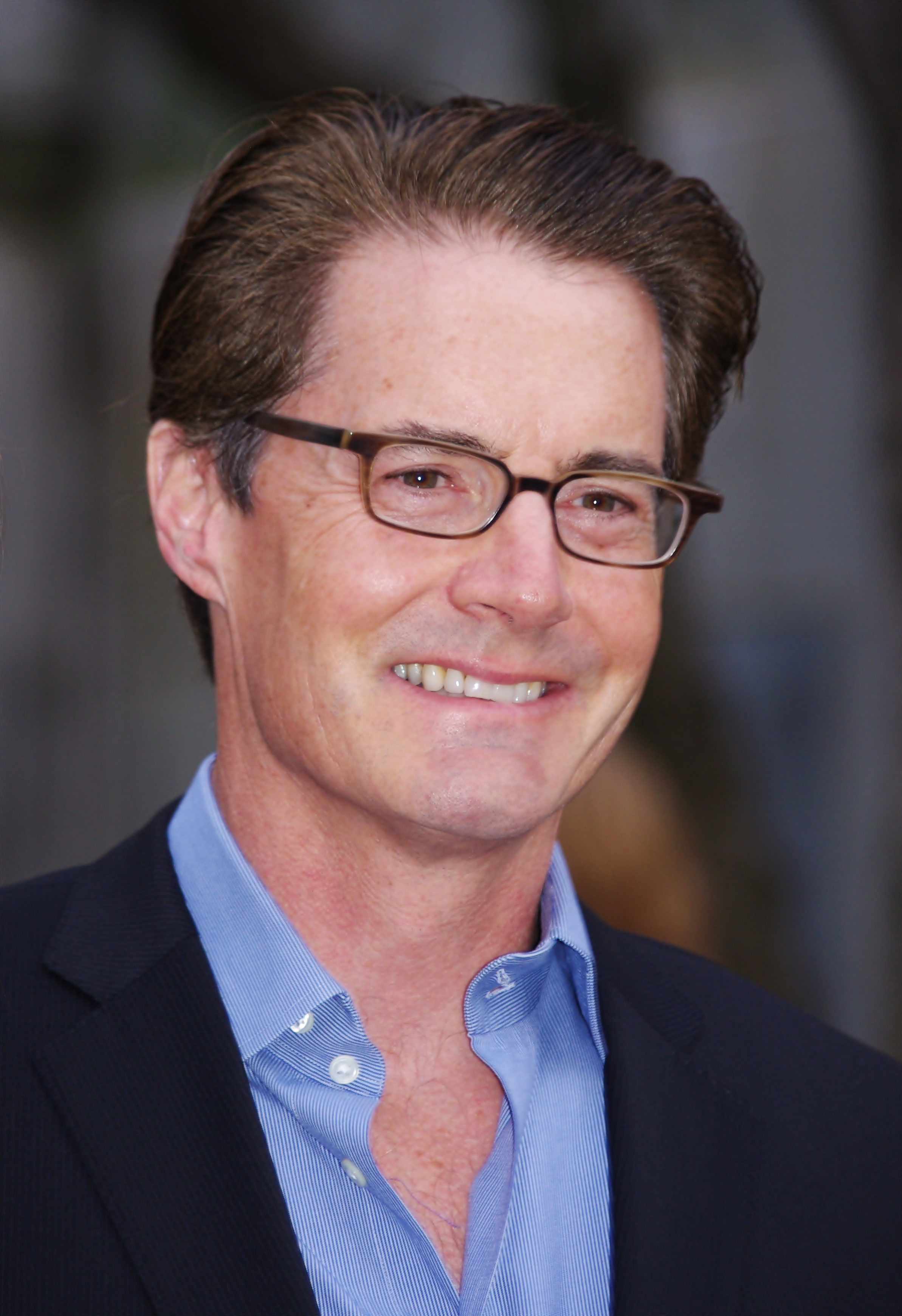
Kyle MacLachlan interpreta "Il Capitano"
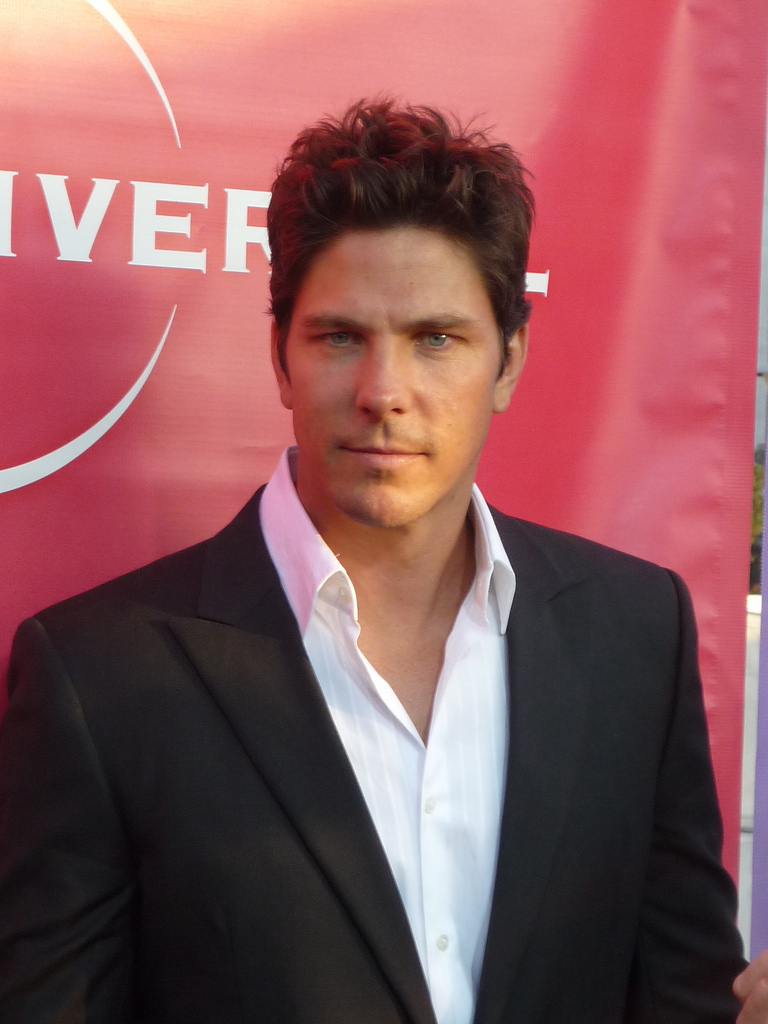
Michael Trucco interpreta Nick

### Introdotti nella settima stagione
- Kevin (stagione 7, guest 9) interpretato da Kal Penn, doppiato da Ivo De Palma.
È lo psicologo da cui Robin è costretta ad andare dopo avere picchiato una donna. Dopo qualche seduta si innamorano e iniziano a frequentarsi. Si lasciano quando Robin gli dice che non può e non vuole avere figli e Kevin non è pronto per questo. In seguito si metterà con Jeanette, dopo averla conosciuta nello stesso modo in cui aveva conosciuto Robin. Ha un pessimo rapporto con la madre, che gli preferisce il fratello medico.
- Patrice (stagioni 7-9), interpretata da Ellen D. Williams.
È una collega di Robin nella redazione di World Wide News. Patrice è una ragazza cicciottella, allegra e solare, fin troppo entusiasta, che considera Robin come la sua migliore amica; invece la ragazza canadese non la sopporta nella maniera più assoluta, essendone sempre molto infastidita e non facendosi problemi a redarguirla severamente anche quando la collega le fa dei regali o dei favori. Ciò nonostante, Patrice non se ne cura e rimane costantemente affettuosa e gentile nei suoi confronti. Prende parte al matrimonio di Barney e Robin nelle vesti di seconda damigella della sposa solo perché è l'unica donna, dopo Lily, a considerarla un'amica. Diventerà la conduttrice di un programma radiofonico.
- Quinn Garvey (stagione 7-8), interpretata da Becki Newton, doppiata da Jolanda Granato.
È una delle spogliarelliste del night club preferito da Barney. Lui la incontra dopo la fine della storia con Nora e lei presto gli fa perdere la testa. È una ragazza sicura e indipendente, che inizialmente non cede alla corte di Barney, ma alla fine capitola. Tra alti e bassi, la loro relazione diventa molto seria: è la prima donna a cui Barney chiede di sposarlo. I due si lasciano a causa della mancanza di fiducia reciproca.
- Marvin "Non ti muovere" Eriksen (stagione 7-9) 
È il primogenito di Lily e Marshall, molto coccolato dal gruppo, soprattutto da Ted che tende a trattarlo come se fosse figlio suo. Il suo primo nome deriva dal defunto padre di Marshall, mentre il secondo, insolito, è stato scelto da Barney dopo avere vinto una scommessa. È stato concepito nella vasca da bagno di Barney. Nel 2030, l'anno in cui Ted racconta la storia ai suoi figli, Marvin inizia a frequentare il college.

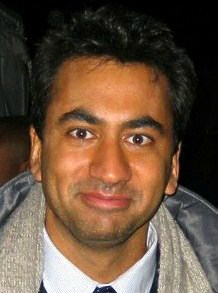
Kal Penn interpreta Kevin
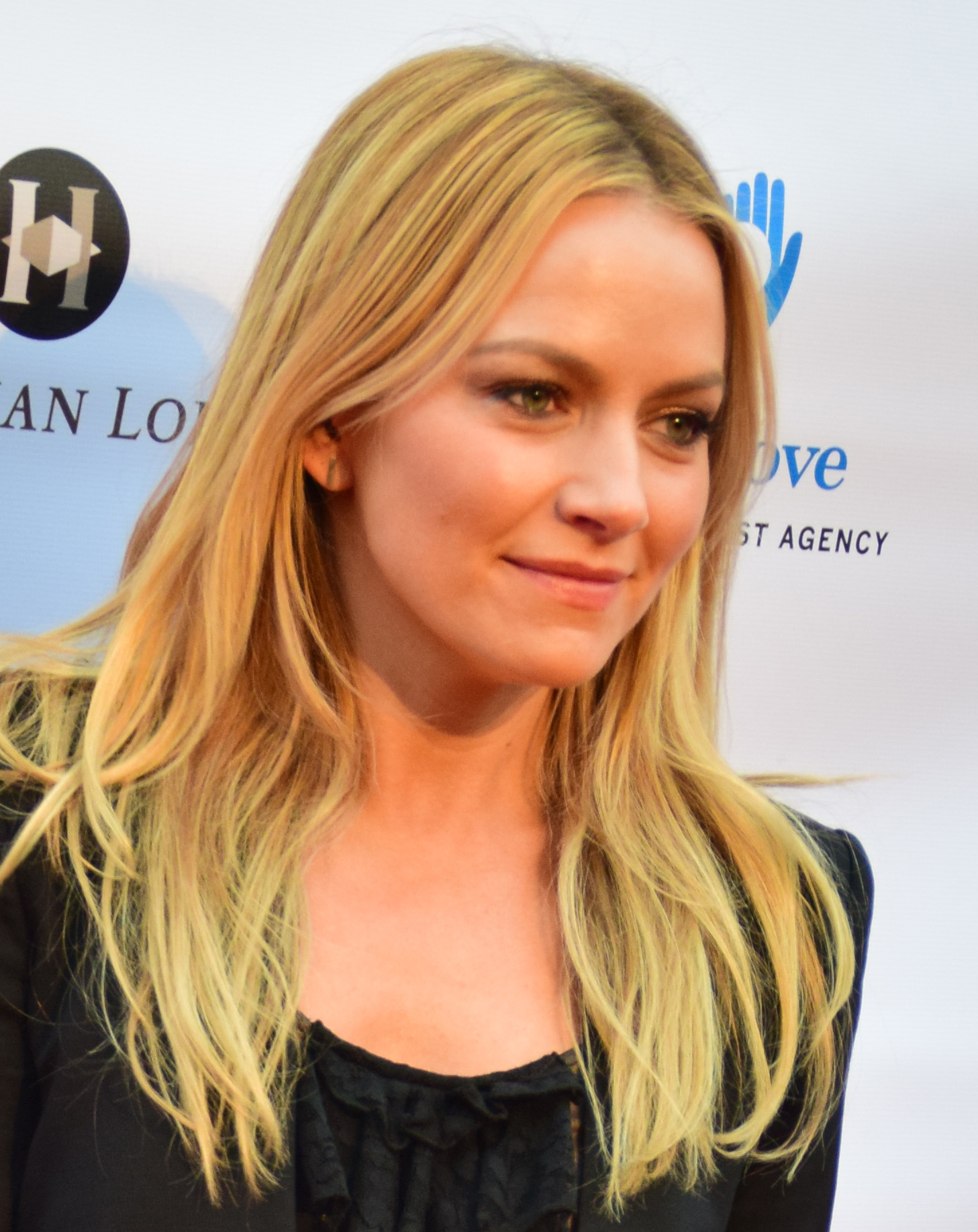
Becki Newton interpreta Quinn

### Introdotti nell'ottava stagione
- William Zabka (stagione 8-9), interpreta sé stesso.
È il mito cinematografico d'infanzia di Barney, che lo venera dai tempi di Per vincere domani - The Karate Kid. Robin fa a Barney la sorpresa di invitare l'attore al suo addio al celibato, in seguito prende parte anche alle nozze della coppia. William è molto felice dell'amicizia con Barney poiché è l'unica persona che non l'ha mai visto come personaggio negativo, a differenza dei suoi ruoli sul grande schermo.

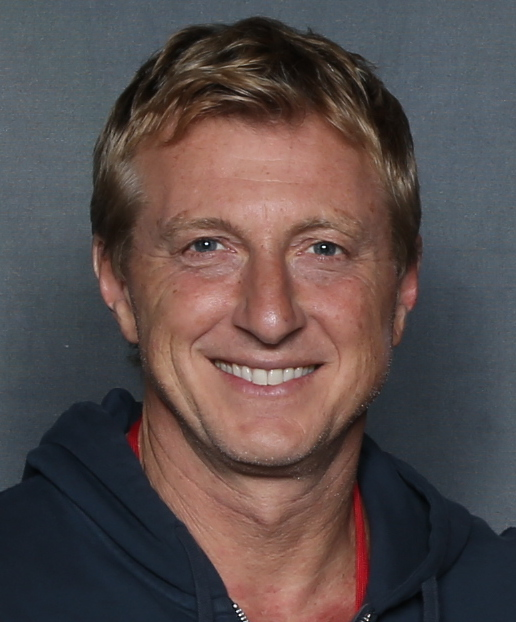
William Zabka interpreta sé stesso

### Introdotti nella nona stagione
- Daphne (stagione 9), interpretata da Sherri Shepherd, doppiata da Stefania Patruno.
È una donna che, per cause di forza maggiore, si ritrova a dovere condividere un lungo viaggio in auto verso New York assieme a Marshall e al piccolo Marvin. Inizialmente i due non si sopportano ma, durante i chilometri che li separano dalle rispettive mete, instaurano un'altalenante amicizia, dovuta soprattutto alle loro opinioni differenti riguardo al futuro del pianeta.
- Linus (stagione 9), interpretato da Robert Belushi.
È un giovane ragazzo che lavora al bar del Farhampton Inn. Viene immediatamente "precettato" per tutto il weekend da Lily, la quale, giù di morale per via della lontananza da suo marito e dal loro figlio, gli assegna il compito di rifornirla costantemente di cocktail.
- Daisy Eriksen (stagione 9).
È la figlia di Marshall e Lily e sorellina di Marvin, nata a Roma durante l'esperienza lavorativa della madre lunga un anno. Il suo nome deriva dal fiore nel vaso sotto il quale Marshall aveva trovato il test di gravidanza positivo di Lily. Nell'edizione italiana il suo nome viene tradotto letteralmente in "Margherita".

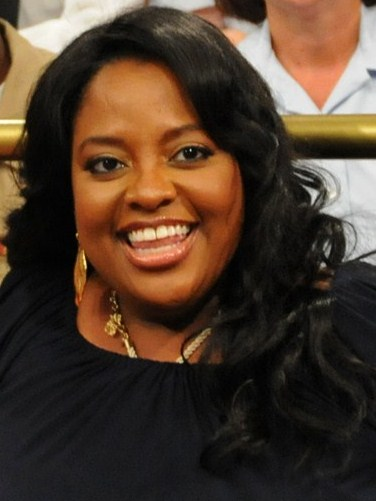
Sherri Shepherd interpreta Daphne

## Altri personaggi
In questo paragrafo sono riportati alcuni personaggi minori ma comunque importanti ai fini delle vicende della sitcom.

### Introdotti nella prima stagione
- Natalie (stagioni 1-5), interpretata da Anne Dudek, doppiata da Debora Magnaghi.
È una ex ragazza di Ted, sensibile ma anche molto manesca. Viene lasciata due volte da Ted e sempre nel giorno del suo compleanno. Pratica Krag Ma e poco tempo dopo aver chiuso definitivamente con Ted, si sposerà e diventerà mamma.
- Guardarobiera (stagioni 1-8), interpretata da Jayma Mays, doppiata da Serena Clerici.
È una ragazza che lavora come guardarobiera in un night club di New York. Ted ha sempre provato una certa attrazione per lei, ma non ha mai avuto il coraggio di chiederle di uscire.
- Marvin Eriksen Jr. (stagione 1-7), interpretato da Robert Michael Ryan, doppiato da Claudio Ridolfo (prima voce) e Massimo Di Benedetto (seconda voce).
È il fratello maggiore di Marshall, sposato e con figli, fino a quando molla la famiglia e apre un bar su un'isola.
- Trudy (stagioni 1-3), interpretata da Danica McKellar.
È una ragazza con cui Ted è andato a letto in una delle rare volte in cui si è ubriacato.
- Shannon (stagioni 1-9), interpretata da Katie Walder.
È stata il primo amore di Barney, ma lo lasciò per un altro uomo, cosa che condiziona molto la vita di Barney spingendolo a cambiare stile di vita. Dopo diversi anni lei e Barney si rivedono e lui va a letto con lei, per poi abbandonarla il giorno dopo, prendendosi una specie di rivincita morale su di lei; da allora Shannon svilupperà un forte odio per lui, tanto da colpire Marshall con uno schiaffo solo per via del fatto che è amico di Barney.
- Greg (stagioni 1-9), interpretato da Mark Derwin, doppiato da Enrico Bertorelli.
È l'uomo per cui Barney viene lasciato da Shannon. Barney inizia a lavorare per lui (dato che Greg non lo ha riconosciuto) e, entrando in possesso di documenti compromettenti sul lavoro di Greg, si vendica di lui facendolo arrestare dall'FBI.

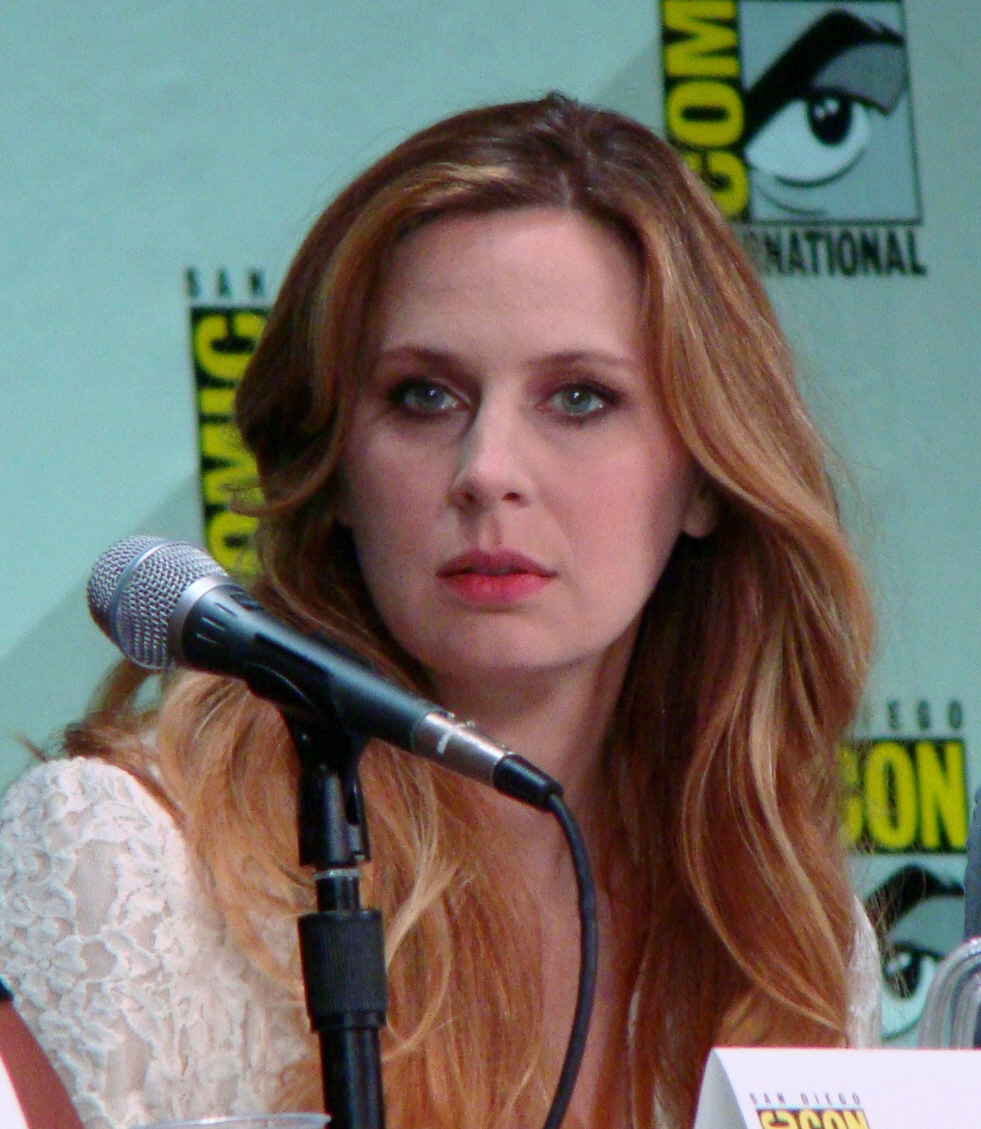
Anne Dudek interpreta Natalie
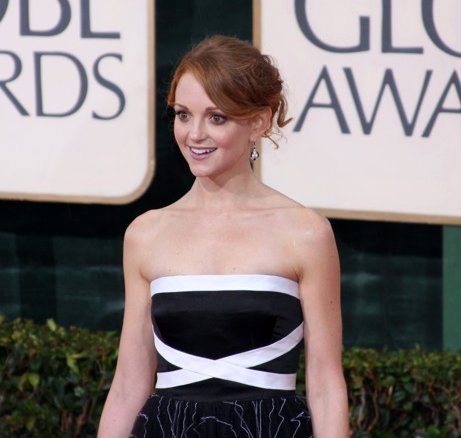
Jayma Mays interpreta la guardarobiera
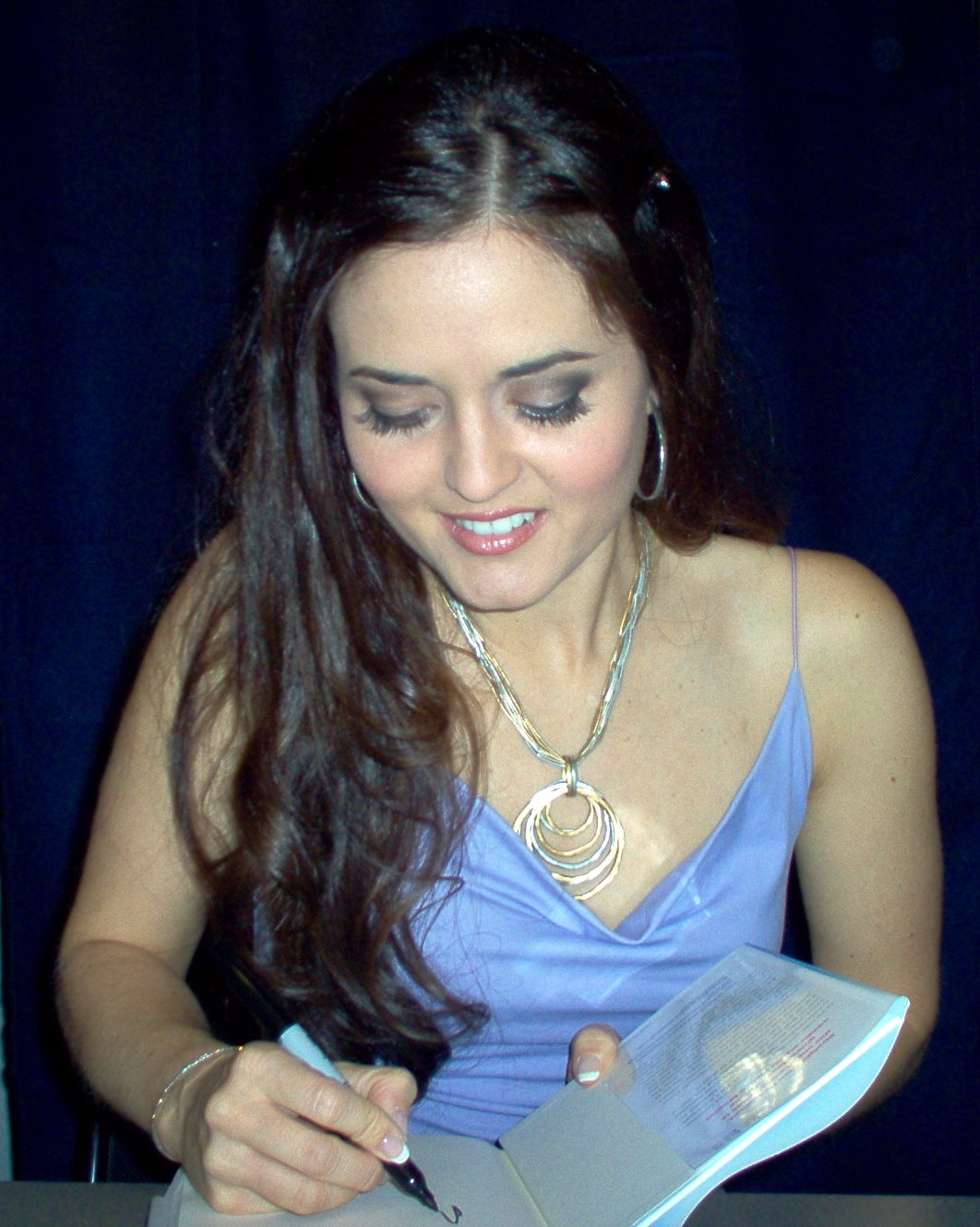
Danica McKellar interpreta Trudy

### Introdotti nella seconda stagione
- Alfred Mosby (stagioni 2-6), interpretato da Michael Gross, doppiato da Mario Scarabelli.
È il padre di Ted. Come la sua ex moglie Virginia, anche lui dopo il divorzio si è rifatto una vita. Come lui e Virginia affermano, il loro rapporto sotto molti punti di vista era uguale a quello tra Ted e Robin. È incapace di affrontare discorsi seri e profondi con il figlio e riesce a parlare soltanto di football.
- Hammond Druthers (stagioni 2-9), interpretato da Bryan Cranston, doppiato da Pino Pirovano.
È il capo di Ted. È stato un famoso architetto internazionale durante gli anni ottanta, ma oggi il suo nome è ormai in declino. Ted lo rispetta, però non gradisce affatto i suoi comportamenti da star. Quando Ted ottiene una promozione come supervisore del progetto a cui lavorano, decide di licenziare Hammond. Dopo ciò riesce a rimettersi in sesto ottenendo un lavoro in un altro studio e inoltre quando Ted acquista successo per l'edificio della Goliath National Bank che lui ha progettato, Hammond gli propone un ottimo lavoro nel suo studio, che lui però rifiuta.
- Katie Scherbatsky (stagioni 2-9), interpretata da Lucy Hale, doppiata da Tosawi Piovani (1ª voce) e Federica Valenti (2ª voce).
È la sorella minore di Robin.
- Clint (stagioni 2-9), interpretato da Harry Groener, doppiato da Claudio Ridolfo.
È il nuovo compagno di Virginia, la madre di Ted, i due in seguito si sposano. È un artista, ex hippy. Ted non lo sopporta nella maniera più assoluta. Le persone alla lunga lo trovano scocciante, inoltre è del tutto incapace di tenersi stretto un lavoro.
- Doug (stagioni 2-3), interpretato da Nicholas Roget King, doppiato da Patrizia Scianca.
È un alunno della classe di Lily; Robin frequenta suo padre per un breve periodo.
- Kara (stagione 2), interpretata da Aisha Kabia.
È la fidanzata di Brad, anche lei avvocato come lui. Quando Kara lascia Brad, crea in quest'ultimo una forte crisi emotiva spingendolo ad abbandonare i suoi valori, facendolo diventare un avvocato disonesto.

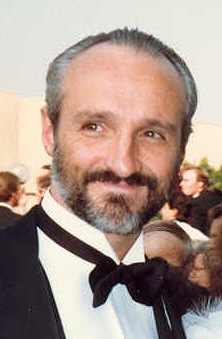
Michael Gross interpreta Alfred Mosby
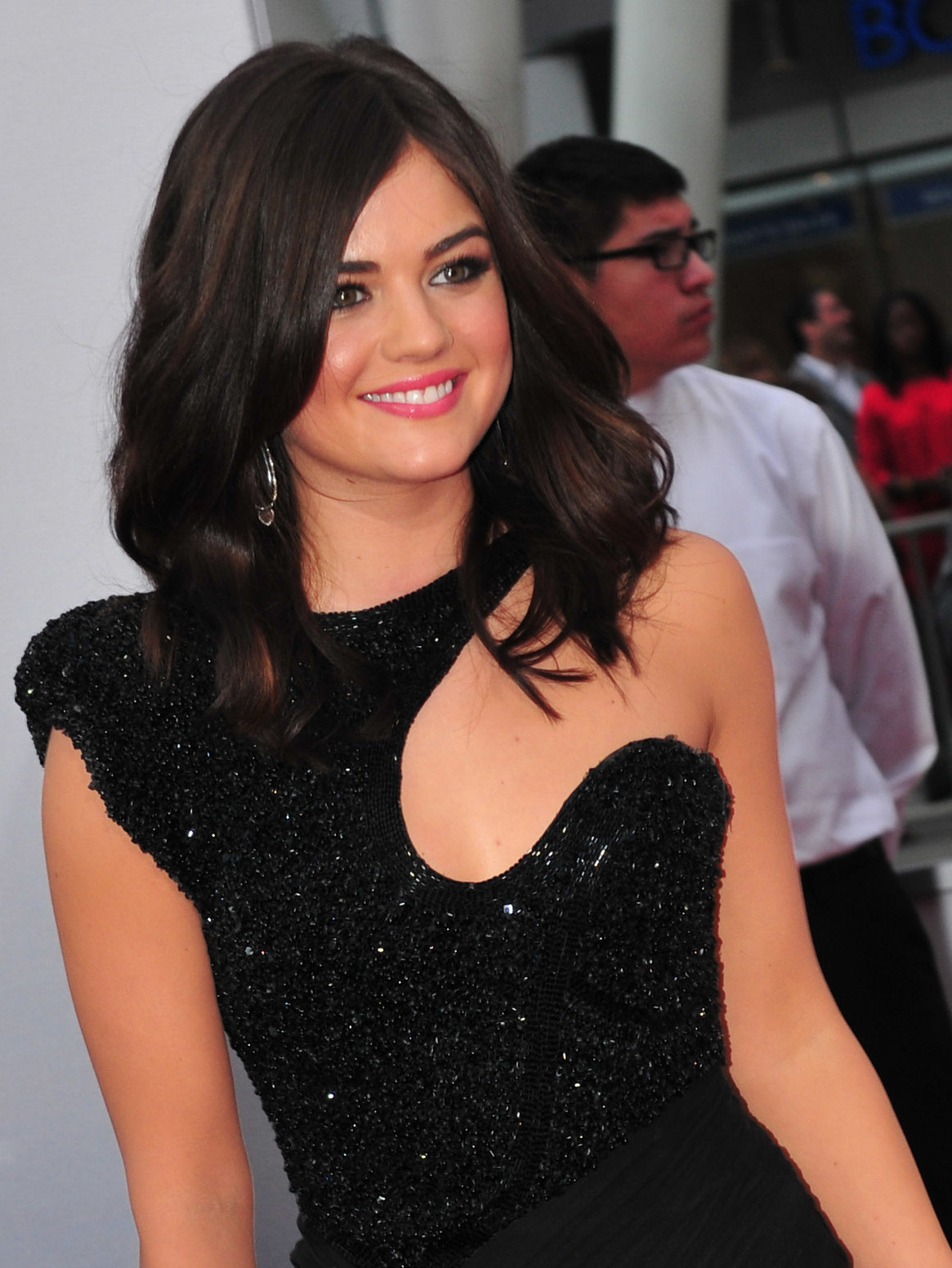
Lucy Hale interpreta Katie Scherbatsky
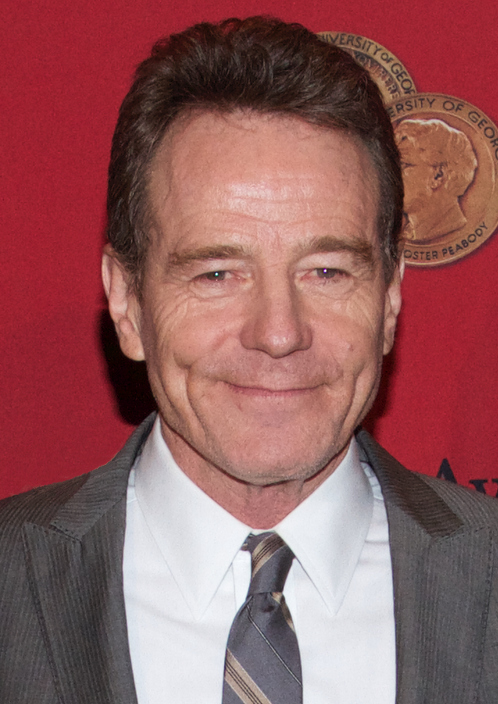
Bryan Cranston interpreta Hammond Druthers
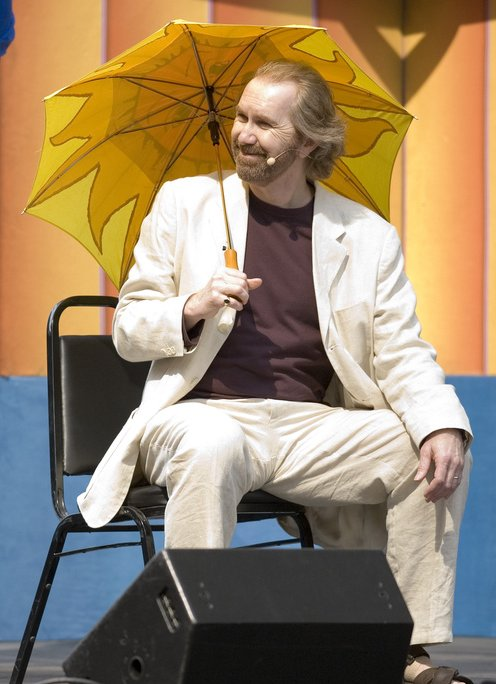
Harry Groener interpreta Clint

### Introdotti nella terza stagione
- Gael (stagione 3), interpretato da Enrique Iglesias.
È il nuovo fidanzato di Robin dopo la rottura con Ted, un affascinante ragazzo argentino conosciuto in vacanza. Il loro rapporto funzionava solo quando erano in Argentina, visto che in quel paese Robin aveva adottato una mentalità diversa e uno stile di vita diverso, ma una volta ritornata a New York lo lascia perché riabracciando il suo vecchio modo di essere capisce che Gael non è l'uomo giusto per lei.
- Meg "la pazza" (stagioni 3 e 5), interpretata da April Bowlby.
È una delle tante ragazze che Barney ha sedotto e scaricato il mattino seguente. Dopo questo fatto, Barney capisce che Meg è "pazza" poiché, invece di odiarlo, la ragazza continua ad amarlo e diventa ossessionata da lui.
- Abby (stagione 3), interpretata da Britney Spears, doppiata da Marisa Della Pasqua.
È la timida e goffa segretaria dello studio medico di Stella. Dopo che Barney l'ha rimorchiata e scaricata, lei si vendica impedendogli ogni sorta di abbordaggio con altre ragazze.
- Carol (stagioni 3-9), interpretata da Abigail Spencer.
È una ragazza con la quale Ted esce per un breve periodo. Non ricordandosi il suo nome, Ted la chiamava (nei suoi ricordi) "blahblah".
- Punchy (stagioni 3-7), interpretato da Chris Romano (accreditato come Chris Romanski), doppiato da Luigi Rosa.
Era il miglior amico d'infanzia di Ted. Lui è sempre rimasto a vivere a Cleveland, ma negli anni si sono tenuti in contatto. Ogni volta che si incontrano sembra che non si sopportino più, ma in fondo sono rimasti molto legati.
- Simon Tremblay (stagioni 3-9), interpretato da James Van Der Beek, doppiato da Diego Sabre.
È stato il primo fidanzato di Robin. Franco-canadese, hanno collaborato assieme in Canada, quando lei era la popstar Robin Sparkles e lui stava cercando di sfondare nel mondo della musica. Simon non ha però mai trovato il successo, anche se ancora oggi continua a inseguirlo.
- Alan Thicke (stagioni 3-8), interprete di sé stesso, doppiato da Riccardo Peroni.
Conosce Robin da anni, dato che hanno lavorato assieme in Canada quando lei si esibiva come Robin Sparkles.
- Randy (stagioni 3-6), interpretato da Will Forte, doppiato da Alessandro Rigotti.
È un collega di Barney e Marshall. Venera Barney come un mito e vorrebbe assomigliargli in tutto e per tutto, ma con le donne è un disastro, specialmente per via del fatto che quando si eccita perde sangue dal naso. Marshall si vede costretto a licenziarlo, e questo genera la felicità di Randy visto che gli dà la possibilità di realizzare il suo sogno, ovvero mettersi in proprio e produrre birra.
- Lucy Zinman (stagioni 3-4), interpretata da Darcy Byrnes.
È la figlia di Stella e Tony, sua madre rimase incinta di lei quando era ancora molto giovane.

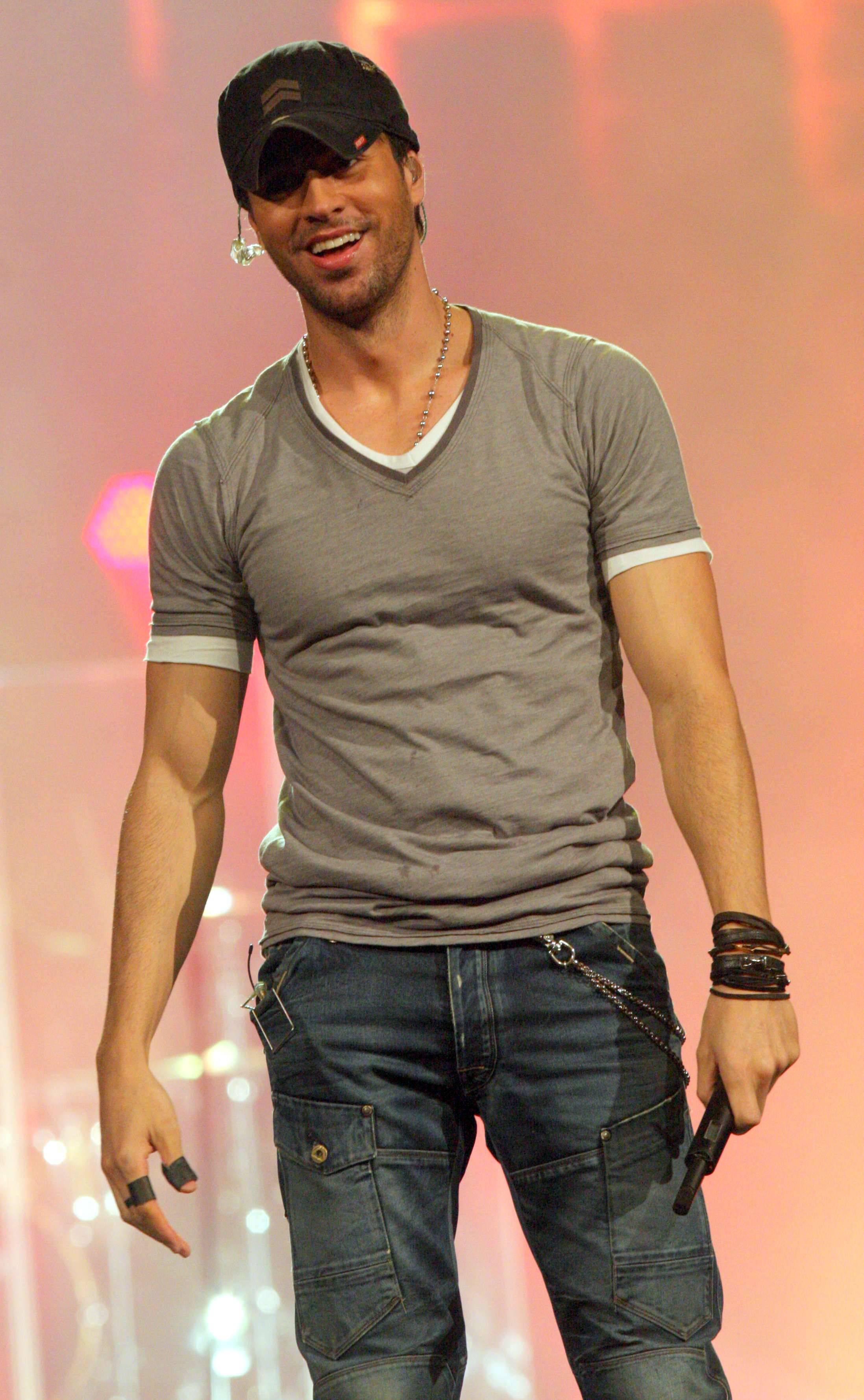
Enrique Iglesias interpreta Gael
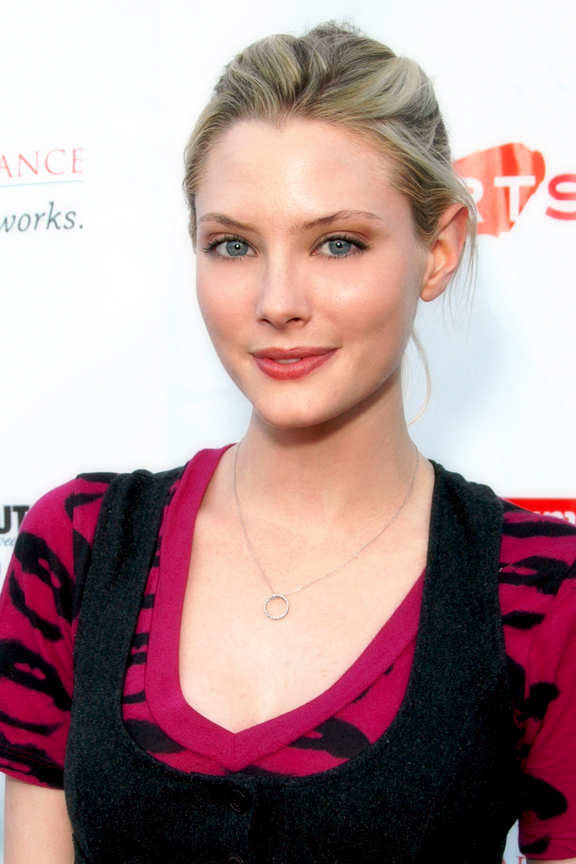
April Bowlby interpreta Meg
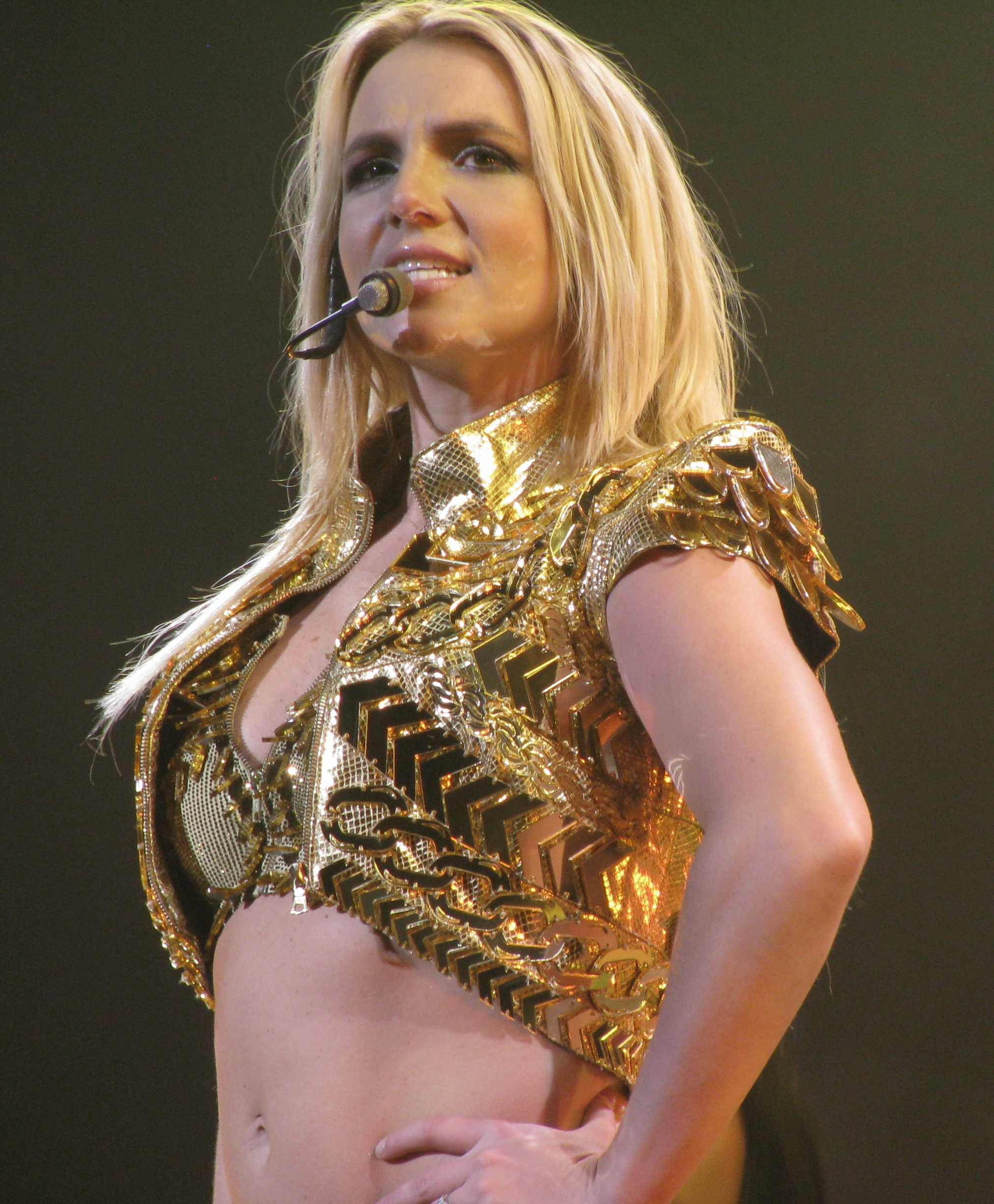
Britney Spears interpreta Abby
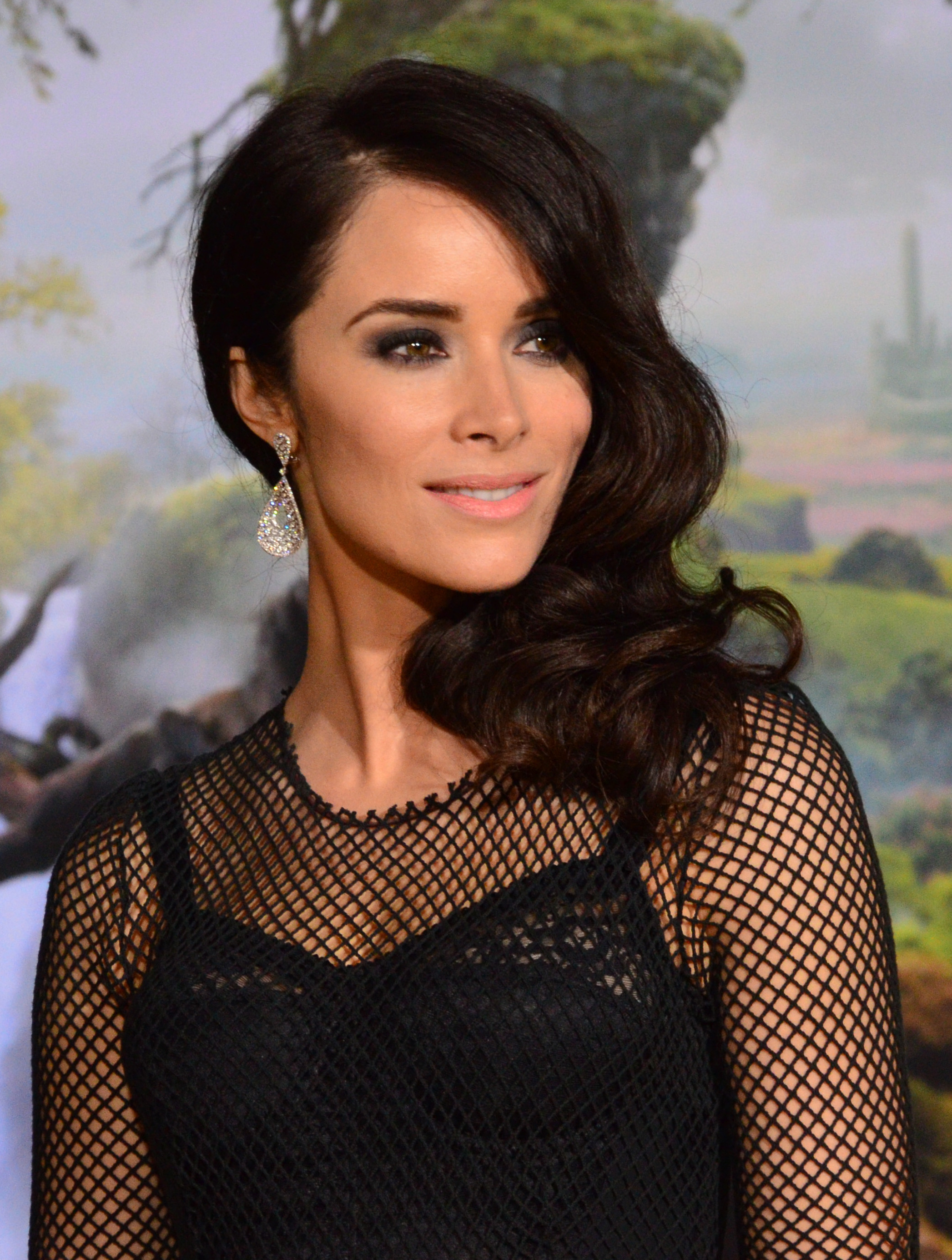
Abigail Spencer interpreta Carol
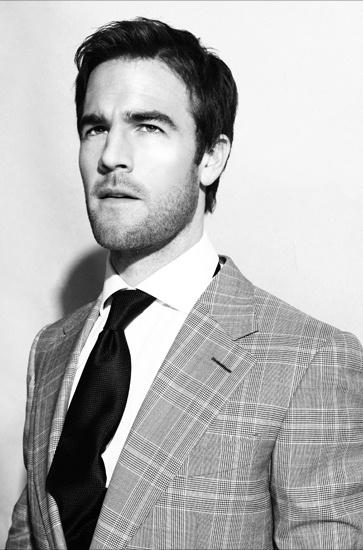
James Van Der Beek interpreta Simon Tremblay
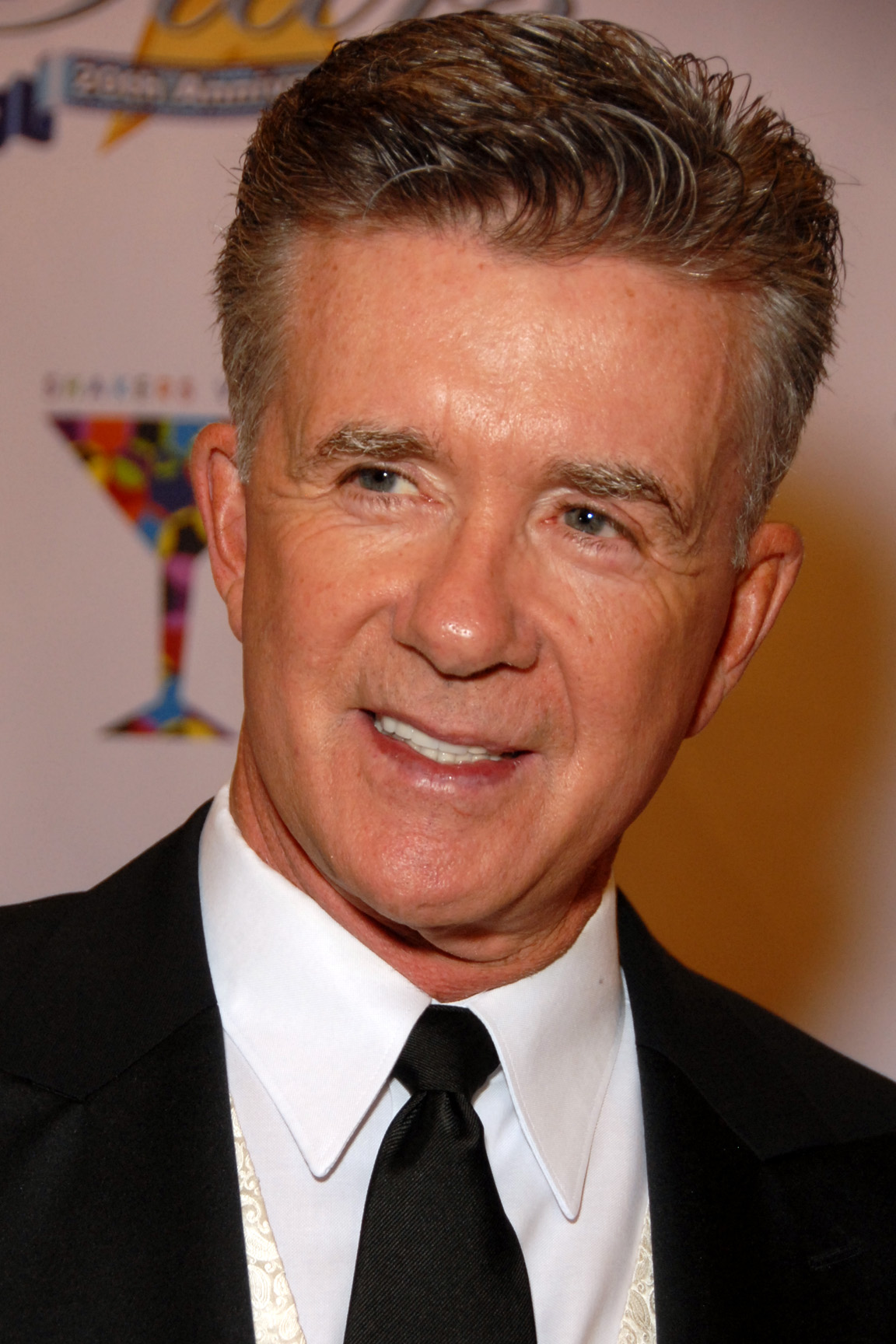
Alan Thicke interpreta sé stesso
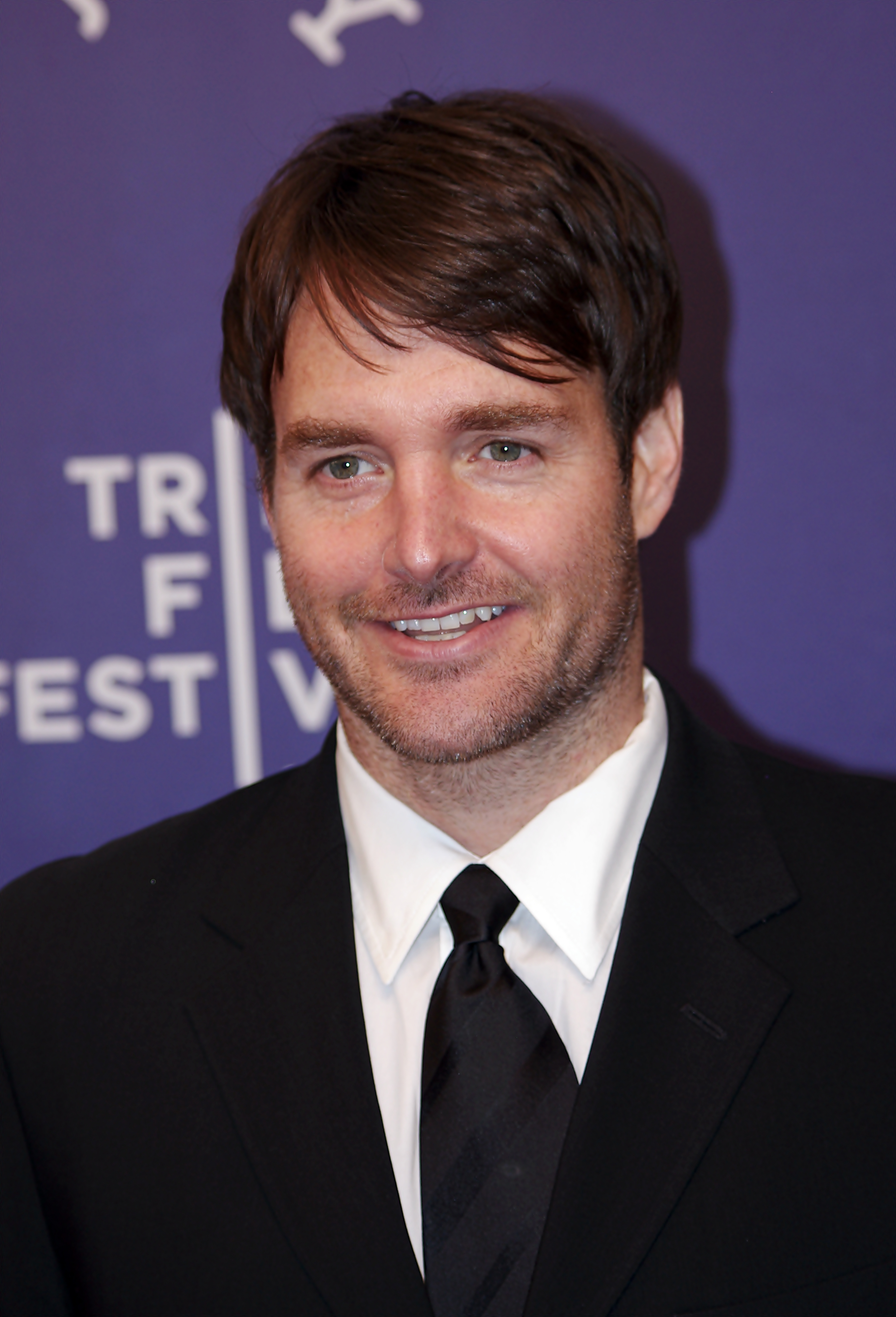
Will Forte interpreta Randy

### Introdotti nella quarta stagione
- Karen (stagioni 4-5), interpretata da Laura Prepon, doppiata da Cristiana Rossi.
È stata la prima fidanzata di Ted ai tempi del college. Lei lo tradiva in continuazione, ma lui la perdonava sempre. Ancora oggi non riesce ad avere una relazione stabile con un uomo. È una donna bella, carismatica e intelligente, ma anche manipolatrice.
- Tony (stagione 4), interpretato da Jason Jones, doppiato da Lorenzo Scattorin.
È l'ex fidanzato di Stella, che la mise incinta quando erano molto giovani. Ted ne è abbastanza geloso, a ragione, dato che il giorno del suo matrimonio con la ragazza, Stella scappa e torna dal suo ex. Per cercare di rimediare all'accaduto Tony l'aiuta a trovare un posto di insegnante presso l'università, dando inizio alla sua nuova carriera. In seguito Tony si trasferisce a Los Angeles con Stella e la figlia, dove diventa un famoso sceneggiatore grazie a un film che racconta (in maniera molto inverosimile) il triangolo amoroso tra lui, Ted e Stella.
- Mitch (stagioni 4-9), interpretato da Adam Paul, doppiato da Simone D'Andrea.
È un uomo con il quale Robin finisce a letto, dopo essersi semplicemente presentato a lei completamente nudo, grazie alla tecnica dell'"uomo nudo", inventata da lui stesso in modo da concludere in bellezza degli appuntamenti deludenti dovuti al suo scarso aspetto esteriore e al suo essere un tipo piuttosto noioso. Questo avvenimento ispirerà Ted a fare lo stesso, e avendo successo supera il fatto di essere stato lasciato all'altare. In seguito si scoprirà che Mitch conosceva anche la madre, e ha provato ad andarci a letto con la tecnica dell'uomo nudo, fallendo.
- Doug (stagioni 4-7), interpretato da Will Sasso.
È un dipendente del MacLaren's. Si dimostra un uomo violento e manesco, ma ha una grande considerazione di Ted e del suo gruppo.

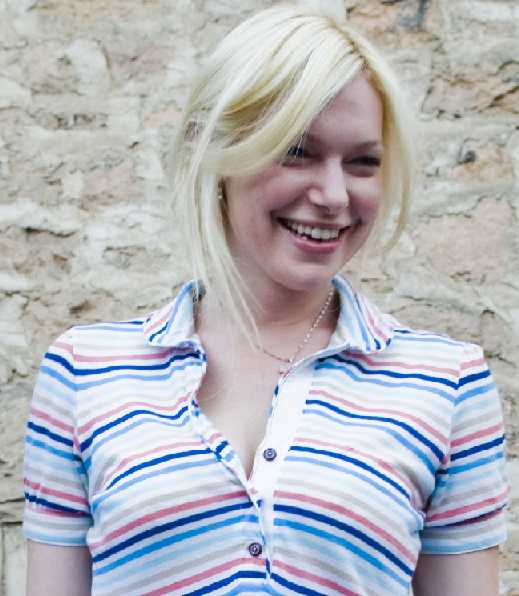
Laura Prepon interpreta Karen
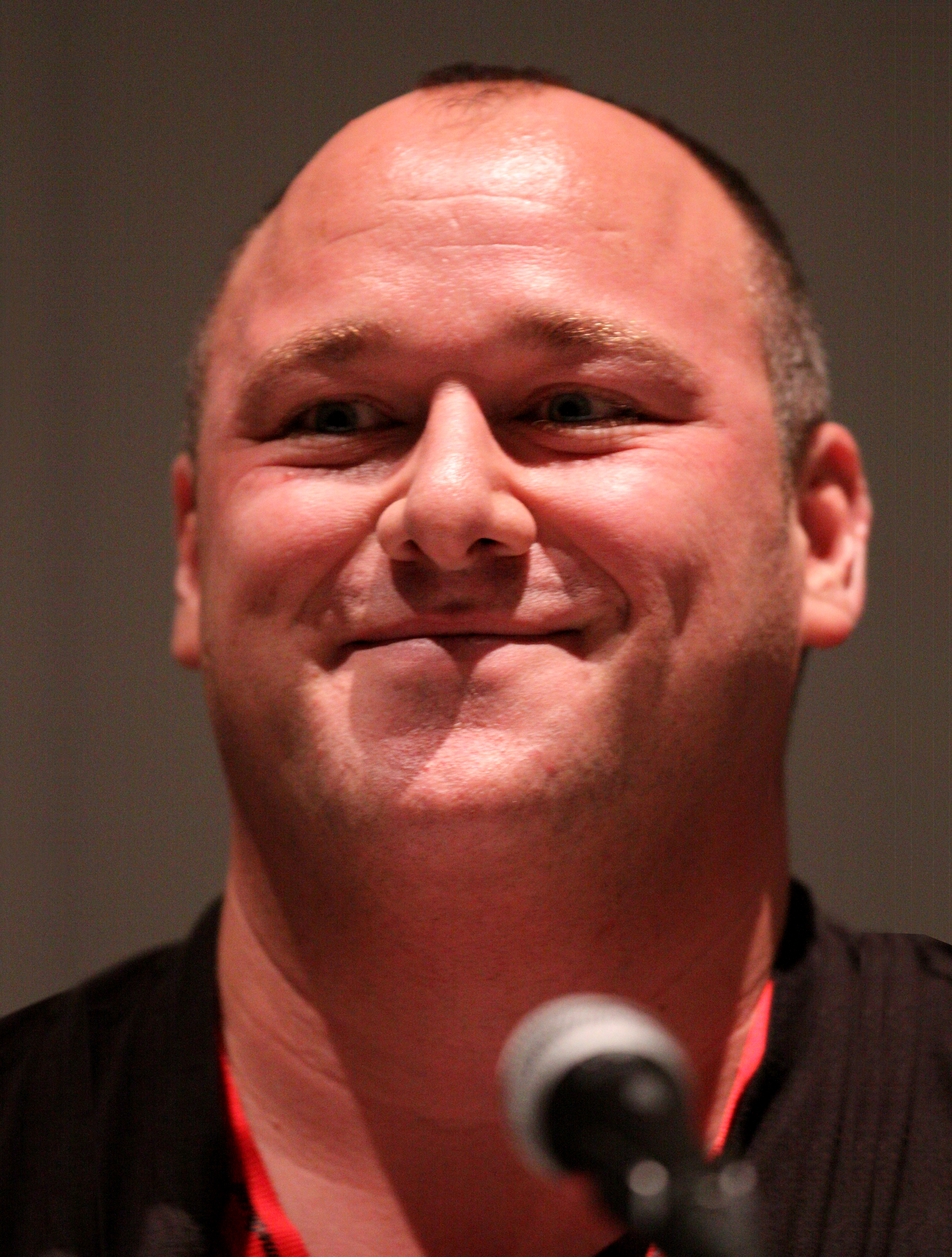
Will Sasso interpreta Doug

### Introdotti nella quinta stagione
- Cindy (stagioni 5-9), interpretata da Rachel Bilson, doppiata da Emanuela Pacotto (prima voce, stagioni 5-8) e Debora Magnaghi (seconda voce stagione 9).
È un'assistente che Ted conosce durante il suo lavoro all'università, è la coinquilina della futura moglie di Ted. Ted si dimostra subito attratto da lei ma le cose tra di loro non funzionano in quanto capiscono di non avere niente in comune; in seguito si scoprirà lesbica, adottando anche una bambina con la sua compagna.
- Tim Gunn (stagioni 5-9), interpretato da sé stesso.
È il sarto personale di Barney.
- Jasmine (stagioni 5-9) interpretata da Alyson Hannigan e doppiata da Elisabetta Spinelli.
È la sosia di Lily, lavora in uno strip club e ha un fidanzato russo di nome Arvydas. In un episodio della nona stagione il Ted del futuro dice che Jasmine si fidanzò (ironia della sorte) con Scooter.
- Shelly (stagioni 5-9), interpretata da Eva Amurri.
È un'amica di Lily, Barney riesce ad andarci a letto facendole credere di essere un uomo famoso; in seguito a ciò Shelly serverà un forte rancore nei suoi confronti.
- Jim Nantz (stagioni 5-9), interpreta se stesso, doppiato da Enrico Bertorelli.
È comparso in alcune occasioni nella mente di Barney, in cui immagina di farsi intervistare da lui per le sue imprese come la "settimana perfetta" e il "mese perfetto" (ovvero in cui Barney riesce, in una settimana o un mese, ogni sera a rimorchiare una donna diversa).
- Karina (stagioni 5-9), interpretata da Stacy Keibler.
È un'attraente barista che lavora saltuariamente al MacLaren's. Odia gli uomini che vestono con giacca e cravatta; motivo per cui Barney, nel tentativo di sedurla, è costretto a rinunciare suo malgrado al suo abituale abbigliamento.

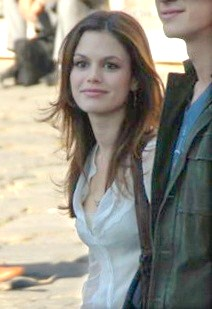
Rachel Bilson interpreta Cindy
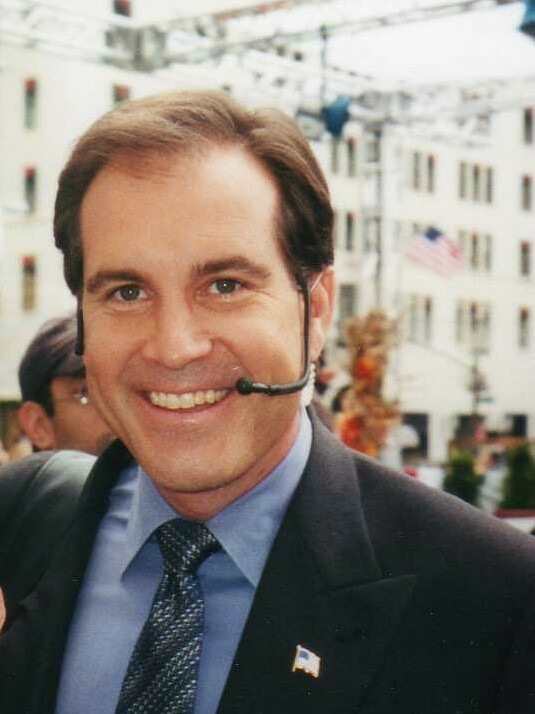
Jim Nantz interpreta se stesso
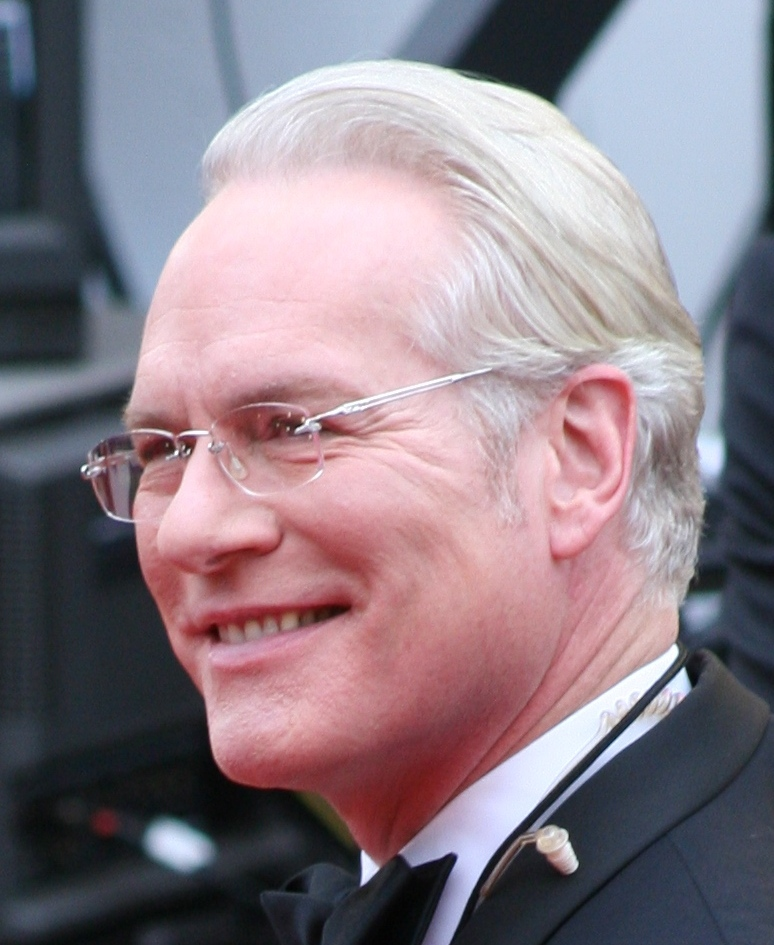
Tim Gunn interpreta sé stesso
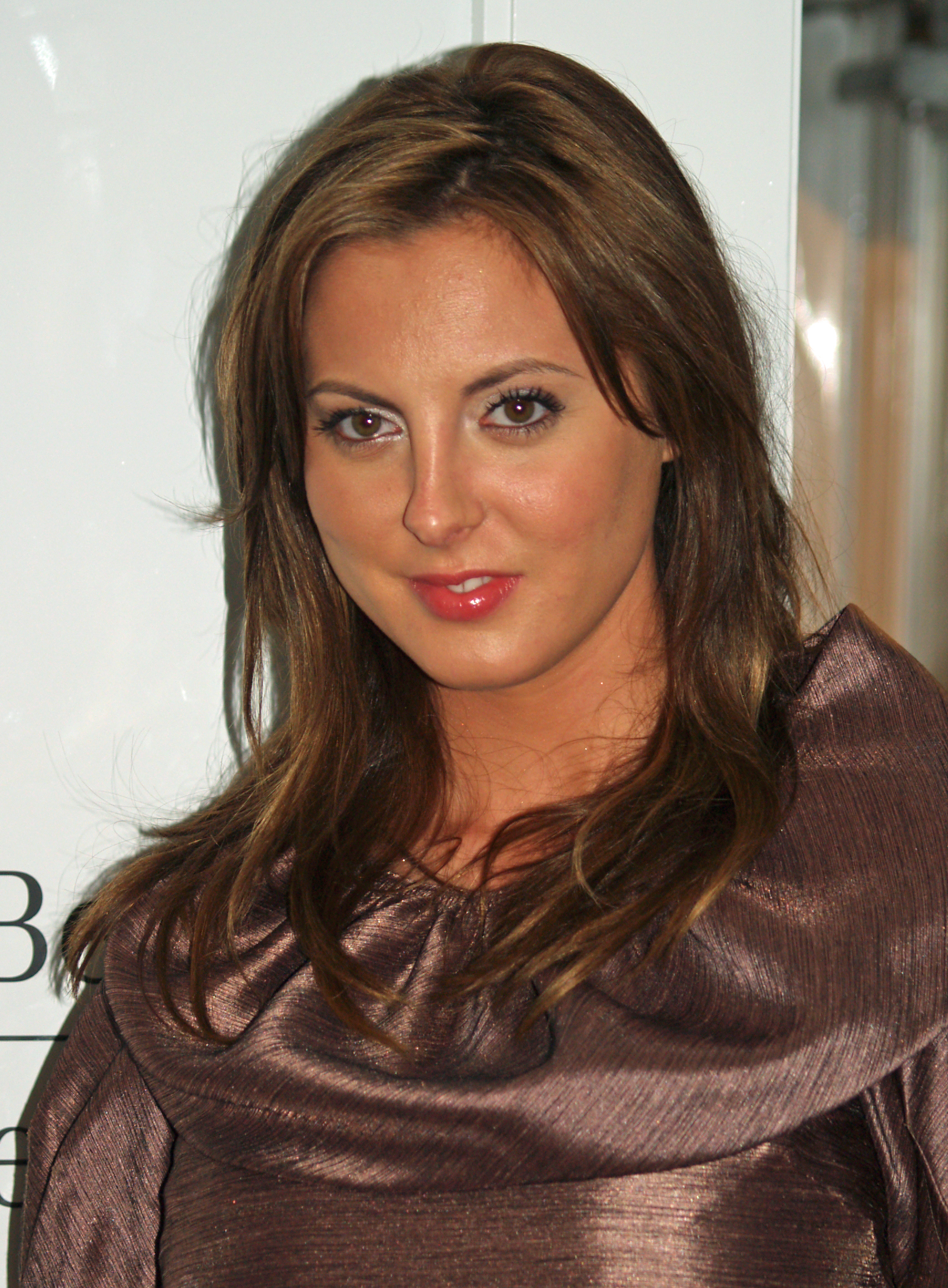
Eva Amurri interpreta Shelly
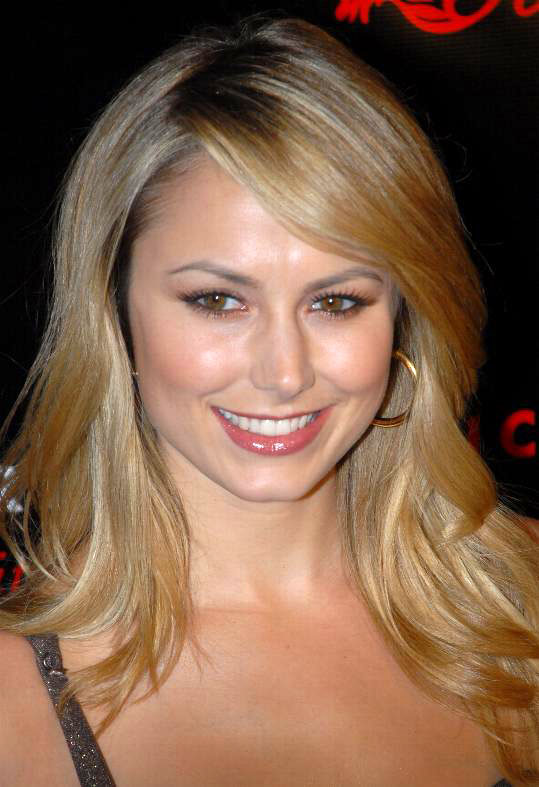
Stacy Keibler interpreta Karina

### Introdotti nella sesta stagione
- Casey (stagioni 6-8), interpretata da Kaylee DeFer, doppiata da Daniela Fava.
È la fidanzata di Cindy, la coinquilina della futura moglie di Ted.
- Max (stagione 6), interpretato da Geoff Stults, doppiato da Patrizio Prata.
È un avvocato, amico e collega di Marshall. Lui e Robin si frequentano per un breve periodo. Marshall si sente un po' in imbarazzo per lui quando gli sta vicino, a causa del fatto che Lily gli ha rivelato (su confessione di Robin) che il suo pene è di "scarse dimensioni".
- Sam Gibbs (stagioni 6-9), interpretato da Ben Vereen, doppiato da Mario Scarabelli.
È un reverendo, il padre naturale di James Stinson, che il ragazzo ritrova dopo trent'anni. Con il tempo l'uomo riallaccia i rapporti con la madre di James e Barney, Loretta, fino a tornare assieme. Sarà Sam a celebrare il matrimonio di Barney e Robin.
- Chris Kattan interpreta sé stesso, doppiato da Davide Garbolino.
È il protagonista del film di Tony, che lo vede nei panni di Jed Mosely (la versione cinematografica di Ted); il film ha avuto tanto successo che ne hanno fatto un sequel, dove Chris interpreta sempre la parte di Jed Mosely.
- Becky (stagioni 6-9), interpretata da Laura Bell Bundy.
È la nuova collega di Robin dopo la partenza di Don Frank. Rappresenta il classico stereotipo della bionda bella e stupida. Lei e Ted si frequentano per un breve periodo.
- Nate "Scooby" Scooberman (stagione 6), interpretato da Robbie Amell.
È un giovane ragazzo canadese. Lui e Robin intraprendono una breve relazione, subito stoppata dal fatto che i suoi comportamenti e atteggiamenti ricordano molto quelli di un cane.
- Kelly (stagioni 6-7), interpretata da Stefanie Black.
È la fidanzata di Punchy. I due alla fine si sposano ma il loro matrimonio viene rovinato per via del fatto che, a causa di Marshall, tutti scoprono della sua indesiderata gravidanza prenuziale.
- Steve "Blitz" (stagioni 6-9), interpretato da Jorge Garcia, doppiato da Paolo De Santis.
È un amico di Ted e Marshall dai tempi del college ed è affetto dalla maledizione del Blitz, che gli impedisce di assistere a eventi straordinari.
- Jerome "Jerry" Whitaker Sr. (stagioni 6-9), interpretato da John Lithgow, doppiato da Bruno Slaviero.
È il padre naturale di Barney, che lo ha sempre creduto un amico della madre che chiamava "zio". Abbandonò il figlio quando era molto piccolo poiché Loretta non lo considerava una figura paterna idonea, a causa dei suoi problemi con l'alcool e la droga. Dopo aver seguito le rock band per molti anni, in seguito si sposò con una certa Cheryl ed ebbe altri due figli, Carly e J.J., mettendo la testa a posto e trovando lavoro come insegnante di guida. Inizialmente non è stato facile per Barney legare con suo padre, non riuscendogli a perdonare il fatto di non essere stato presente nella sua crescita, ma alla fine le cose fra i due si aggiustano e Jerry fa capire al figlio l'importanza di trovare la persona giusta con la quale passare la vita.
- Jerome "J.J." Whitaker Jr. (stagione 6), interpretato da Will Shadley.
È il figlio di Jerry, nonché fratellastro minore di Barney.

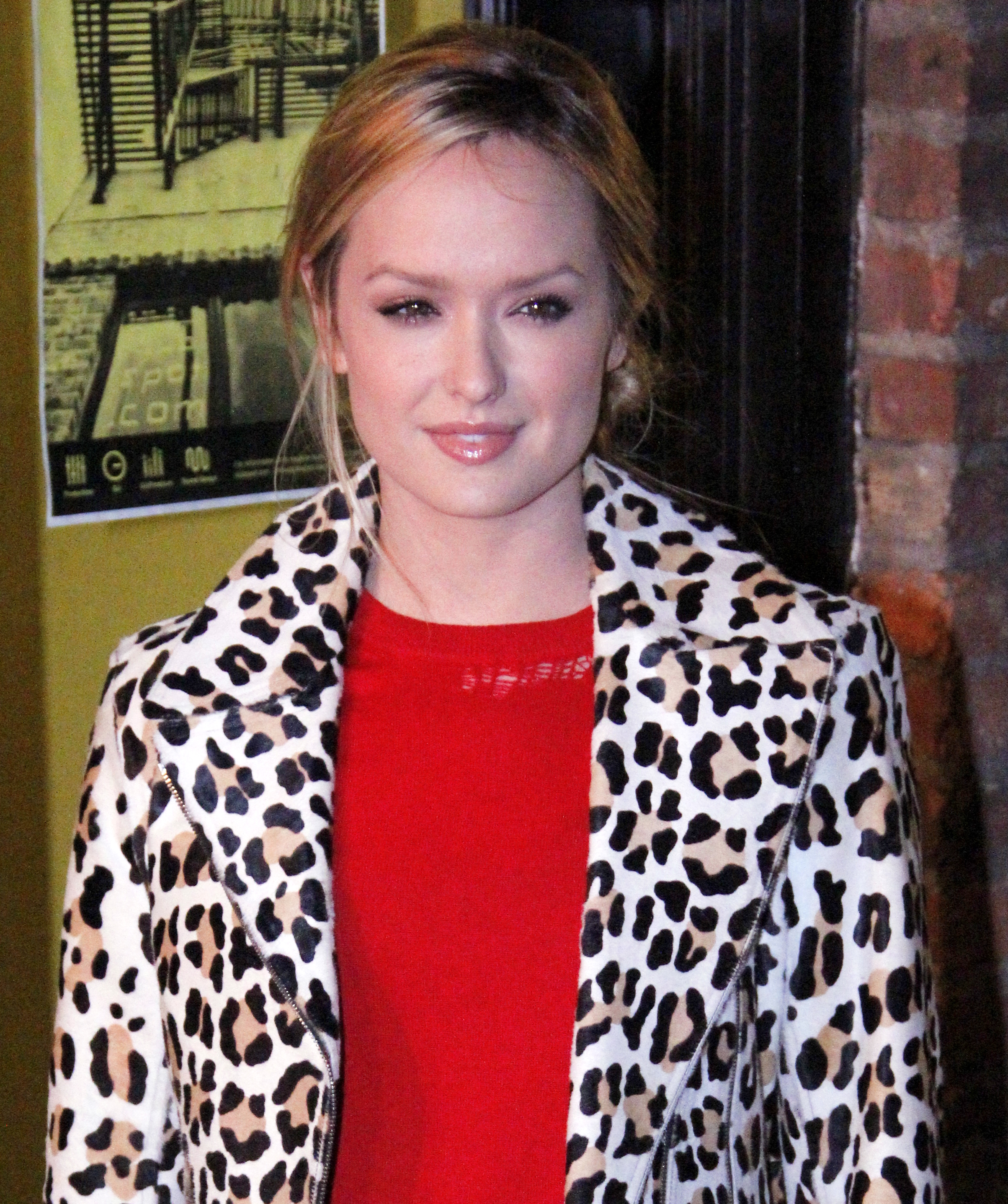
Kaylee DeFer interpreta Casey
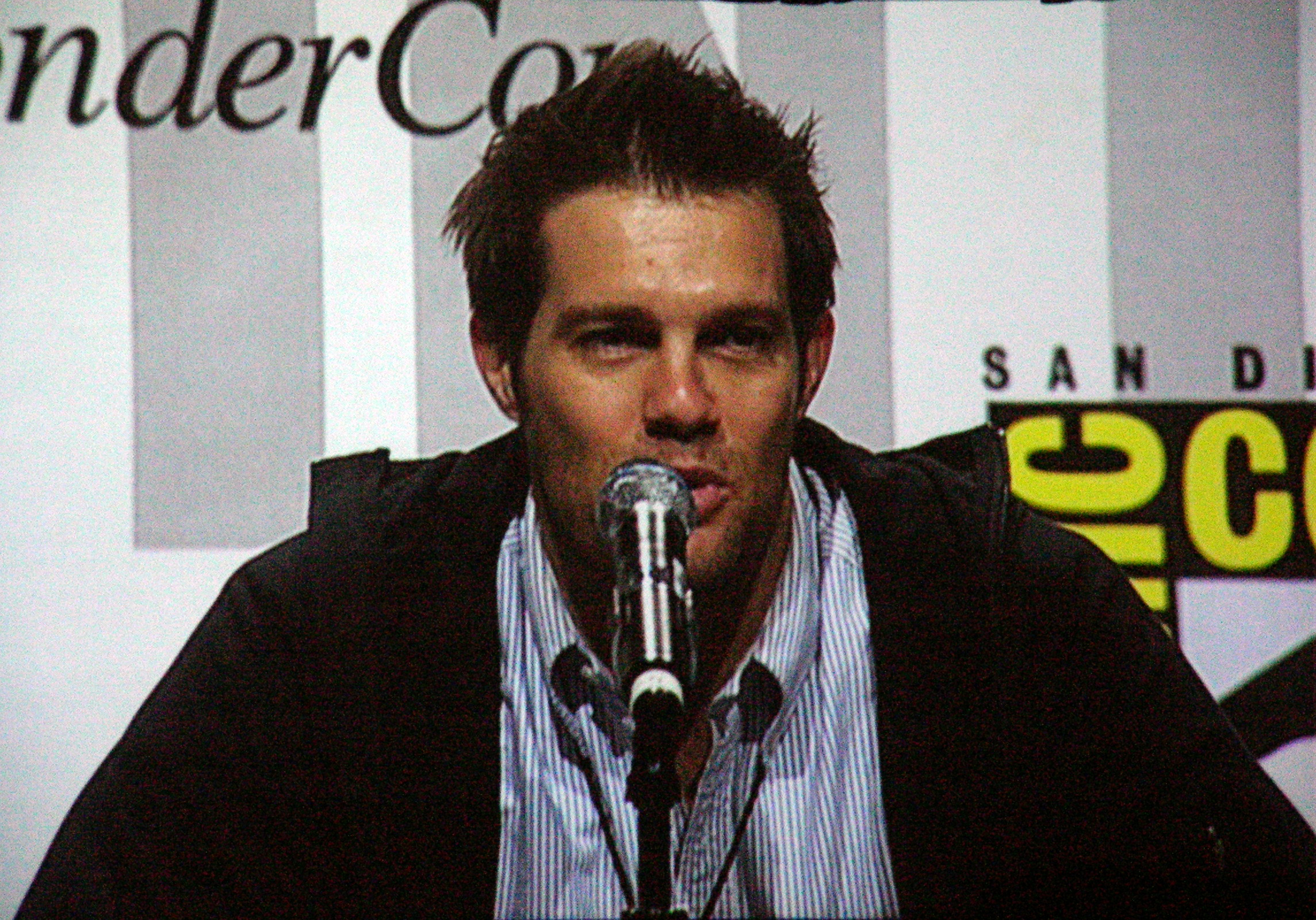
Geoff Stults interpreta Max
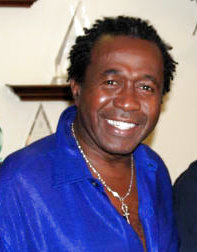
Ben Vereen interpreta Sam Gibbs
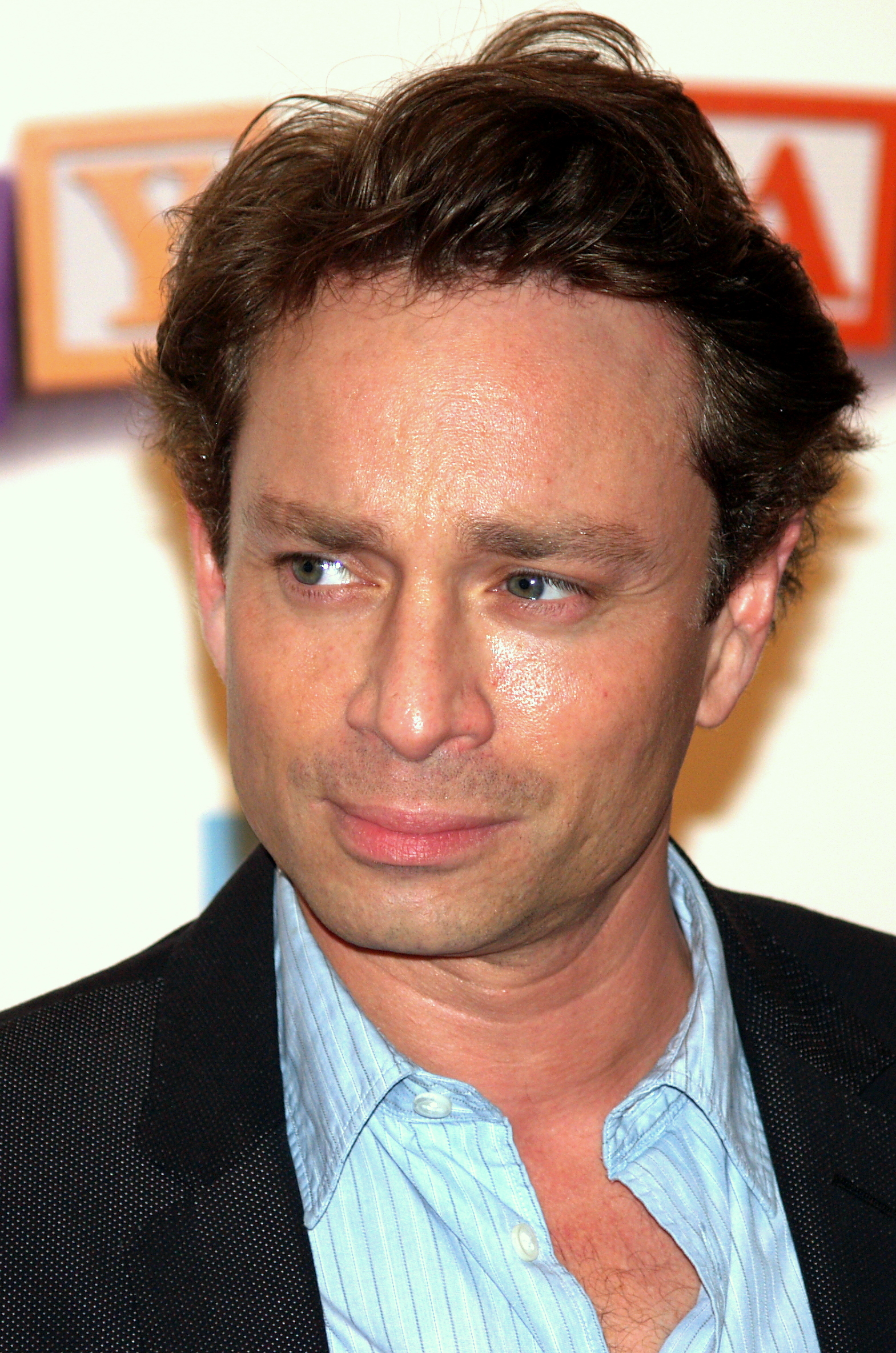
Chris Kattan interpreta se stesso (nel ruolo di Jed Mosely)
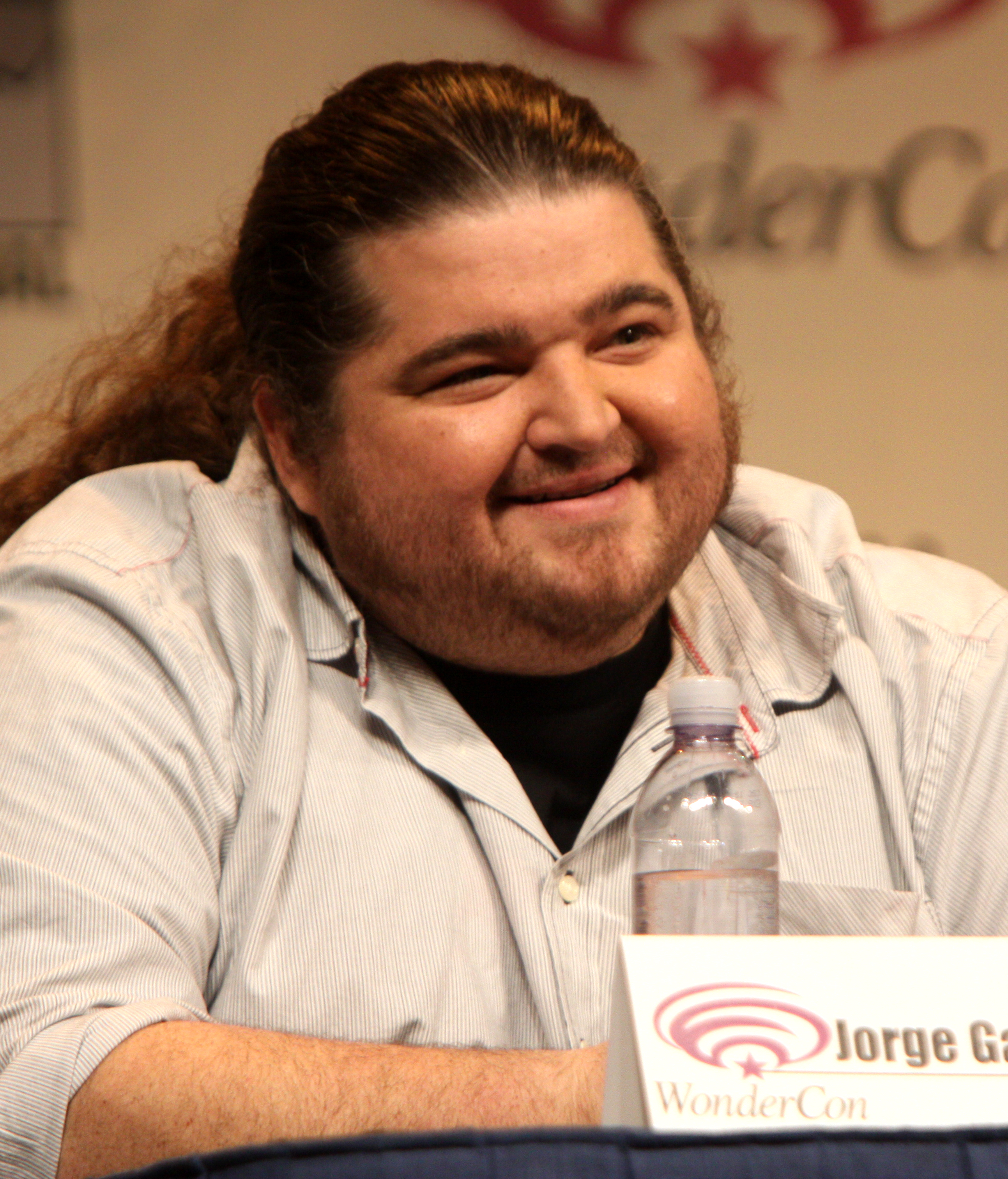
Jorge Garcia interpreta Steve
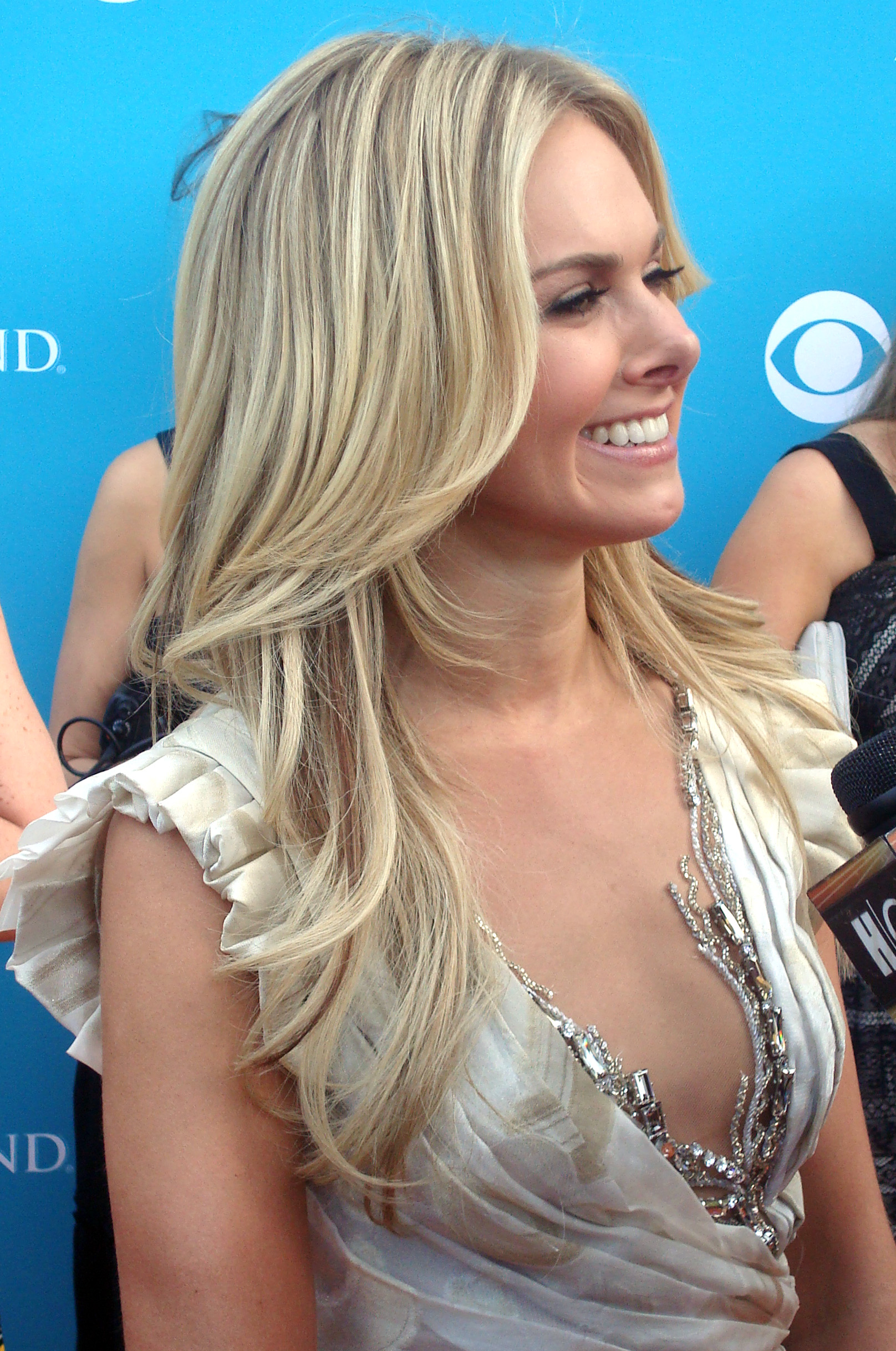
Laura Bell Bundy interpreta Becky
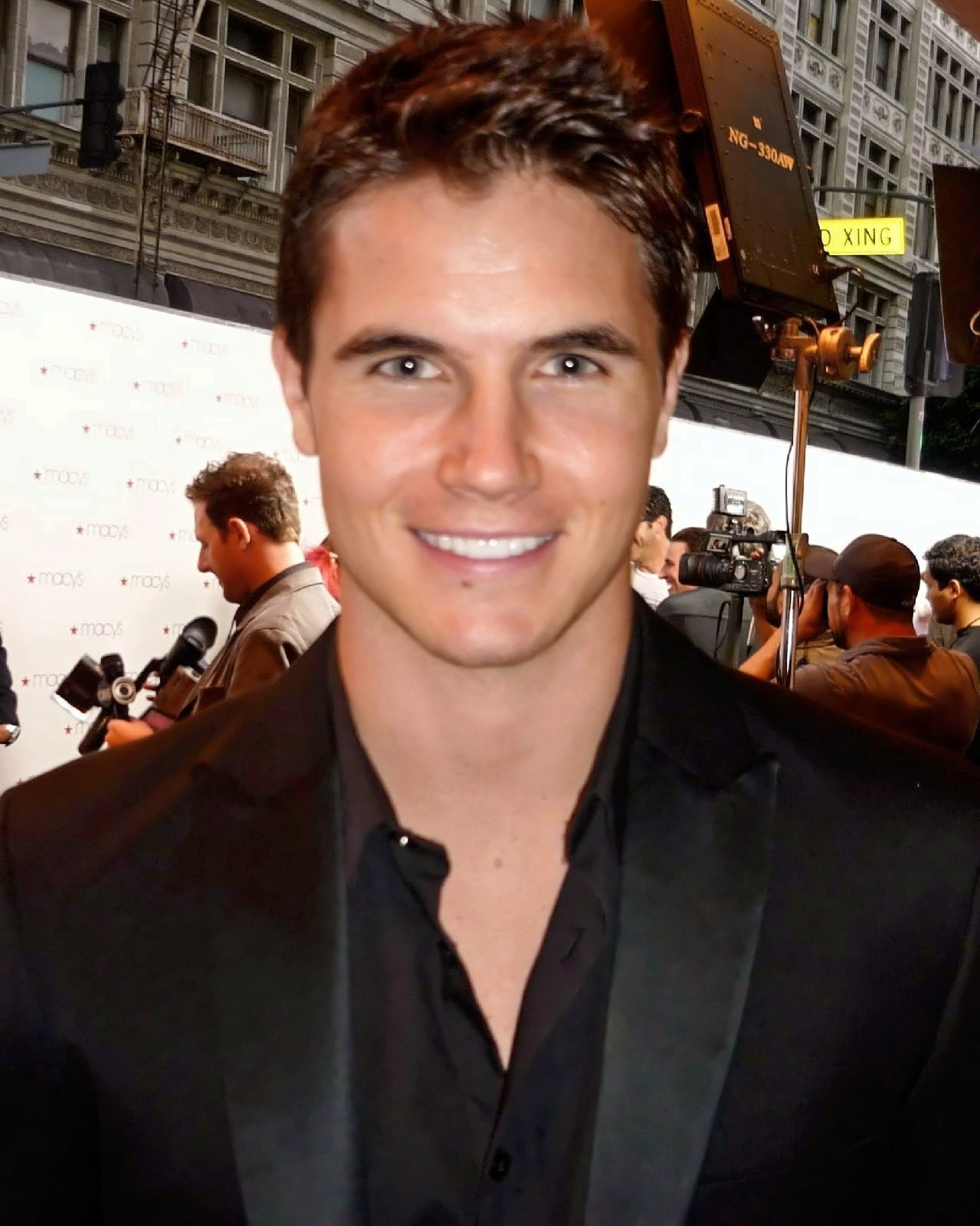
Robbie Amell interpreta Scooby
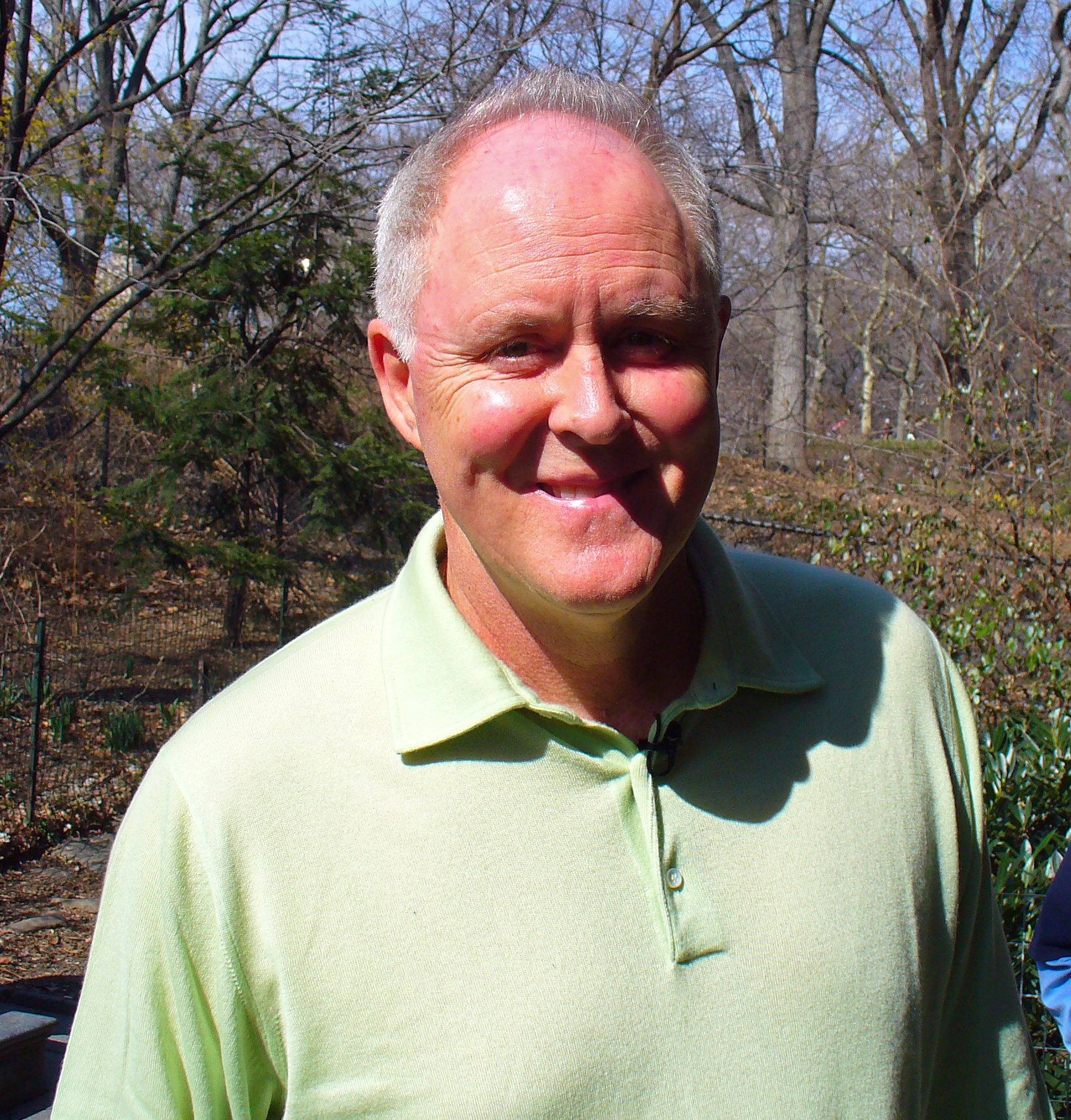
John Lithgow interpreta Jerry Whitaker

### Introdotti nella settima stagione
- Garrison Cootes (stagione 7), interpretato da Martin Short, doppiato da Simone D'Andrea.
È il nuovo capo di Marshall, dirige uno studio legale ambientalista.
- Sonya (stagione 7), interpretata da Vicki Lewis.
È la ginecologa che ha seguito la gravidanza di Lily. È stata proprio lei, inoltre, a dare a Robin la spiacevole notizia che non potrà mai avere figli.
- Tom (stagioni 7-9), interpretato da Jai Rodriguez.
È il marito omosessuale di James nonché cognato di Barney. A causa della scappatella del marito con Gary Blauman, i due stavano per divorziare, ma alla fine tornano insieme.

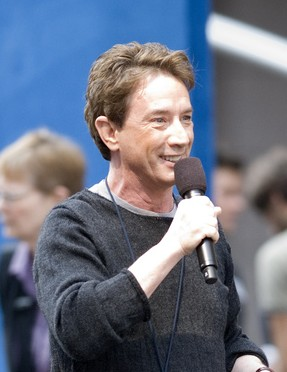
Martin Short interpreta Garrison Cootes
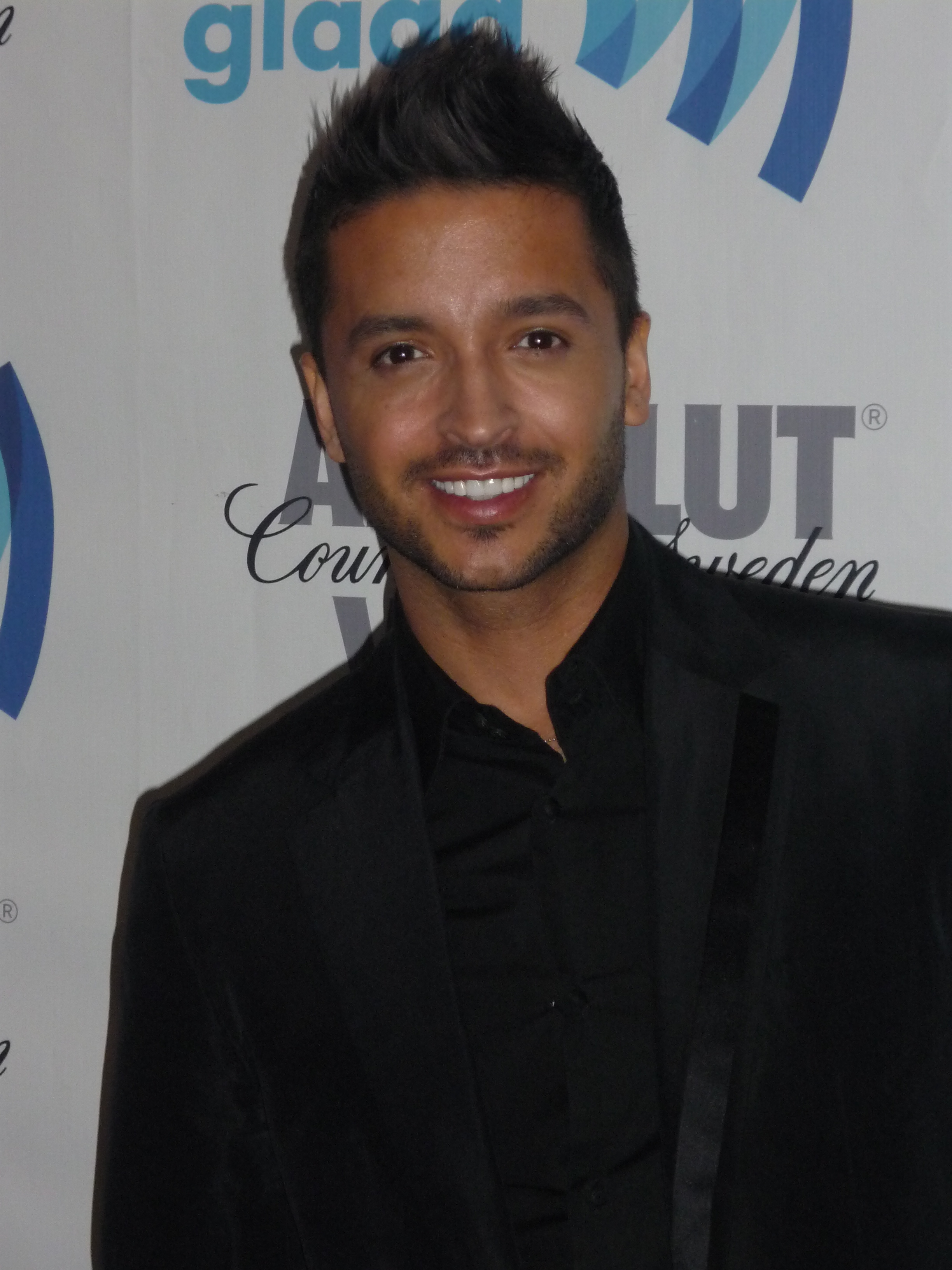
Jai Rodriguez interpreta Tom

### Introdotti nell'ottava stagione
- Klaus (stagione 8), interpretato da Thomas Lennon, doppiato da Luca Sandri.
È il promesso sposo di Victoria, originario della Germania. Victoria è convinta di avergli spezzato il cuore dopo essere fuggita la notte prima delle loro nozze, ma in realtà lo stesso Klaus è scappato, in preda agli stessi dubbi. In seguito però l'uomo si pente della cosa e Ted, che si sente in colpa per l'accaduto, lo ospita per qualche tempo a casa sua.
- Jeanette Peterson (stagioni 8-9), interpretata da Abby Elliott, doppiata da Daniela Fava.
È una ragazza di cui Ted si invaghisce, ricambiato. Il ragazzo decide di provare ad avere una storia con lei, pur accorgendosi presto che Jeanette mostra i comportamenti tipici di una stalker. Jeanette è un tenente di polizia; nonostante i suoi comportamenti ossessivi e maniacali, Ted non riesce a troncare con lei. Quando la ragazza trova il Playbook di Barney (il suo manuale con le tattiche da rimorchio) sul divano di Ted, commette lo sbaglio di pensare che sia suo, e dunque mette a soqquadro l'appartamento di Ted, cosa che provoca l'inevitabile rottura della loro relazione. Jeanette alla fine intraprenderà una relazione con Kevin dopo avere iniziato delle sedute terapeutiche.
- Louis (stagioni 8-9), interpretato da Lou Ferrigno Jr., doppiato da Lorenzo Scattorin.
È il fidanzato della ragazza con l'ombrello giallo, prima che quest'ultima incontri Ted. Le chiede di sposarlo, ma lei rifiuta capendo di non amarlo davvero.

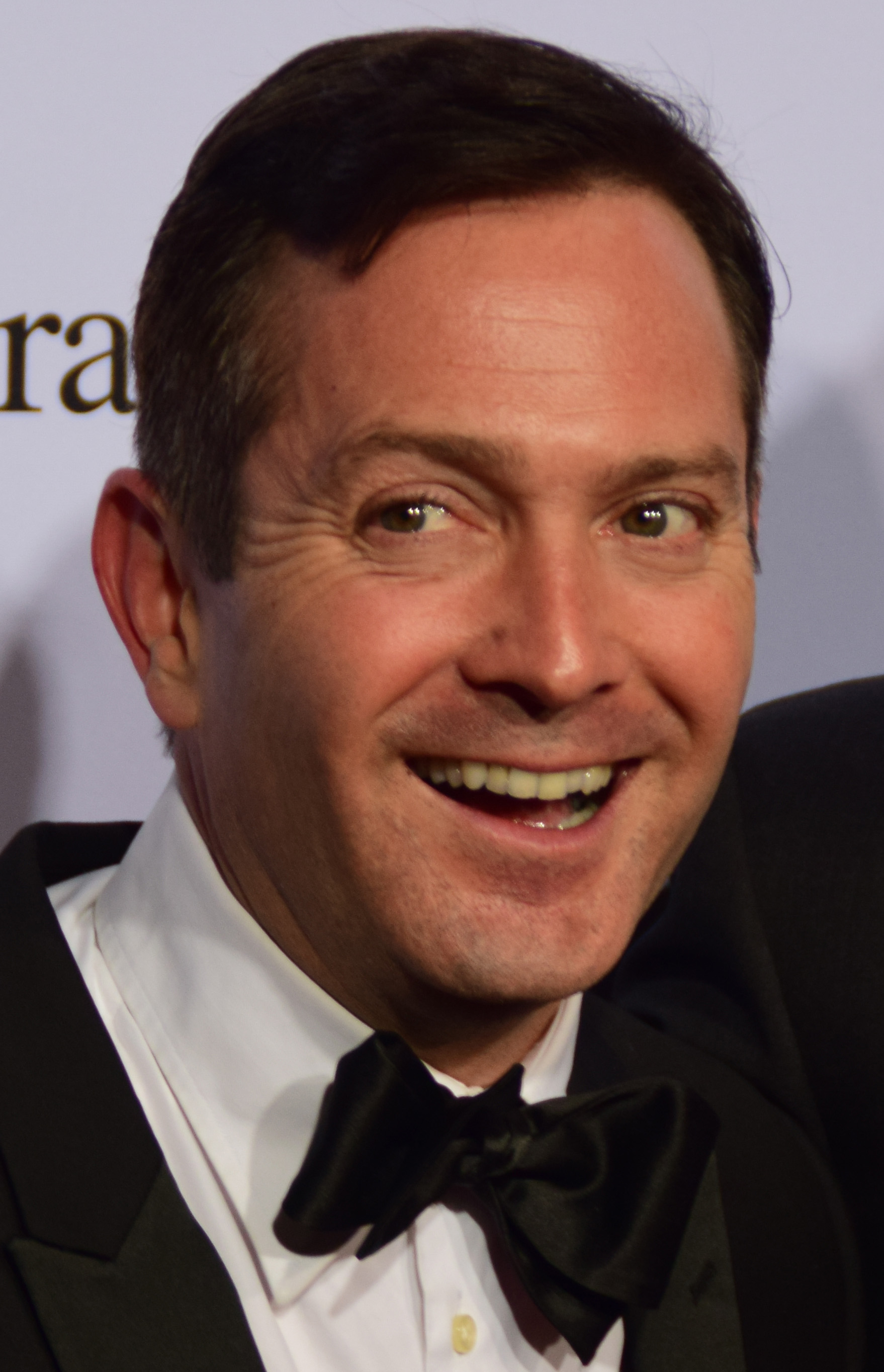
Thomas Lennon interpreta Klaus

### Introdotti nella nona stagione
- Curtis (stagione 9), interpretato da Roger Bart, doppiato da Paolo De Santis.
È il concierge del Farhampton Inn, il resort negli Hamptons dove verrà celebrato il matrimonio tra Barney e Robin. Curtis è una persona dall'animo molto romantico, e prende a cuore la vita sentimentale di Ted, uno dei pochi single lì presenti; il ragazzo è invece molto infastidito dall'uomo, e vorrebbe solamente passare un tranquillo fine settimana lontano da lui. Curiosamente è stato proprio Curtis a sistemare la futura moglie di Ted nella stanza vicina alla sua, probabilmente nella speranza che i due si incontrassero.
- Cassie (stagione 9), interpretata da Anna Camp, doppiata da Emanuela Pacotto.
È una delle invitate alla cerimonia nuziale, con cui Ted prova invano ad avere un'avventura (cosa resa impossibile dal carattere della ragazza).
- Darren (stagione 9), interpretato da Andrew Rannells, doppiato da Federico Zanandrea.
È il cantante della band in cui suona la futura moglie di Ted. Si presenta come un ragazzo simpatico e amichevole, ma in realtà è un egocentrico il cui unico obiettivo è rovinare la vita a ogni persona che incontra. Lui e la band si presentano al matrimonio di Barney e Robin a Farhampton, e cerca di mettere zizzania tra Ted e i suoi amici, ma alla fine lascia il resort dopo che Ted lo prende a pugni.
- Geneviev Scherbatsky (stagione 9), interpretata da Tracey Ullman.
È la madre di Robin, da giovane (prima del matrimonio) il suo rapporto con il marito era simile a quello di Robin con Barney. Soffre di vertigini e per recarsi al matrimonio della figlia ha affrontato la sua paura prendendo un aereo per la prima volta.

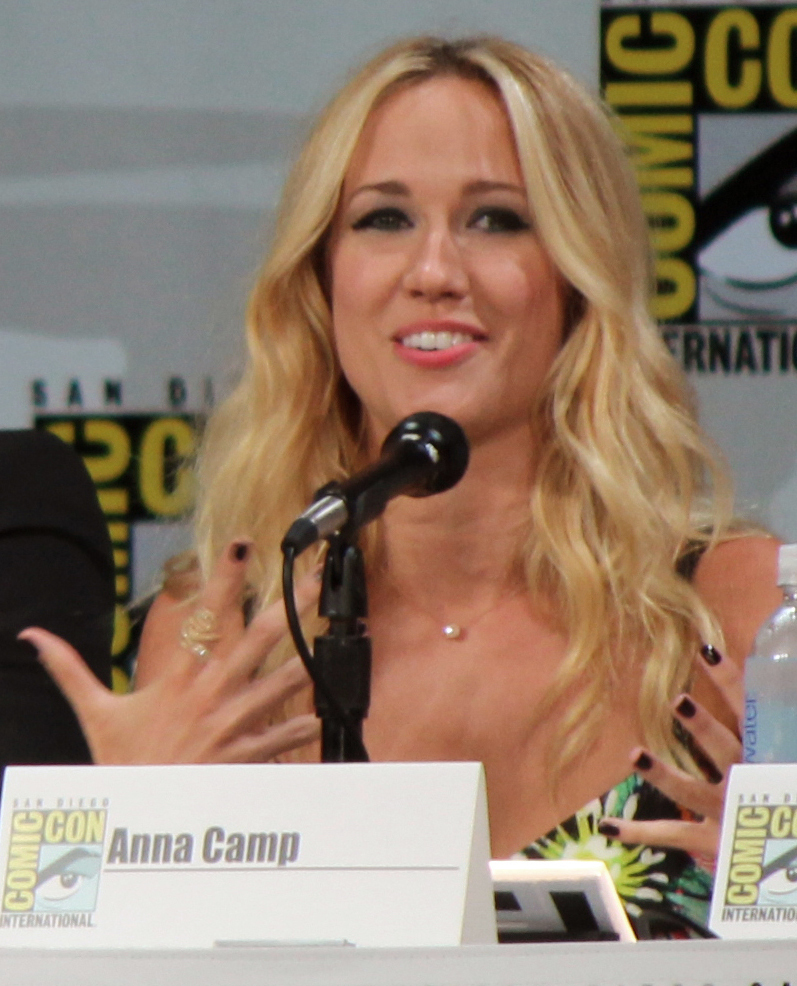
Anna Camp interpreta Cassie
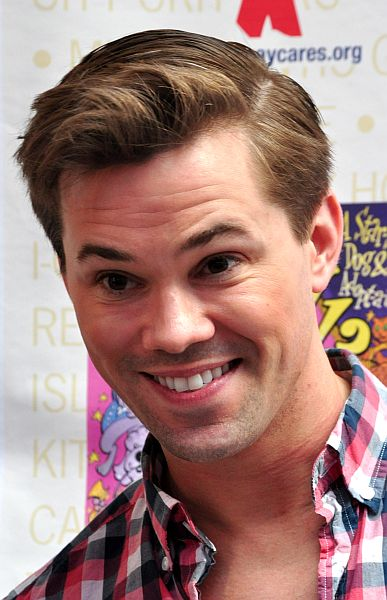
Andrew Rannells interpreta Darren
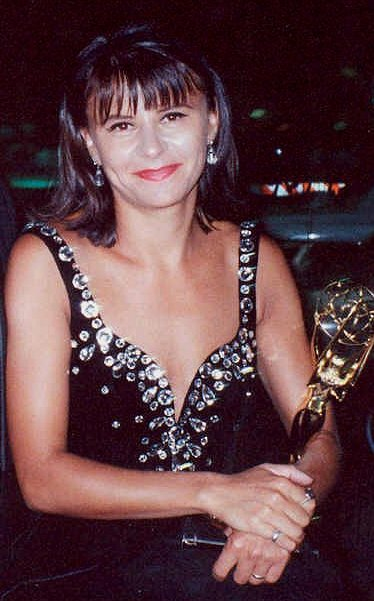
Tracey Ullman interpreta Geneviev Scherbaysky